# Histoire de l'Estonie
Vous lisez un « bon article » labellisé en 2011.

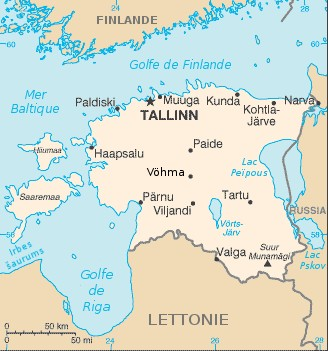
Estonie 2024

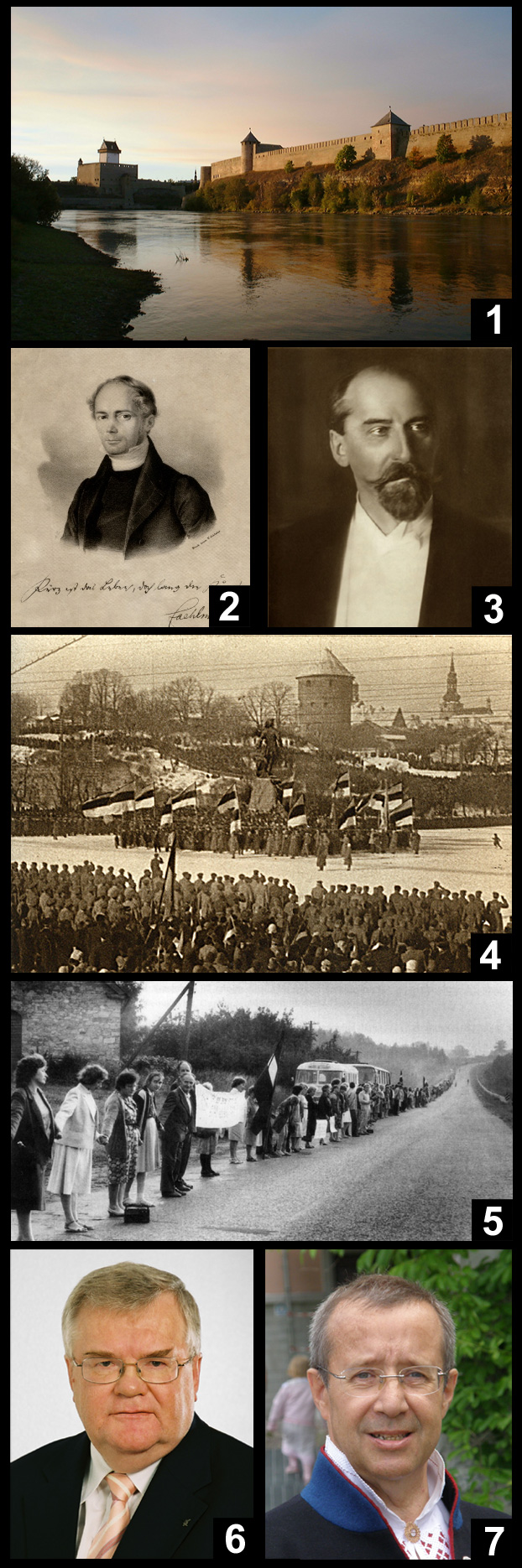
De haut en bas et de gauche à droite : 1 La forteresse de Narva fait face à celle d’Ivangorod côté russe - 2 Friedrich Faehlmann (1839) fondateur de la Société savante estonienne - 3 Jaan Tonisson (1868-1941?) un des fondateurs de l’État estonien - 4 Le premier anniversaire de la célébration de l’indépendance le 24 février 1919 - 5 La voie balte manifestation pour l’indépendance des pays baltes (1989) - 6 Edgar Savisaar communiste réformateur qui négocia la transition vers l’indépendance - 7 Toomas Hendrik Ilves président de l’Estonie en 2010.

L’histoire de l’Estonie, pays situé sur la rive orientale de la mer Baltique qui a accédé à l’indépendance en 1918, débute au IXe millénaire av. J.-C., lorsque les premières populations nomades pénètrent sur son territoire libéré par la dernière glaciation. Selon la théorie la plus répandue, le peuple finno-ougrien, dont descend la majeure partie des Estoniens contemporains, arrive dans la région vers le IVe millénaire av. J.-C. en introduisant la céramique à peigne commune à plusieurs peuples rattachés à la même famille linguistique.
Au début du XIIIe siècle les rives sud de la mer Baltique constituent une des dernières contrées païennes d’Europe. Les croisades baltes (1200-1227), menées sur le territoire par un ordre militaire teutonique, les chevaliers Porte-Glaive, réalisent la conquête du pays dont les habitants sont convertis à la foi chrétienne. Un État dominé conjointement par des princes-évêques et l’ordre des moines soldats se constitue sur le territoire correspondant à l’Estonie et à la Lettonie modernes. Une société aux classes sociales particulièrement marquées s’installe : la minorité d’origine allemande constitue l’élite politique, militaire, religieuse, intellectuelle et monopolise le commerce et la propriété foncière. Ces Germano-Baltes dominent la population indigène, finno-ougrienne sur le territoire estonien, qui reste cantonnée aux rôles subalternes. Cette division perdure jusqu’en 1917. Entre 1418 et 1562 la région forme la Confédération livonienne. Le pays est touché par la Réforme au début du XVIe siècle et opte pour le luthéranisme. Il est le théâtre de conflits qui l’opposent à des voisins de plus en plus puissants : la Russie, la Lituanie, la république des Deux Nations et la Suède. Finalement cette dernière annexe la région en 1595. Initialement, les souverains suédois ne remettent pas en cause la suprématie de la noblesse balte d’origine germanique descendante des chevaliers Porte-Glaive. Cette politique change avec Charles XI (de Suède), mais les tentatives de réformes sont interrompues par la défaite de la Suède face à la Russie au cours de la grande guerre du Nord. À compter de 1710, le territoire estonien devient pour deux siècles une région de l’Empire russe.
Au XVIIIe siècle la noblesse foncière germanophone, à qui les dirigeants russes laissent une grande autonomie, maintient les paysans finno-ougriens dans le servage. Celui-ci n’est aboli qu’au début du siècle suivant, en partie sous la pression du pouvoir russe, en partie grâce à quelques germanophones éclairés. Certains de ces derniers, qualifiés d’estophiles, s’intéressent à la langue, la culture et l’histoire des autochtones. Des intellectuels membres de la classe moyenne estonienne, qui commence à se former à cette époque, vont prendre le relais en faisant un travail de collecte de la mémoire populaire et en affinant la langue ; ces travaux permettent l’apparition des premiers périodiques et ouvrages de fiction en estonien. À la fin du siècle, la langue estonienne, dopée par une tentative de russification, commence à se substituer à l’allemand, qui était jusque-là seule utilisée par les élites. À la même époque la proportion de paysans propriétaires croit fortement. Au début du XXe siècle apparaissent les premiers partis politiques estoniens dont les revendications se cantonnent à une autonomie limitée et à l’égalité de statut avec les germanophones qui conservent une grande partie des pouvoirs.
En 1920, à l’issue de la Première Guerre mondiale qui a déclenché l’effondrement de l’Empire russe, l’Estonie acquiert, comme ses voisins baltes, son indépendance après une guerre de courte durée contre l’Armée rouge. Les terres agricoles encore détenues par la noblesse germanophone sont redistribuées aux paysans et un régime parlementaire s’installe. Celui-ci, menacé durant la Grande Dépression par la montée d’un mouvement populiste, se transforme en régime semi-autoritaire à compter de 1934. À la veille de la Seconde Guerre mondiale, les clauses secrètes du Pacte germano-soviétique qui lie l'Allemagne nazie et l'Union soviétique, permettent à cette dernière d’occuper l’Estonie. Le pays est ravagé par son occupant. La minorité germanophone abandonne le pays qu’elle dominait depuis sept siècles pour répondre à l’appel des autorités nazies. Lorsque l’Allemagne déclare la guerre à l’Union soviétique en 1941, l’Estonie est envahie par les Allemands, puis reconquise par l’Armée rouge en 1944. Une partie de la population fuit alors l’occupant par crainte de représailles et quitte définitivement le pays. L’Estonie, malgré une longue résistance clandestine d’une partie de ses habitants, passe sous administration soviétique. Dans son objectif de propagande, l'URSS créé de toutes pièces une république soviétique pour faire croire à une adhésion volontaire du pays à l'idéologie communiste. La société estonienne et son économie sont profondément transformées par l’envahisseur. De nombreuses industries sont installées et l’agriculture est collectivisée. Une forte minorité russe s’installe pour fournir des bras à ces nouvelles activités. L’éclatement de l’Union soviétique en 1991 permet à l’Estonie de retrouver son indépendance à l’issue d’un processus pacifique. Le nouvel État se transforme rapidement grâce à une forte croissance de l’économie et la mise en place d’institutions politiques et économiques modernes. Soucieuse de conserver son indépendance face à un voisin russe qui accepte mal le nouvel ordre des choses, l’Estonie adhère à l’OTAN et intègre l’Union européenne en 2004.

## Protohistoire

### La période mésolithique

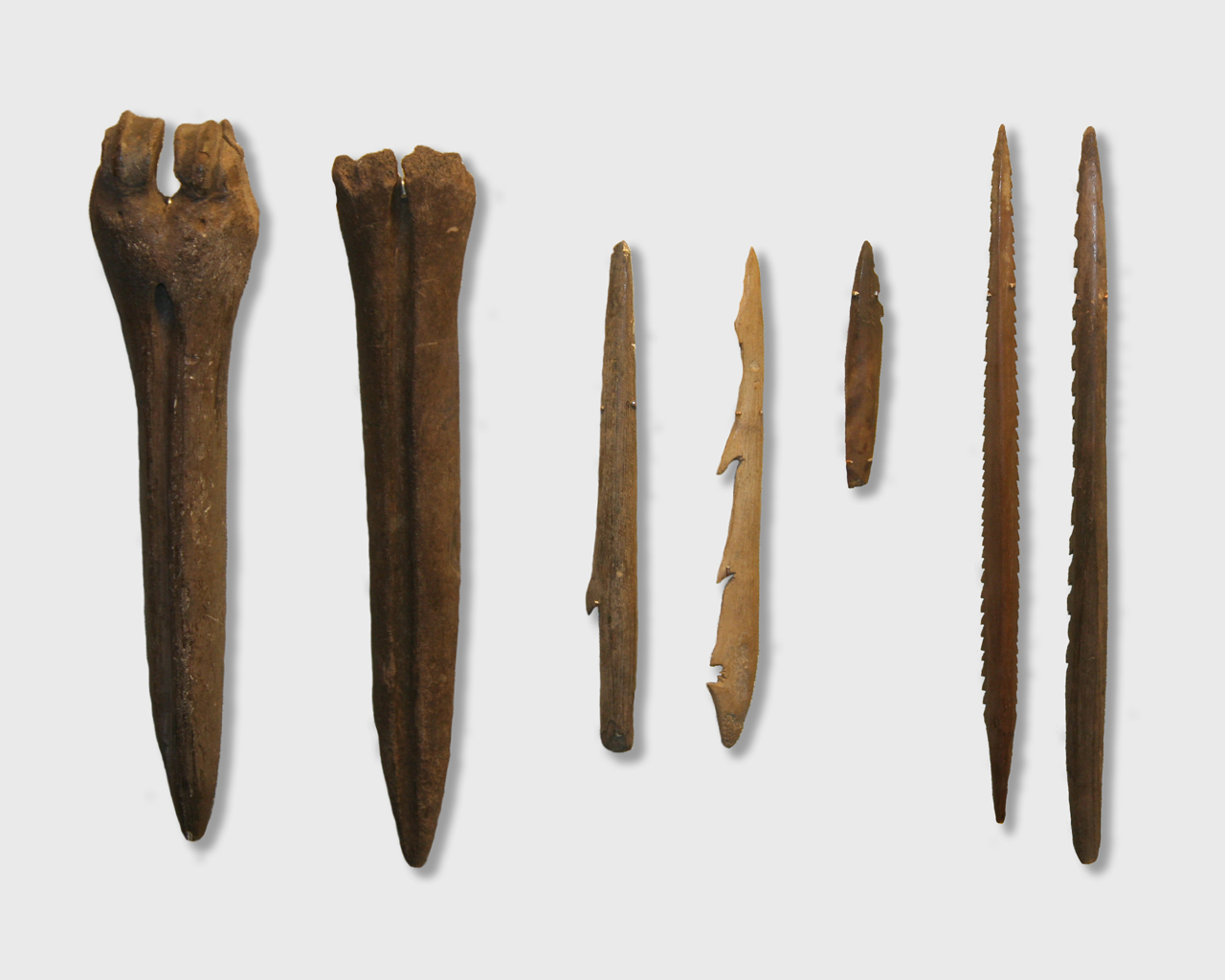
Outils de la culture de Kounda (musée d’histoire de l’Estonie).

Les premières incursions humaines sur le territoire de l’Estonie libéré tardivement par la dernière glaciation se produisent au IXe millénaire av. J.-C. À cette époque, une partie des zones littorales sont encore sous les eaux de la mer Baltique, notamment l’île de Saaremaa : l’élévation générale de la région, soulagée du poids des glaces, va progressivement les faire émerger au cours des millénaires suivants. Les glaciers, en se retirant, ont laissé des moraines qui bloquent l’écoulement des eaux et sont à l’origine des lacs et des marécages qui recouvrent 20 % du territoire. La couverture végétale se limite à l’époque à une toundra. Les premières traces d’établissement humain ont été découvertes sur le cours inférieur du fleuve Pärnu ; elles forment la culture dite « de Kunda », du nom de la ville la plus proche. Ces précurseurs, venus du sud, sont des semi-nomades qui vivent au bord des lacs, des rivières puis par la suite de la mer, en pratiquant la cueillette, la chasse et la pêche au harpon, à l’hameçon et au filet,,.

### La période néolithique

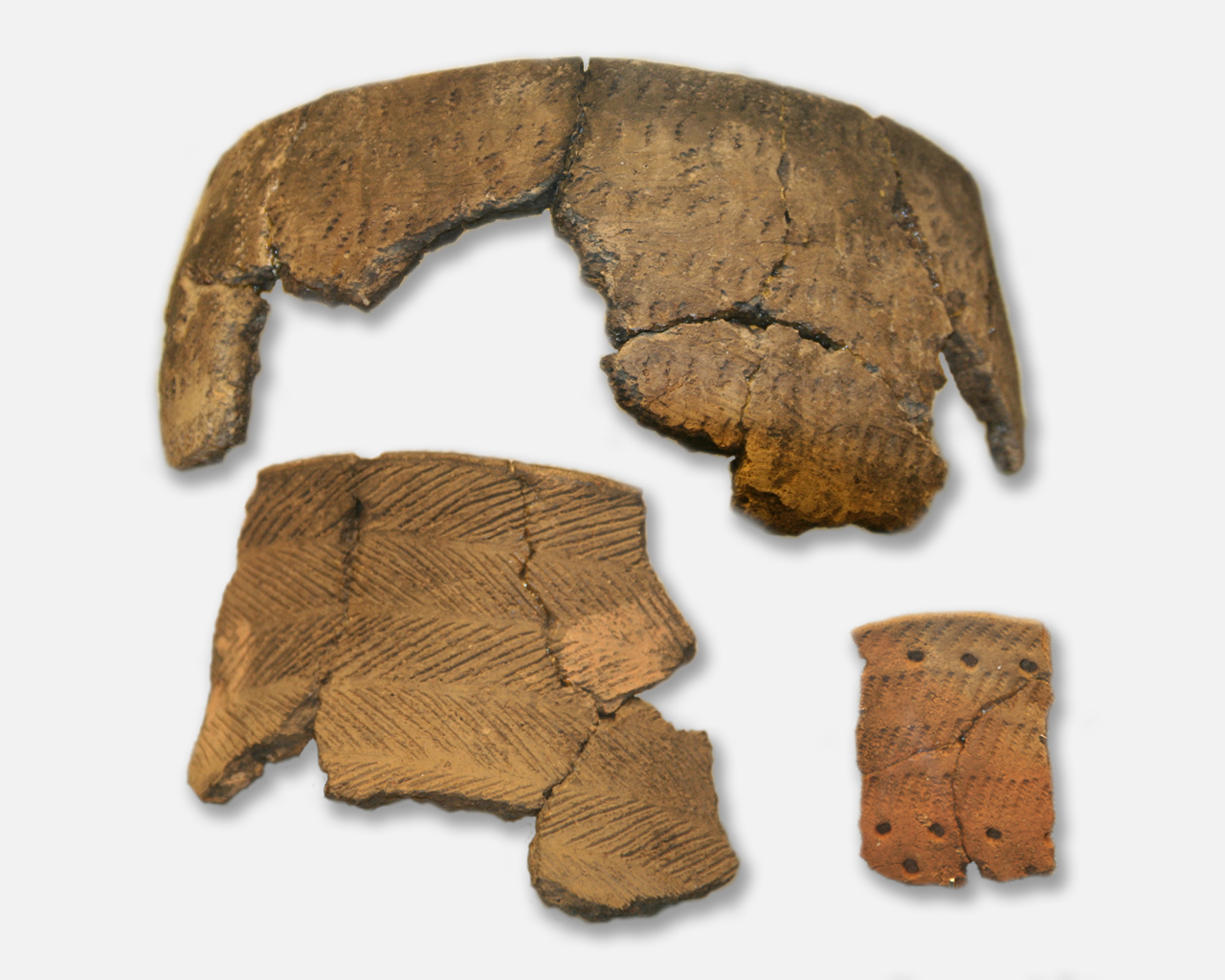
Céramique à peigne (musée d’histoire de l’Estonie).

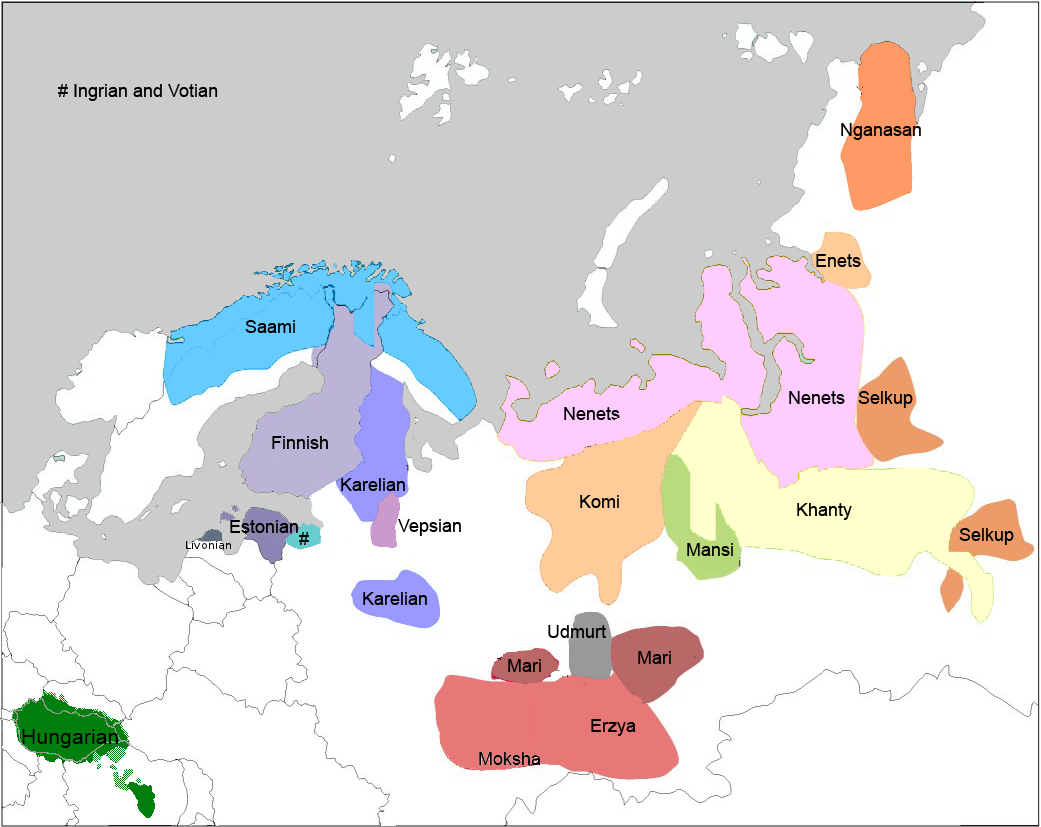
Peuples finno-ougriens

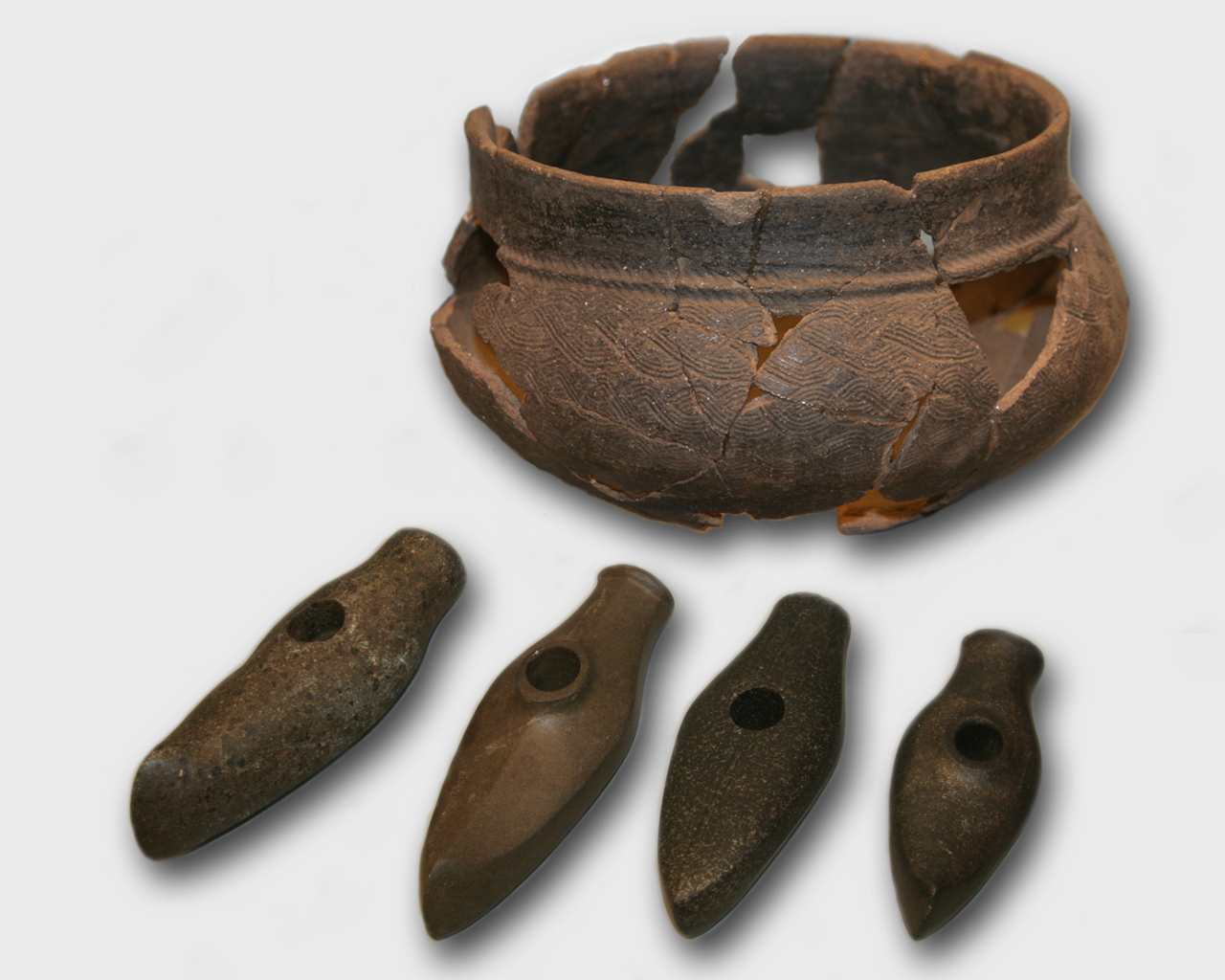
Poterie et haches de la culture de la céramique cordée.

Le début du Néolithique est marqué par l’apparition des céramiques, dite de Narva (du nom de la ville près de laquelle les premières trouvailles ont été effectuées), dont les plus anciennes remontent à 4900 av. J.-C. Le climat est à l’époque devenu plus clément et des forêts de feuillus se sont substituées à la toundra. Les premières poteries sont réalisées en argile épais mélangé avec des galets, des coquillages et des plantes. Les céramiques de cette culture ont été trouvées tout le long des côtes et dans les îles. L’outillage en pierre et en os est proche de celui produit par la culture de Kunda.
Vers le IVe millénaire av. J.-C. apparaissent les céramiques à peigne (le décor consiste en stries faites avec un peigne) qui vont coexister pendant plusieurs siècles avec les céramiques de Narva. Ce type de céramique semble une spécificité des peuples de langue finno-ougrienne car on les trouve également en Finlande et dans l'Oural où vivaient sans doute des peuples parlant une langue apparentée. Il est donc possible que le peuple, dont descendent les Estoniens de langue finno-ougrienne contrairement à leurs voisins du sud (Lettons) et de l'est (Russes), soit arrivé à cette époque. Les analyses génétiques effectuées contredisent toutefois en partie cette dernière théorie car, si les Estoniens ont bien un patrimoine génétique particulier, ils le partagent avec les Lettons et les Lituaniens. Selon les théories les plus récentes, basées sur l'analyse de l'ADN, le berceau des Estoniens modernes, qu'on situait jusqu'à récemment vers la Sibérie ou au pied du massif de l'Oural, serait plutôt localisé dans la région de la steppe pontique. Si les chasseurs-cueilleurs estoniens de la culture de la céramique au peigne sont proches génétiquement des anciens chasseurs-cueilleurs de l'Est européen, les nouvelles populations de la céramique cordée ont une ascendance prédominante dans la steppe, ancêtres qui s'étaient mélangés de manière spécifique selon le sexe avec les premiers agriculteurs européens d'origine anatolienne
Ainsi, vers 3200 av. J.-C. une nouvelle population, sans doute d'origine indo-européenne, donc utilisant une langue rattachée à un rameau complètement différent du finno-ougrien, arrive dans la région : son apparition se traduit par l’apparition de la céramique cordée, de haches en pierre particulièrement bien finies (haches naviformes) et par l'amorce d'une activité agricole et de d'élevage. Les premières fermes sont construites à l'époque. Il semble qu'après une période de coexistence qui va jusqu’au IIe millénaire av. J.-C., la langue finno-ougrienne s'impose sur le territoire de l'Estonie, au nord et sur la côte de la Lettonie, tandis que le parler des derniers arrivants s'impose dans le reste de la Lettonie et plus au sud. Toutefois, chaque langue emprunte sans doute à cette époque une fraction de son vocabulaire à l'autre. Par la suite, aucun autre mouvement de population massif ne semble avoir touché le territoire de l’Estonie. La population estonienne et sa langue semblent donc descendre directement des habitants de cette époque.
- Estonie ancienne (en)

### L'âge du bronze

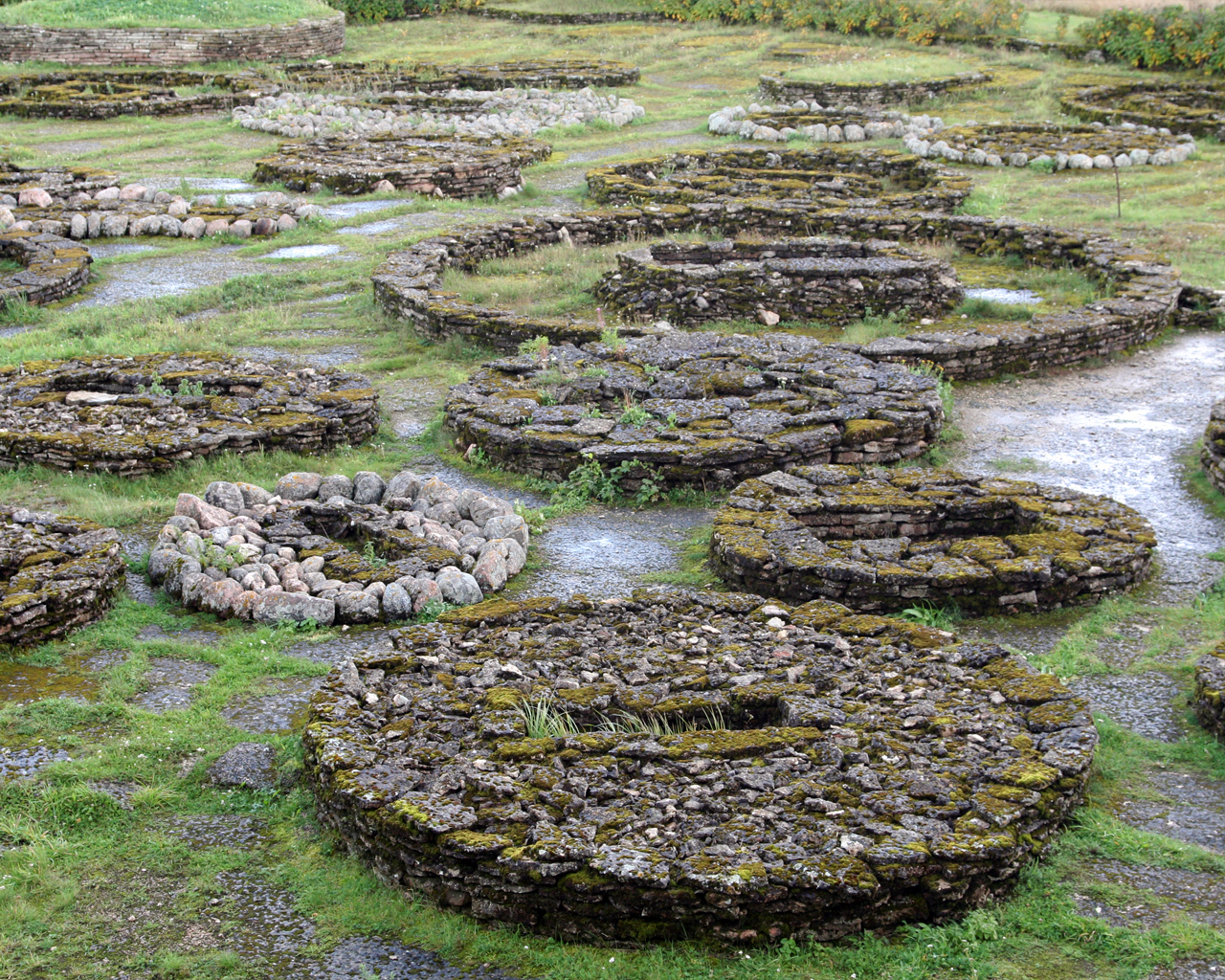
Cimetière de l’âge de bronze.

L’âge du bronze commence dans la région vers 1800 av. J.-C. Le mode de vie reste initialement toujours nomade mais l’élevage et l’agriculture commencent à se développer. Des objets en bronze apparaissent sans doute en provenance du sud. Entre 1500 et 1000 av. J.-C., les objets en bronze sont importés de Scandinavie avec laquelle un courant d’échange a pu se mettre en place grâce aux progrès de la navigation. L’influence culturelle des peuples du nord de la Baltique ou peut-être un début de colonisation peut être détecté par l’apparition sur le sol estonien de nouvelles sépultures de type scandinave : celles-ci sont constituées de sarcophages en pierre de forme circulaire ou ovale. La crémation apparaît mais coexiste avec l’inhumation. La langue semble avoir emprunté à cette époque certains termes scandinaves. Dans la région qu’occupe aujourd’hui Tallinn, l’orge commence à être cultivée dans des champs délimités par des murs de pierre à partir de 1000 av. J.-C. ; l’utilisation de la charrue semble se répandre tandis que la culture du lin pour le tissage apparaît sans doute à la même époque. La population, jusque-là concentrée le long des rivières et des lacs, se répand dans l’intérieur du pays. Les premiers oppida apparaissent, traduisant une insécurité croissante liée à un début d’accumulation de richesses,.

### L'âge du fer
Vers le IVe siècle av. J.-C. apparaissent sur le territoire de l’Estonie les premiers objets en fer : ce sont essentiellement des armes et des bijoux importés du sud. De cette époque datent les « champs celtiques » de forme quadrangulaire et entourés de clôture, ainsi que les pierres à cavité artificielle qui devaient servir à des rites magiques de fertilité. Des différences commencent à apparaître entre l’Estonie du Nord sous influence scandinave et l’Estonie méridionale au contact avec les peuples du Sud et de l’Est. Un artisanat local se met en place vers le IIe siècle av. J.-C. L’empire romain, malgré son éloignement, fait sentir son influence entre l’an 50 et l’an 450 ; les échanges sont sans doute favorisés par la route de l’ambre qui permet de ramener cette résine fossile très prisée à Rome et qui abonde sur la côte de la mer Baltique. On a découvert sur le territoire estonien de nombreux objets d’origine romaine : bijoux, lampes à huile, monnaie. Les fibules des costumes traditionnels estoniens ont sans doute une origine romaine. Le nombre d’oppida augmente dans le Nord et le Nord-Ouest de l’Estonie actuelle, ainsi que les caches d’armes et de bijoux, ce qui reflète une instabilité croissante. Les sépultures conservent leur style scandinave mais croissent en taille et en richesse et sont ceintes d’enclos ; les offrandes qui y sont placées ne sont plus constituées d’armes mais de bijoux. Le pays est défriché, l’agriculture et l’élevage se généralisent, et des villages, de forme circulaire dans l’Ouest ou linéaires ailleurs, se créent sur tout le territoire. La population, croissante, atteint peut-être 20 000 à 30 000 habitants sur le territoire de l’Estonie actuelle au tournant du millénaire,.
Comme dans le reste de l’Europe, les grandes invasions s’accompagnent d’un déclin économique. Cette période, dite de l’âge du fer moyen (450-700), est marquée par la généralisation des oppida et des sépultures d’un style moins élaboré, simples tas de pierre ou tumulus de terre dans lesquels on trouve à nouveau des armes. Les Slaves qui progressent pacifiquement depuis leur région d’origine prennent sans doute contact durant cette période avec les habitants occupant le territoire de l’Estonie, et s’installent dans les régions voisines qui deviendront plus tard les principautés russes de Pskov et Novgorod. La frontière linguistique entre les deux populations se fixe pratiquement à cette époque.

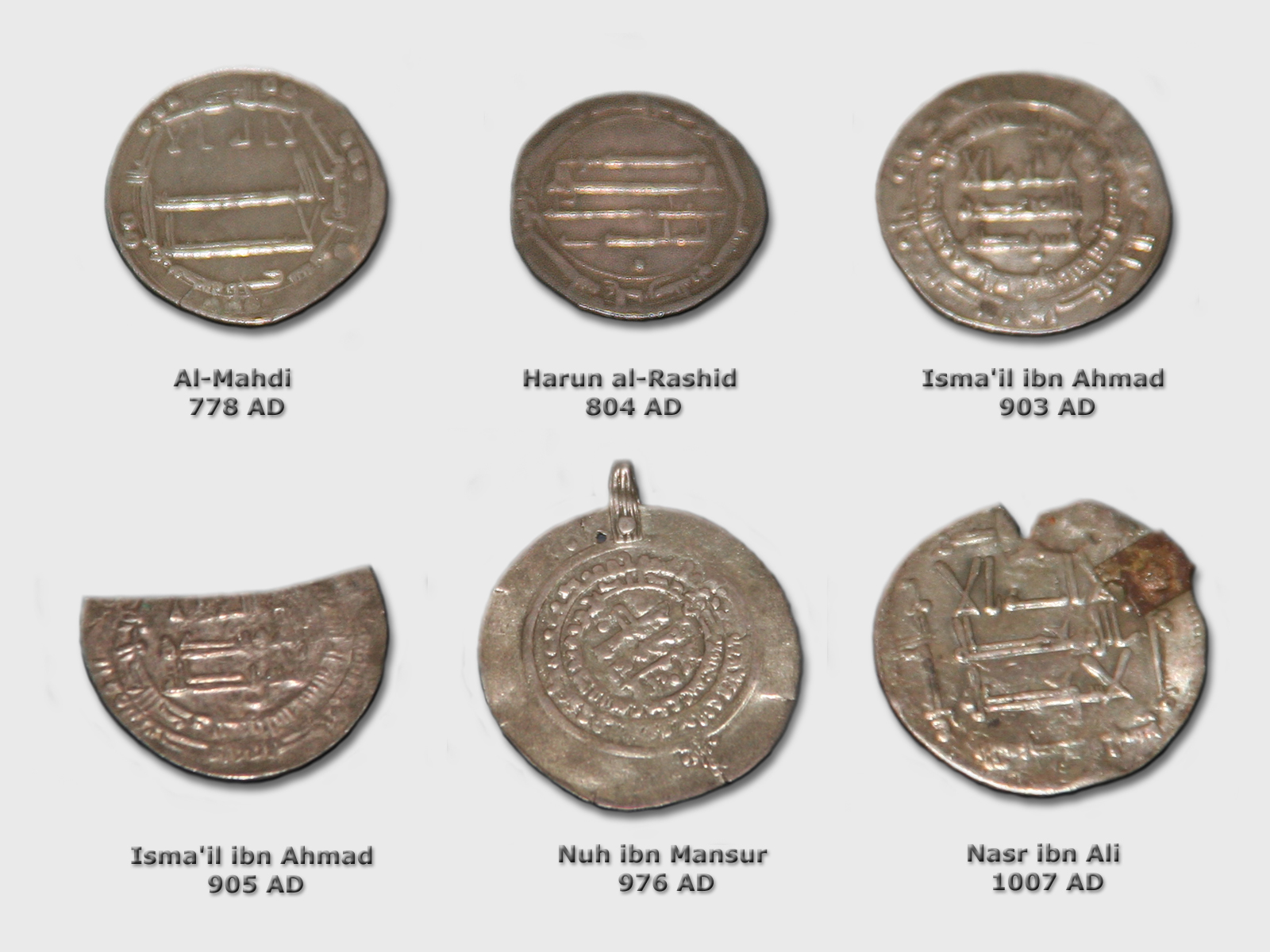
Dirhams découverts en Estonie

À partir de 800, les Varègues qui avaient subi une éclipse, sont de retour sur la rive sud-est de la Baltique : ces marchands guerriers mettent en place une nouvelle route commerciale entre la Scandinavie d’une part et Byzance et le monde arabe d’autre part ; celle-ci emprunte la rivière Daugava, aujourd’hui en territoire letton. La cité-État de Novgorod et la Rus' de Kiev, embryon de la future Russie, dont les Varègues sont les fondateurs, leur servent de relais et contribuent à nourrir le trafic. Les échanges portent notamment sur le sel, les objets en métal, les étoffes, les esclaves, les fourrures et le miel. Bien que n’étant pas situé sur la route principale qui passe plus au sud, les occupants du territoire estonien profitent de ce courant commercial comme en témoigne la découverte de nombreuses pièces arabes.
- Époque viking en Estonie (en) (793-1066)

### À l'aube de l'histoire
La christianisation de l'Estonie commence dès le milieu du IXe siècle : le prosélytisme évangélique encouragé par le patriarche Photios Ier de Constantinople voit l'introduction de la foi orthodoxe chez les peuples d'Estlandie et de Livonie, grâce à des moines byzantins qui ont suivi la route des échanges commerciaux entre les empereurs d'Orient et les Vikings. Plus tard le moine Germain, venu du mont Athos, fonde le monastère de Valaam en Carélie ; ces premiers chrétiens de confession orthodoxe sont placés sous la juridiction du Patriarcat œcuménique de Constantinople.

À compter de 1050, les marchands allemands commencent à concurrencer les Scandinaves. Les évènements durant cette période ont pu être reconstitués grâce aux premières sources écrites fiables portant sur la région. L’est du territoire tombe dans la sphère d’influence des principautés russes ; selon les chroniques russes de l’époque, les princes russes montent régulièrement des expéditions pour extorquer des tributs aux Tchoudes ; les Russes regroupent sous cette appellation les peuples lettons, estoniens, lives, ingriens et votes. Au cours d’une de ces expéditions, Iaroslav le Sage, prince de Kiev, fonde en 1030 la ville de Iourev et y fait bâtir l'église saint-Georges ; Iourev disparaîtra une trentaine d’années plus tard, mais sur son emplacement sera élevée par la suite Tartu (Dorpat en allemand) qui deviendra la deuxième ville d’Estonie. Les sagas norvégiennes de l’époque indiquent que certaines régions de l’Ouest de l’Estonie actuelle versent un tribut de manière épisodique aux scandinaves ou sont l’objet de raids armés. Mais les indigènes ne sont pas sans défense et d’autres récits témoignent d’attaques régulières des autochtones contre Pskov, la plus proche des villes russes, ou de raids sanglants contre l’île danoise d’Öland (1170) ou la ville de Sigtuna, à l’époque capitale de la Suède.
- La Chronique d'Éric (Erikskrönika, 1320-1330, Suède) relate le pillage de Sigtuna (en) (1187) (Sigtuna, 50 km au nord de Stockholm) par des Vikings d'Estonie, Curonie (Courlande) ou Carélie

### La société estonienne se structure

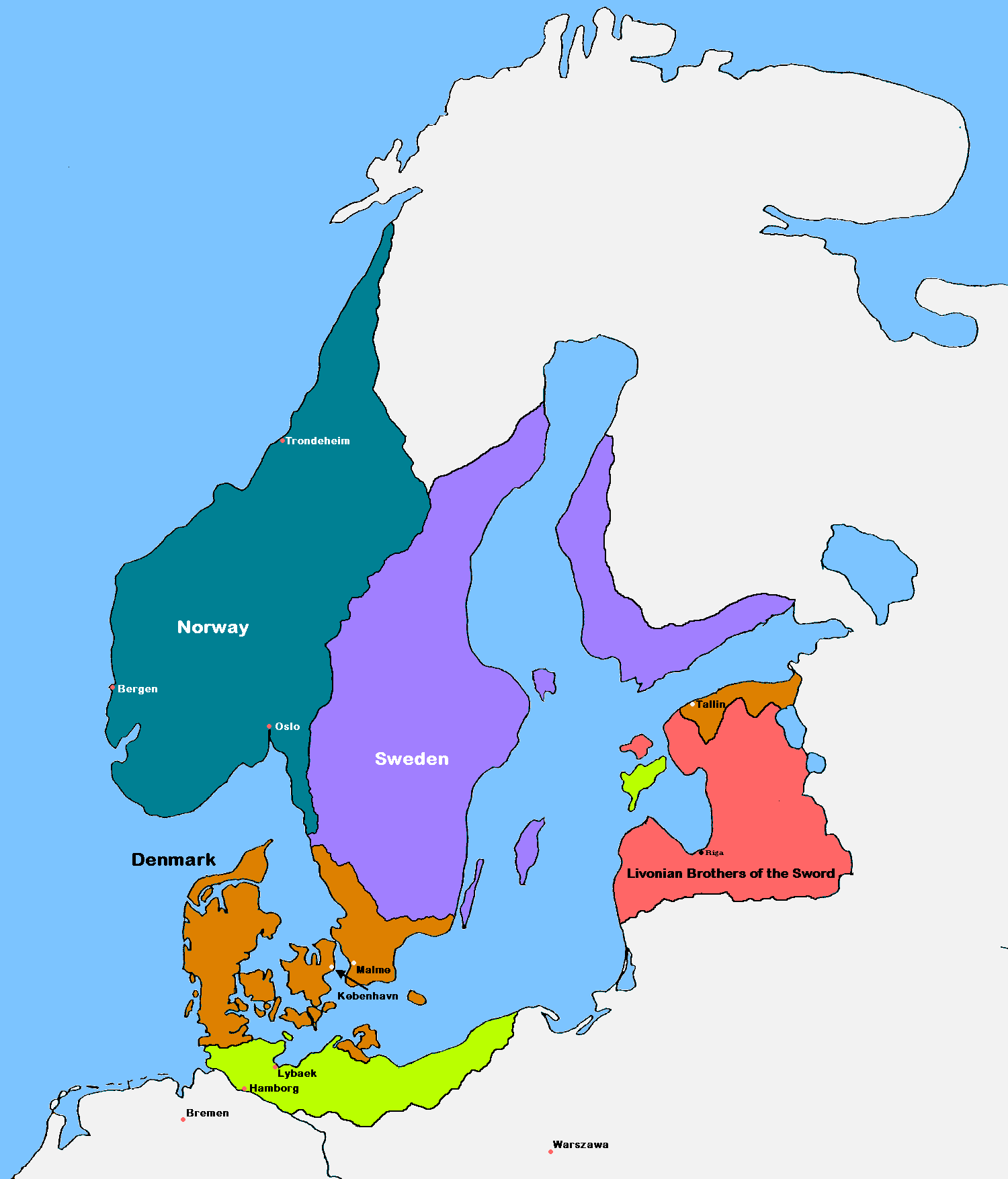
Dominium maris baltici, Scandinavie & pays baltes, 1219.

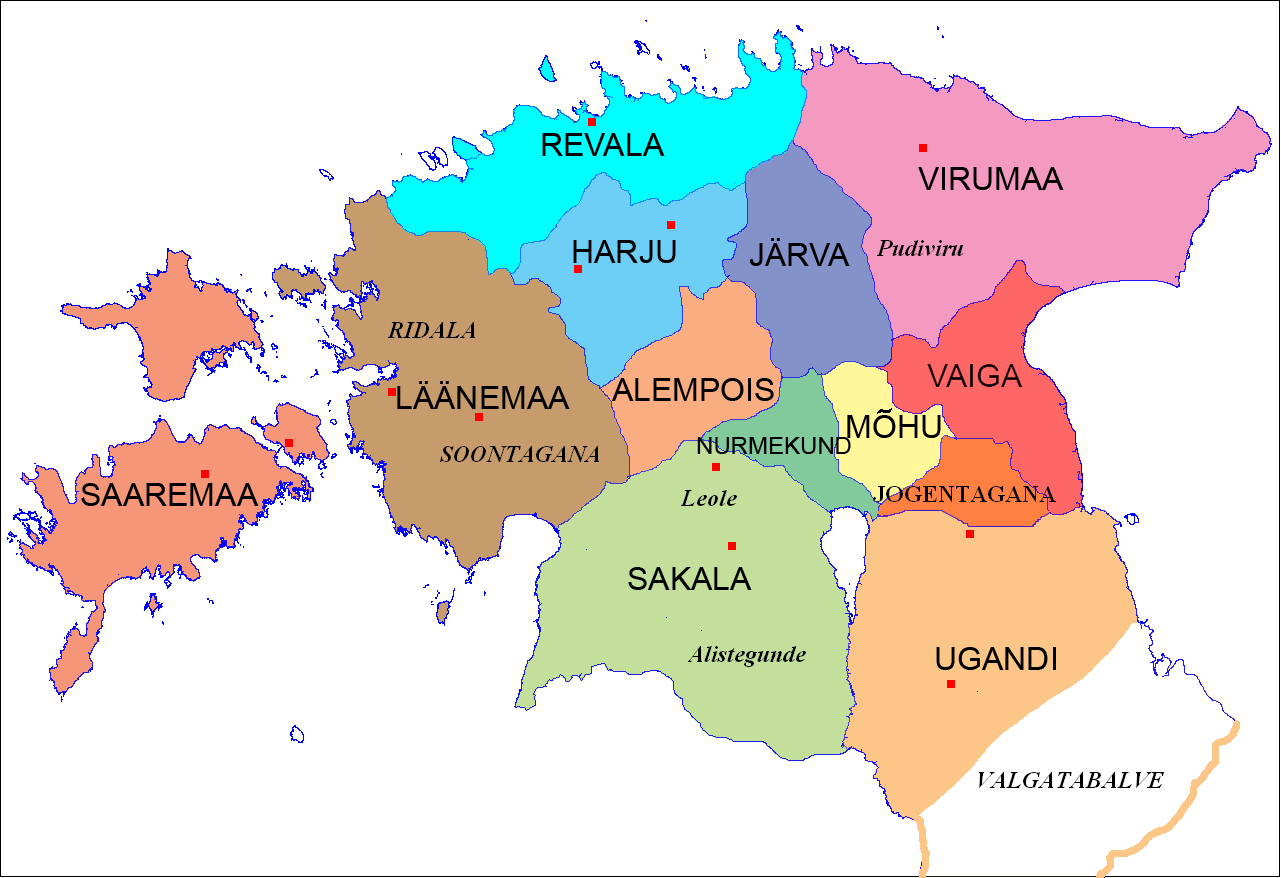
Découpage du territoire estonien vers 1200.

Malgré ce climat de violence, la population autochtone augmente fortement et atteint 150 000 habitants vers 1200. La surpopulation est particulièrement forte dans l’île de Saaremaa, ce qui explique peut-être la réputation de nid de pirates qu’elle acquiert à cette époque. L’agriculture se développe : un nouveau type de charrue est adopté qui se conservera jusqu’au XIXe siècle ; la culture de l’orge prend de l’importance tandis que l’élevage se substitue définitivement à la chasse en tant que source de protéines. L’habitat groupé est constitué de chaumières, d’une seule pièce pour les plus pauvres, dépourvues de fenêtres, pour conserver la chaleur, avec un seuil rehaussé, une petite entrée non chauffée et un foyer couvert ancêtre du poêle four. L’époque voit apparaître des forteresses de mieux en mieux fortifiées, abritant parfois de manière permanente la population locale, signe de temps troublés. De petites agglomérations commencent à apparaître : la plus grande, Varbola, compte à l’époque peut être 900 habitants.
Cette période de l’histoire a été fortement idéalisée au XIXe siècle par les nationalistes estoniens car elle précède l’invasion allemande qui va complètement transformer la région. Pourtant, tout laisse à penser qu’une société inégalitaire se met en place, dont on trouve des traces à travers la richesse de certaines sépultures et habitations. Les membres d’une élite politico-militaire désignés sous le terme d’Anciens, de Seigneurs ou de Puissants (dans la littérature contemporaine les vanemad c’est-à-dire anciens), se recrutent sans doute parmi les principaux propriétaires fonciers et utilisent le clientélisme pour asseoir leur pouvoir. Celui-ci comprend notamment la justice, la collecte des impôts, les corvées et le service militaire. Les esclaves, en partie autochtones, sont nombreux. Il n’y a pas, semble-t-il, d’entité politique à l’échelle de l’Estonie, mais des structures en place à l’échelle locale aux contours mouvants et instables. Sur le territoire de l’Estonie, on en trouve deux niveaux de regroupement : le kihelkond (plus tard traduit en "paroisse") comporte quelques milliers d’habitants et, sur une partie de la région, le maakond (plus tard traduit en "comté") qui englobe 3 à 7 kihelkonnad. Vers 1200, il y a environ 45 paroisses et 7 comtés. Le plus vaste des comtés est l'Ungannie (Ugandi) qui se trouve au sud-est de la région, à cheval sur le territoire occupé par les populations de langues baltes (actuel Nord de la Lettonie). Au sud-ouest, le comté de Sakala est centré autour de l'emplacement de l'actuelle Viljandi. Le comté de Revala (Rävala) s’étend dans la région de l'actuelle Tallinn (appelée Reval par les allemands). Au nord-est on trouve le comté de Viru (Virumaa) qui a donné le nom finnois de l’Estonie (Viro) et sur le comté de l'Ouest (Läänemaa) qui s'étend sur la côte. Au centre du pays se trouvent les comtés de Järva et Harju. Enfin l’île de Saaremaa forme également un comté. Les régions situées au Nord de l'actuelle Tartu ne semblent pas être des comtés à proprement parler. L'étude des langues et des restes archéologiques montrent qu'il existe une variété de tribus estoniennes avec des parlers et coutumes distinctes. Durant le conflit du début du XIIIe siècle, les tribus des différents comtés ne constituent jamais un front uni face à l’envahisseur.
Sur le plan religieux, malgré l'absence de sources fiables, on peut déduire des indices disponibles que les indigènes adoraient des dieux représentant les forces de la nature et leur sacrifiaient des animaux et parfois des humains, qu'ils honoraient les morts et pratiquaient la divination. Ils édifiaient des sanctuaires avec des images des divinités et vénéraient des bosquets sacrés. Toutes ces pratiques sont très proches de celles de la Scandinavie avant sa christianisation.

## La christianisation des pays baltes (1186-1227)

### Le contexte des croisades

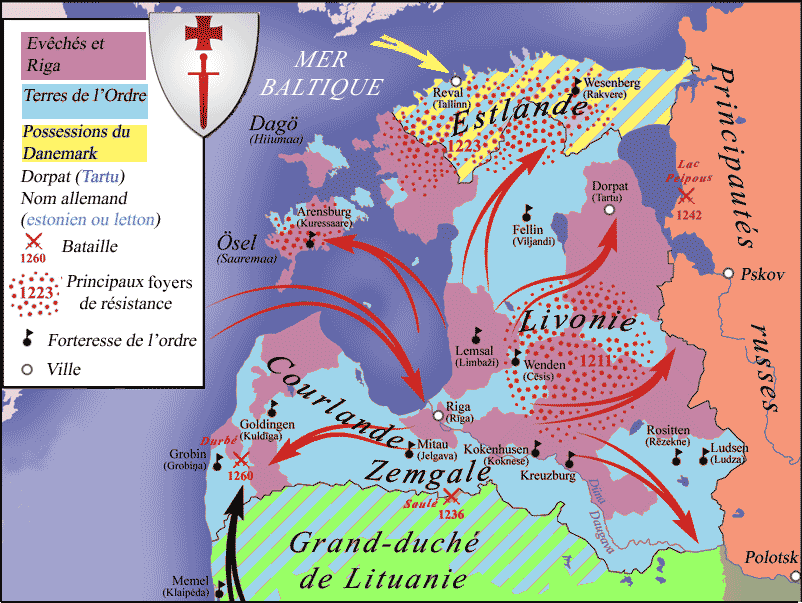
Conquête des territoires letton et estonien et partage de ceux-ci entre les évêchés, le Danemark et l'ordre (1202-1260)

Le XIIe siècle est en Europe la période des croisades, qui visent à convertir à la foi chrétienne les peuples païens, si besoin par la force des armes. Coincées entre la Scandinavie catholique et la Russie orthodoxe, les régions bordant la côte sud de la mer Baltique, de la Prusse à l'Estonie, sont à l'époque les dernières contrées païennes sur le continent européen. Des missions de conversion étaient parties de Scandinavie aux XIe et XIIe siècles sans rencontrer de succès. À la même époque, les côtes de la Baltique, aujourd'hui allemandes et occupées alors de manière sporadique par le peuple slave des Wendes, sont colonisées par des populations germaniques en expansion démographique. Plusieurs ports sont fondés dont Lübeck en 1143. En 1161, les marchands allemands de cette ville fondent avec les commerçants de Hambourg la Hanse : ce réseau d'entraide vise à protéger leur commerce en mer du Nord et en mer Baltique. Intérêt commercial et esprit de croisade vont converger pour déclencher un mouvement qui aboutira à la colonisation germanique des pays baltes : le mouvement migratoire allemand qui se poursuit se heurte bientôt aux peuplades païennes qui vivent plus à l'est en Prusse et en Lituanie, tandis que les marchands de la Hanse souhaitent sécuriser la rive sud-est de la Baltique occupée par les populations païennes dont l'instabilité politique est peu propice à leur commerce avec les principautés russes ; par ailleurs les chevaliers du Saint-Empire romain germanique, dont le rôle en Terre sainte est marginal, sont à la recherche d'une terre de croisade et vont jeter leur dévolu sur ce dernier territoire païen.

### La conquête des territoires baltes
En 1186, un religieux allemand du nom de Meinhard de Holstein, crée une première implantation appelée Üxhüll (aujourd'hui Ikšķile en Lettonie) sur la Daugava et fonde un évêché sur le territoire des Lives, un peuple païen qui occupe alors une partie de zone côtière de la Lettonie actuelle,. La région est baptisée par les nouveaux venus Livonie (Livland en allemand pays des Lives) bien que cette population n'en occupe qu'une faible partie. L'entreprise de conversion, après un succès initial, se heurte bientôt à des résistances. Le successeur de Meinhard, qui a reçu une bulle de croisade du pape Célestin III, est tué peu après son arrivée dans la région en 1198. Le pape Innocent III relance la croisade et consacre un nouvel évêque à qui des moyens importants sont donnés. En 1200, ces croisés, dirigés par le nouveau prince-évêque de Riga, Albert de Buxhoeveden, fondent la ville de Riga, aujourd'hui capitale de la Lettonie, à l'embouchure de la rivière Daugava. Riga va devenir rapidement par la suite un centre religieux et un important relais pour les marchands allemands sur la route commerciale qui relie les ports hanséatiques au territoire russe. En 1202, un ordre de moines soldats, les chevaliers Porte-Glaive (Fratres militiæ Christi) est fondé dans cette ville ; le pape accorde au nouvel ordre le statut de templiers, pour seconder les efforts d'évangélisation.

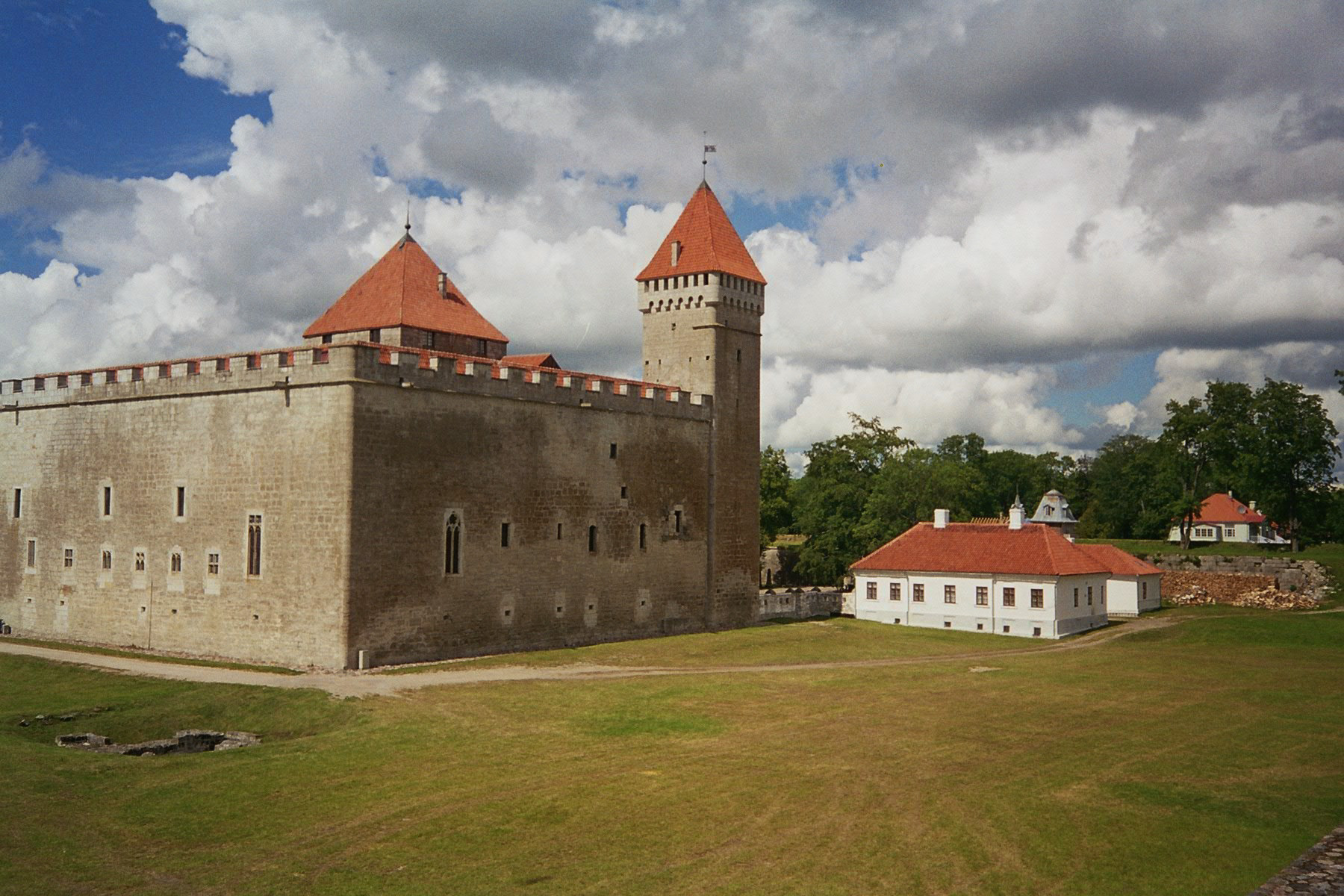
La forteresse de l'évêché à Kuressaare dans l'île de Saaremaa est l'exemple le mieux conservé d'architecture défensive développée pour se défendre contre les attaques des autochtones.

En 1208, les croisés, qui ont pris le dessus sur le territoire correspondant aujourd'hui à la Lettonie, s'attaquent aux territoires voisins occupés par les finno-ougriens qu'ils baptisent Estes en reprenant une appellation utilisée par l'auteur latin Tacite,. L'histoire de la conquête de ces territoires nous est connue grâce à une chronique tenue par un prêtre de l'ordre des Porte-Glaive, Henri le Letton, qui a participé activement à la croisade. Les chevaliers s'attaquent d'abord à l'Ugandi au sud-est de l'Estonie actuelle, dont les habitants harcèlent les convois commerciaux qui circulent vers les villes russes de Novgorod et Pskov. Ces principautés russes s'inquiètent de l'avancée des croisés allemands et elles vont tenter par la suite de contrer la croisade, soit en s'alliant avec les indigènes, soit en menant leur propre entreprise de conquête. Otepää tombe à l'automne, mais les croisés aidés par des forces auxiliaires composées de Lives et de Latagaliens, autre peuple balte, sont défaits à l'été 1210 par un malev (une force indigène) sur la rivière Ûmera. Les forces en présence sont de faible importance puisque les chevaliers Porte-Glaive allemands ne sont que 20. En mars 1211, les croisés avancent de nouveau et obtiennent la reddition de Viljandi. Une épidémie qui ravage la région arrête temporairement les combats. Ceux-ci reprennent en 1215 dans un contexte confus où les indigènes tour à tour se rallient ou prennent les armes contre les croisés avec l'appui des russes : l'Ugandi et le Sakala sont conquis. Le vanem (chef) de Sakala, Lembitu est fait prisonnier puis rallié. Les indigènes finissent par s'organiser en un front uni qui parvient à rassembler une force estimée à 20 000 hommes par Henri le Letton (chiffre sans doute exagéré) qui assiège Otepää et obtient sa reddition. Lembitu, qui a rompu ses liens avec les croisés, prend la tête de la résistance. Le 21 septembre 1217, 6 000 indigènes sont défaits par les 3 000 hommes rassemblés par les croisés, au cours de la bataille de la saint Matthieu près de l'agglomération de Lehola. Lembitu est tué. Les régions de l'Estonie centrale sont désormais aux mains des croisés.

Confédération livonienne (1228-1561) et Estonie danoise (1206-1346).

Mais le territoire n'est pas complètement pacifié et un raid parti de Lituanie le dévaste en partie. Le prince-évêque décide de faire appel au roi du Danemark Valdemar II (de Danemark) pour prendre en tenaille la résistance. Celui-ci effectue un débarquement en 1219 sur la côte nord de l'Estonie dans le golfe de Finlande avec une force importante et édifie une forteresse à l'emplacement de la future capitale de l'Estonie, Tallinn (Reval en allemand). Les Danois, qui se heurtent rapidement aux forces indigènes qu'ils ont tenté de rallier, parviennent à maintenir leur contrôle sur la région. Cette conquête provoque toutefois en 1222 un soulèvement général qui gagne l'ensemble du territoire estonien. La forteresse de Viljandi tombe et seule celle de Tallinn résiste encore. Mais, malgré les troupes envoyées par les principautés russes appelées en renfort, le territoire est repris par les croisés. Seuls les habitants de l'île de Saaremaa (Ösel en allemand) continuent de résister jusqu'en 1227 : cette année-là une expédition dirigée par les croisés franchit la mer prise dans les glaces et obtient la reddition de la dernière forteresse indigène à Valjala. Plusieurs soulèvements auront encore lieu notamment à Saaremaa qui reprend son indépendance entre 1236 et 1241, en 1255 et 1261 mais la domination des croisés n'est désormais plus réellement remise en question.

## La confédération livonienne (1227-1558)

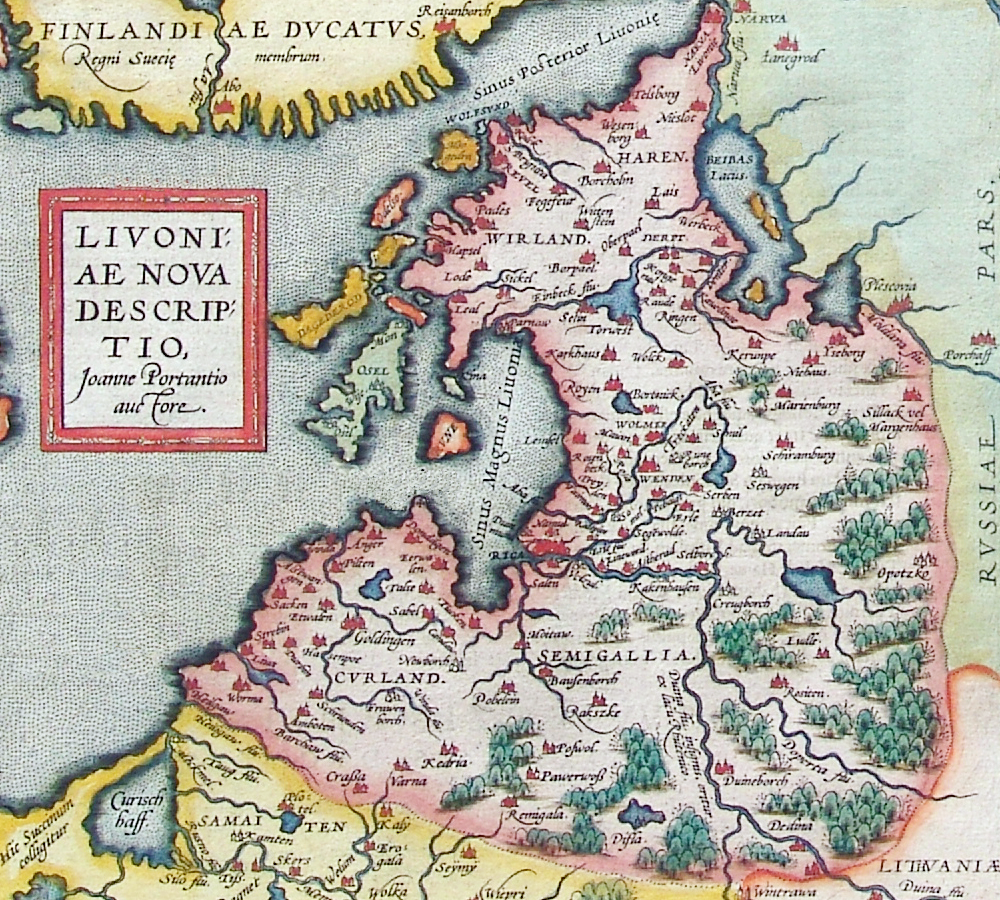
Carte de la confédération livonienne au XVe siècle

Durant les trois siècles suivants, les territoires conquis correspondant à la Lettonie et à l'Estonie constituent un État théocratique, la confédération livonienne, où le pouvoir est réparti entre les princes-évêques et les chevaliers Porte-Glaive. Ces derniers continuent leur croisade contre les Lituaniens païens mais également contre les Russes orthodoxes donc schismatiques. Mais leurs effectifs limités (quelques centaines de chevaliers) ne leur permettent pas de vaincre des états qui gagnent progressivement en puissance durant cette période.

### Un état faible, féodal et théocratique

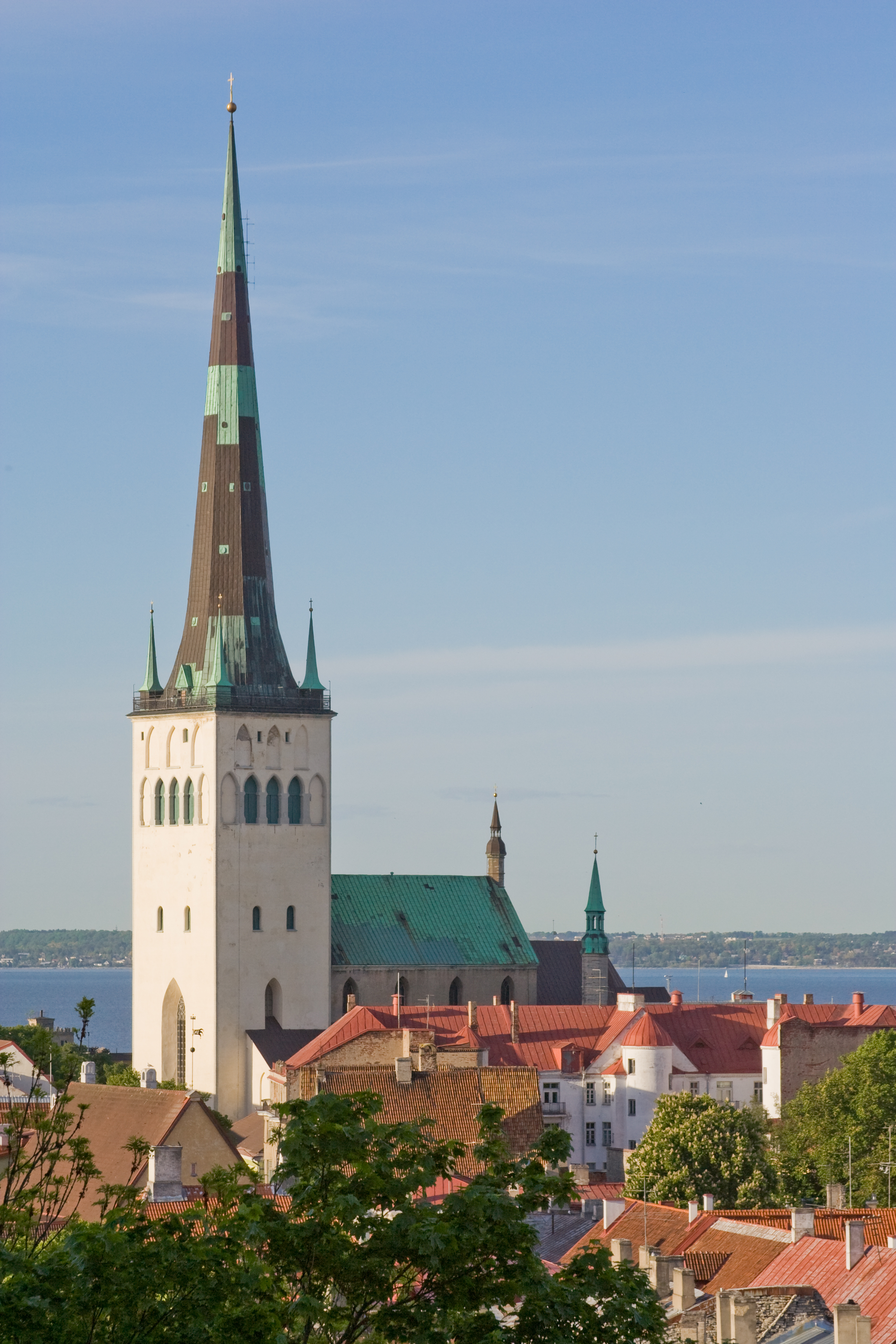
Le clocher de l'église de Saint Olaf à Tallinn

Peu après la fondation de l'ordre, les chevaliers Porte-Glaive avaient pris une grande autonomie vis-à-vis de l'autorité papale. En 1225, profitant de difficultés dans lesquelles se débat le royaume du Danemark, ils envahissent les possessions danoises situées au nord de la Livonie ; ils n'hésitent pas à combattre les forces placées sous l'autorité du moine Baudoin d'Alne envoyé par le pape pour mettre de l'ordre dans ce conflit entre chrétiens. Par ailleurs les conflits sont permanents entre l'ordre des chevaliers Porte-Glaive et le prince-évêque Albert de Buxhoeveden. Ce dernier, en tant qu'initiateur et organisateur de la croisade, estime que ses évêchés doivent recevoir les deux tiers des terres conquises. Ce partage accepté, non sans conflit, du vivant d'Albert est remis en cause après son décès en 1229. Finalement en 1236 les chevaliers Porte-Glaive, affaiblis par la défaite subie contre les Lituaniens à Saulè, acceptent un compromis : le traité de Stensby fixe le découpage du territoire. En ce qui concerne le territoire de l'Estonie moderne, le Virumaa, le Harjumaa et le Räval au nord sont attribués au roi du Danemark ; le Sakala, le Järvamma, l'île de Muhu et une partie du Valga au centre et au sud-est reviennent à l'ordre ; le Läänemaa au nord-ouest et les îles forment l'évêché de Saare-Lääne tandis que l'évêché Tartu comprend l'Ugandi et une grande partie du Valga au sud-est.
L'ordre des chevaliers Porte-Glaive, dont les effectifs sont tombés très bas, est rattaché à celui des chevaliers teutoniques qui remplit une mission analogue à celle de l'ordre en Prusse-Orientale depuis 1230, en combattant les Prussiens païens et les Lituaniens. Ils prennent le nom d'ordre de Livonie et conservent néanmoins leur autonomie. Ils sont placés sous les ordres d'un grand maître qui réside à Riga puis à Cēsis sur le territoire de la Lettonie moderne. L'absence d'autorité centrale au sein de la confédération livonienne entraîne de nombreux conflits au cours des XIIIe et XIVe siècles entre les évêques et leurs vassaux d'une part et l'ordre de Livonie d'autre part, sans qu'aucune des parties n'arrive à l'emporter. Les chevaliers Porte-Glaive atteignent le faîte de leur puissance lorsqu'en 1345 Valdemar III, roi du Danemark, qui fait face à une guerre civile, leur vend la province d'Estonie et la ville de Narva. Mais à la suite de la défaite de Tannenberg, l'ordre, affaibli, doit accepter la mise en place d'une forme de pouvoir central en 1421 : la diète de Livonie, qui se réunit environ une fois par an, doit permettre d'aplanir les conflits entre ses membres qui représentent les évêchés, les villes et l'ordre. La mise en place de cette institution n'empêche pas les conflits de se poursuivre et une semi-anarchie de se perpétuer sur le territoire de la Livonie.

### La société de la Livonie médiévale
À l'issue de la conquête, la société livonienne se structure en deux classes de population bien distinctes ; cette caractéristique, relativement commune en Europe au Moyen Âge, va par contre perdurer jusqu'au XIXe siècle dans la région. La minorité germanophone (Deutschen c'est-à-dire les Allemands) est concentrée dans les villes et forme l'élite politique, militaire, commerciale et religieuse. Les « indigènes » (Undeutschen c'est-à-dire les non-allemands) forment la paysannerie et les classes sociales inférieures des villes. Un courant d'émigration constant venu d'Allemagne vient grossir les effectifs de commerçants et d'artisans installés dans les cités, mais la campagne, aux terres trop pauvres, est laissée aux indigènes qui préserveront ainsi leur langue et leur culture. Estimée à environ 150 000 avant le début de la croisade, la population des territoires correspondant à l'Estonie tombe à 100 000 à l'issue de la conquête. Elle remontera à 200 000 au début du XIIIe siècle et à plus de 250 000 au milieu du XIVe siècle.
Les villes, qui sont fortifiées, sont souvent fondées par l'occupant sur d'anciens oppida indigènes. Ce sont initialement les lieux où se concentrent les pouvoirs politique et religieux, mais très vite l'artisanat et le commerce s'y développent : Tallinn à partir de 1285, Tartu, Viljandi (Fellinn en allemand) et la seconde Pärnu (Pernau en allemand) au XIIIe siècle, adhèrent à l'association des villes commerçantes de la Hanse. Ces villes sont essentiellement des relais sur les routes commerciales qui mettent en communication d'une part la Russie exportatrice notamment de fourrures, cire et miel et importatrice de sel, vin, articles de luxe et pièces de laine, et d'autre part la Scandinavie et l'Europe occidentale. Le marché local exporte du seigle. Les commerçants s'organisent en guildes peu ouvertes aux indigènes. Les villes restent de taille modeste : au XVe siècle Tallinn, la plus grande cité de la région, compte moins de 8 000 habitants, Tartu moins de 6 000 et Narva (Narwa en allemand) 700.

### La vie culturelle et religieuse

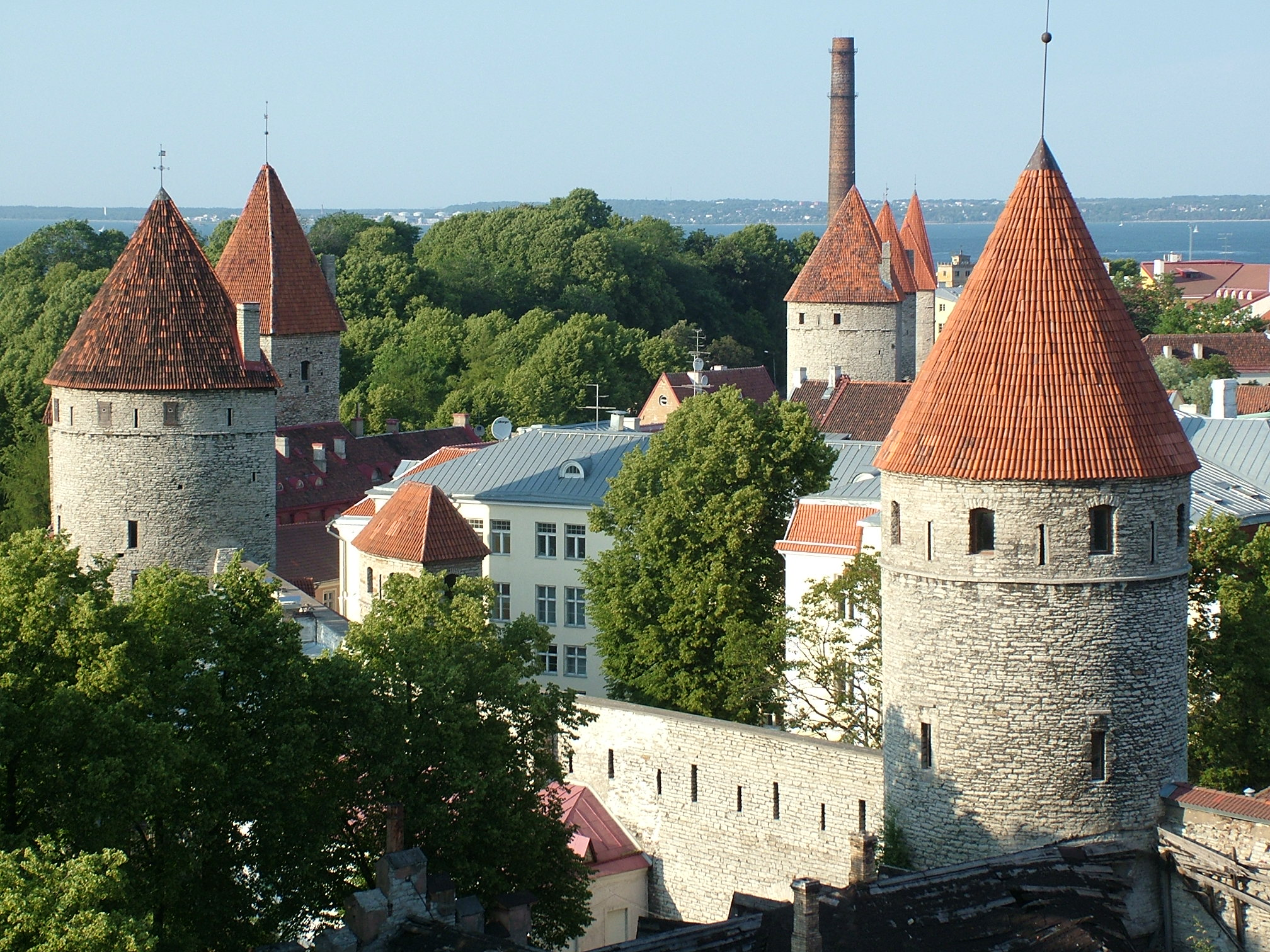
Tallinn a conservé ses remparts du XIIIe siècle remontant à l'époque de la conquête

La création artistique de l'époque répond essentiellement à des objectifs religieux. Les bâtiments qui subsistent de cette période sont proches des productions allemandes contemporaines. Ce sont des édifices simples qui peuvent être élégants comme Saint-Olaf à Tallinn ou Saint-Jean à Tartu, généralement conçus par des artistes originaires d'Allemagne. Les édifices en pierre sont peu nombreux : édifices religieux, couvents et châteaux de l'ordre ainsi que quelques bâtiments civils en particulier dans la ville de Tallinn. Les écrits de l'époque, dont il ne reste pratiquement rien, sont en latin et pour les usages quotidiens en bas-allemand.
La christianisation des populations s'opère très progressivement et des traces de paganisme subsisteront longtemps dans la pratique religieuse comme le culte de la foudre encore pratiqué au XIXe siècle. Un syncrétisme est réalisé à travers le culte de saints. Par contre la pratique de la crémation est rapidement abandonnée. Le clergé catholique, initialement originaire des pays scandinaves, est recruté à partir du XIVe siècle en Allemagne et vient grossir la classe dominante germanophone. Au début du XVIe siècle le territoire compte trois évêchés dont le pouvoir temporel s'exerce sur de larges portions du territoire et 97 paroisses. Les ordres religieux (cisterciens, dominicains, augustinien) se taillent de vastes domaines au XIIIe siècle.
La réforme protestante, qui apparaît en Allemagne en 1517, est adoptée dès 1523 à Tartu. L'opposition d'une partie du clergé et de l'ordre de Livonie est rapidement balayée par un puissant mouvement de la population, profondément exaspérée par les abus de l'Église : un peu partout, les reliques et les images saintes présentes dans les édifices religieux sont détruites tandis que les ordres religieux sont contraints de quitter les couvents et les monastères. Sur l'ensemble du territoire, entre 1524 et 1525, le nouveau dogme s'impose dans les villes puis gagne les campagnes dans les décennies qui suivent. La diète de Livonie adopte officiellement la Réforme en 1533, mais les évêchés resteront catholiques jusque dans les années 1560. La nouvelle religion, qui insiste sur l'accès des chrétiens à la parole de Dieu, suscite l'apparition des premiers écrits en estonien. Un recueil de prières, rédigé dans les trois langues indigènes dont l'estonien, est ainsi imprimé à Lübeck en 1525, mais aucune Bible ne sera traduite à cette époque.

### La condition paysanne

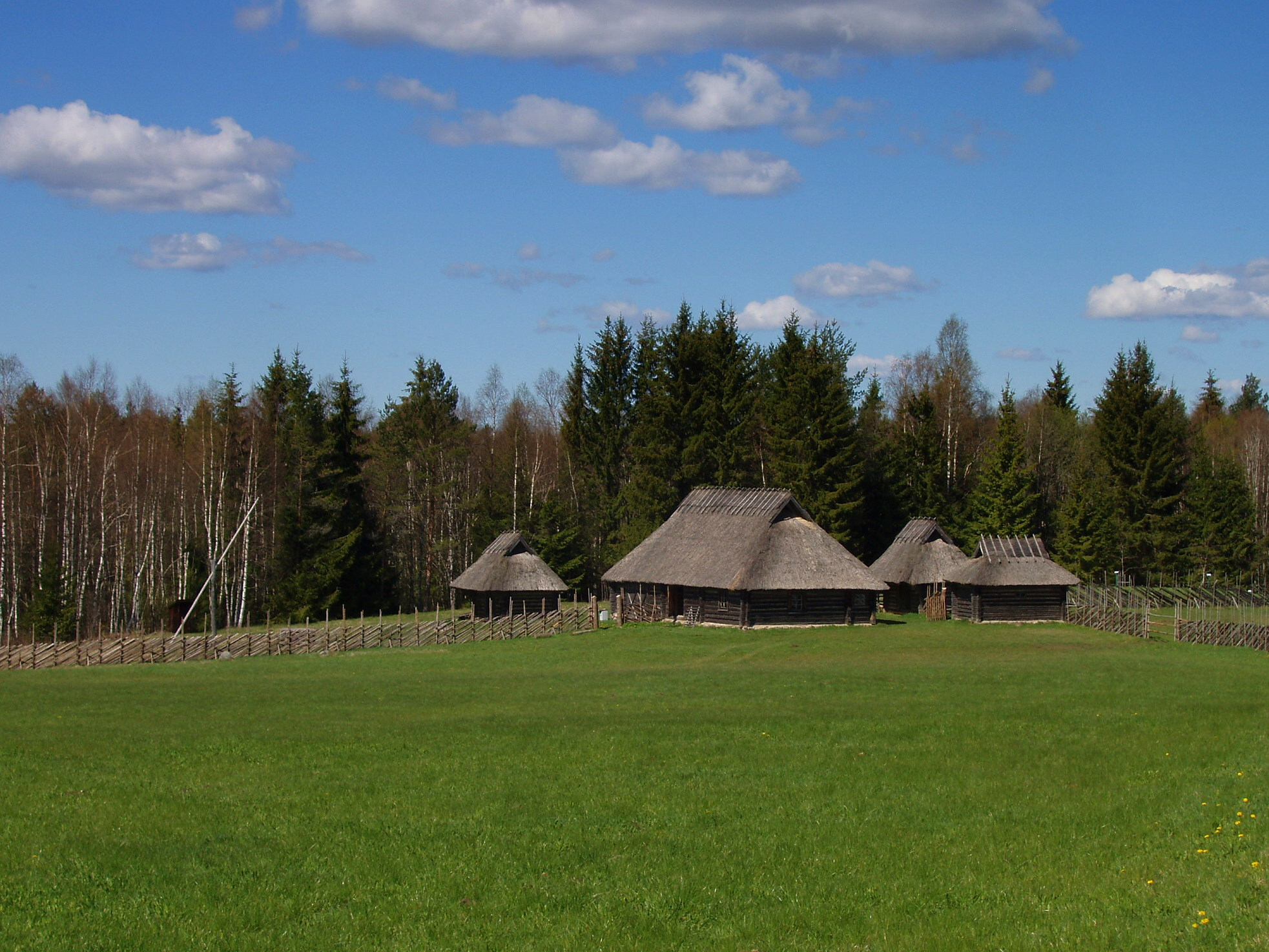
Maison rurale traditionnelle en Estonie jusqu'à la fin du XIXe siècle

La condition de la paysannerie va progressivement se dégrader du XIIIe au XVIe siècle. Les modes de culture progressent avec l'adoption de l'assolement triennal mais l'outillage agricole reste inchangé. Le nombre et le pouvoir des grands propriétaires terriens (les mõisnik), majoritairement d'origine germanophone, augmentent progressivement dans les campagnes : ils accaparent les terres tout en multipliant les servitudes féodales. Les commerçants des villes maintiennent un monopole sur le commerce qui prive de sources de revenus la paysannerie des côtes et des îles. L'esclavage disparaît progressivement mais globalement le statut du paysan se dégrade. La paysannerie est subdivisée en plusieurs catégories : les petits vassaux (maavabad), sans doute descendants des anciens chefs locaux, exemptés de taxes féodales, les laboureurs qui forment le corps principal de la classe paysanne et les paysans sans terre et journaliers. Au XVe siècle apparaissent les üsksjalad, propriétaires de lopins modestes. La condition des paysans a été fixée au moment de la conquête par des accords qui préservent certains des droits des indigènes, notamment leur présence dans les instances judiciaires. Le statut accordé est plus favorable dans l'île de Saaremaa, prompte à la révolte, que dans les premiers territoires conquis au sud de l'Estonie actuelle. Mais progressivement les corvées et surtout la dîme, due au pouvoir ecclésiastique, vont s'alourdir jusqu'à provoquer la révolte paysanne dite « de la Saint-Georges » en 1343-1345, qui constitue aujourd'hui un des mythes fondateurs de l'Estonie. Cette révolte éclate, semble-t-il, de manière spontanée dans la région de Tallinn où les grands propriétaires fonciers, moins contrôlés par leur suzerain danois, font peser un fardeau particulièrement lourd sur la paysannerie. Les insurgés brûlent les manoirs et les églises, massacrent les propriétaires puis mettent le siège devant Tallinn en appelant à l'aide les Suédois et les Russes de Pskov. Ces derniers interviennent trop tard, alors que le gros de la révolte a déjà été écrasé. Une dernière flambée de révolte éclate à Saaremaa qui n'est reprise par les chevaliers Porte-Glaive qu'au printemps 1345. L'échec de la révolte est suivi de la poursuite de la dégradation du statut des paysans qui va conduire à l'apparition du servage à la fin du XVIe siècle. Pour échapper à une condition de plus en plus misérable, certains paysans quittent la campagne et s'installent dans les villes, ou fuient vers les pays voisins.

### Une situation de conflit permanent avec la Lituanie et la Russie
Durant toute l'existence de la Livonie, les chevaliers sont périodiquement en conflit avec la Lituanie et les principautés russes car, animés par l'esprit des croisades, ils n'ont pas renoncé à convertir à la foi catholique les populations païennes ou schismatiques (orthodoxes). Mais les États qu'ils affrontent, mieux organisés que les populations indigènes qu'ils ont pu vaincre par le passé, vont résister et progressivement prendre le dessus. Heureusement pour les chevaliers l'invasion du territoire russe par la Horde d'or, à compter de 1237, monopolise le gros des forces russes sur un autre front durant une grande partie de la période. Toutefois ces guerres incessantes affaiblissent progressivement l'État livonien d'autant que, pour réduire les risques d'une révolte, les chevaliers interdisent le port des armes aux paysans estoniens, ce qui limite les forces que les chevaliers peuvent mobiliser. Les chevaliers de l'ordre ne sont que quelques centaines et, ayant fait vœu de célibat, doivent régulièrement reconstituer leurs effectifs qu'ils ont beaucoup de mal à recruter en terre allemande.
En 1236 les chevaliers sont sévèrement battus par les Lituaniens à la bataille de Saule (1236). La défaite à la bataille du lac Peïpous (1242) des chevaliers teutoniques assistés de forces auxiliaires estoniennes, face aux armées d'Alexandre Nevski, prince de la principauté de Novgorod, fixe pour des siècles la frontière entre catholicisme et orthodoxie. Les forces lituaniennes parviennent à pénétrer à plusieurs reprises (1260, 1263, 1270) en profondeur dans le territoire livonien qui à chaque fois est pillé. Les combats sont également incessants avec les principautés russes qui n'acceptent pas la présence des Allemands sur les côtes de la Baltique, qui s'imposent comme intermédiaires dans leurs échanges commerciaux avec l'extérieur. Les Russes parviennent parfois à pénétrer en profondeur en Livonie comme en 1323 où seule la forteresse de Tallinn résistera à leur assaut. En 1481, après un raid de l'ordre sur le territoire russe, le grand-duc Ivan III de  Russie), désormais suzerain de la principauté de Novgorod, envahit la Livonie et la pille durant un mois sans rencontrer de résistance. Il fait édifier la forteresse d'Ivangorod en face du château de Narva. En 1494 il fait fermer le comptoir hanséatique de Novgorod et jeter en prison les commerçants livoniens. En 1501, devant la menace russe, les chevaliers s'allient aux lituaniens et parviennent à battre leur ennemi près de Pskov ce qui leur procure un dernier répit d'environ 50 ans.

## Les guerres de Livonie (1558-1710)
Durant cette période qui va de 1558 à 1770 les conflits, qui aboutissent à l'éclatement de la Confédération livonienne, occupent 70 années pour 82 années de paix et ravagent la région. Les élites locales perdent leur pouvoir politique au profit des grands états voisins qui montent en puissance. Ces bouleversements se superposent avec des changements importants au sein de la société : l'implantation du protestantisme, les premiers écrits en estonien et la fondation de la première université.

### Le démantèlement de la Livonie (1558-1561)

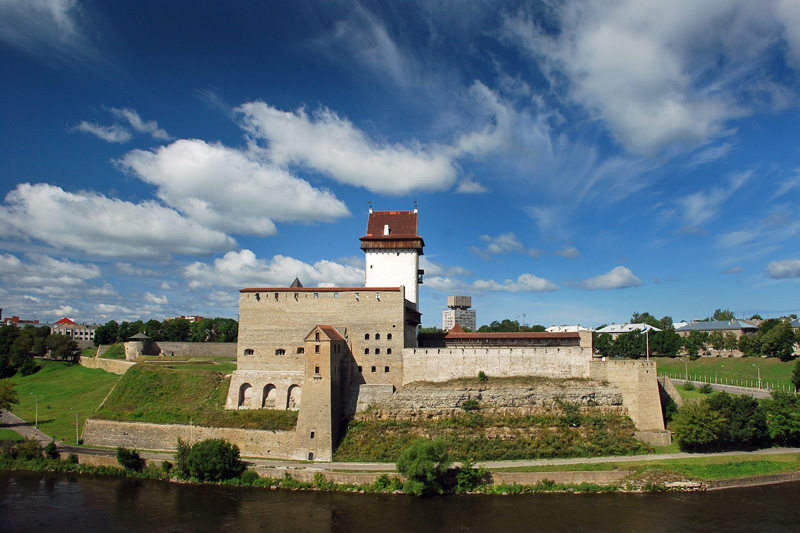
La forteresse de Narva a été le témoin de nombreux conflits avec les Russes

En 1539 la Livonie expulse les marchands russes de ses villes. Les guildes cherchent ainsi à lutter contre le déclin de leur activité en instituant un monopole sur les routes commerciales qui passent par la région et mettent en communication la Russie, complètement enclavée, à l'Europe occidentale. Mais en 1547 Ivan IV le Terrible monte sur le trône à Moscou avec la volonté de renforcer le pouvoir de la Russie et d'étendre son territoire. Sa victoire sur les Tatars qui avaient longtemps tenu le pays sous leur joug est complète avec la prise de Kazan en 1552 et d'Astrakhan en 1556 et permet à l'armée russe en 1558 de prendre l'offensive dans le Nord et d'envahir la Livonie sous prétexte de dettes impayées ; Narva puis Tartu sont conquises. L'armée livonienne attaque alors Pskov ce qui permet d'obtenir une trêve. Les combats reprennent en 1560 : l'ordre livonien, dirigé par son grand-maître Gotthard Kettler, subit une défaite décisive à Hârgmäe près de Viljandi. En septembre de la même année, une révolte paysanne, la première depuis celle de la Saint-Georges, se produit dans le Hrjumaa et le Läänema mais est réprimée au cours de l'hiver. Kettler demande l'aide de la république des Deux Nations (union de la Lituanie et de la Pologne), dirigée alors par Sigismond II Auguste, pour combattre l'envahisseur russe, tandis que la bourgeoisie d'Estlande (Nord de l'actuelle Estonie) se tourne vers le roi de Suède Éric XIV (de Suède). Celui-ci débarque en revendiquant les anciennes possessions danoises sur le continent et chasse les Polono-lituaniens de Toompea. En novembre 1561, le traité de Vilnius entérine la partition de la Confédération livonienne : l'évêché de Saare-Lääne revient au royaume du Danemark, la région de Tallinn devient suédoise, tandis que le sud de la Livonie est rattaché à la Pologne-Lituanie. Cette dernière crée deux duchés sur ce nouveau territoire : la Livonie est à cheval sur la frontière sud de l'Estonie moderne et a pour chef-lieu Riga ; la Courlande (Kurzeme) correspond au sud de la Lettonie actuelle. Le maître de l'ordre de Livonie, qui est dissous, prend la tête du duché de Courlande. Les Russes conservent provisoirement Tartu et Viljandi avant de les rendre aux polonais.

### La montée en puissance de la Suède (1563-1661)
Les combats reprennent peu après (1563) entre d'une part la Suède et d'autre part le Danemark allié à la Pologne-Lituanie. La paix de Stettin en 1570 permet à la Suède de récupérer l'évêché de Saare-Lääne. Jusqu'en 1917 le territoire ainsi agrandi détenu par la Suède est connu sous le nom d'Estlande ou sous le nom générique d'Estonie. Les combats reprennent la même année entre la Suède et la Russie. Les Russes parviennent à plusieurs reprises à envahir le territoire occupé par les Suédois mais échouent devant Tallinn malgré deux sièges en 1570-1571 et 1577. La république des Deux Nations, gouvernée à partir de 1576 par Stefan Bathory, s'attaque aux armées russes tandis que le général Pontus de la Gardie, mercenaire au service de la Suède, parvient à chasser définitivement les Russes. Par la paix de Iam Zapolsk (1582) Ivan le Terrible reconnaît la défaite de ses troupes et les droits de la république des Deux Nations sur la Livonie. La guerre reprend entre Russes et Suédois en 1590. La Russie, qui est en proie au chaos depuis la mort d'Ivan le Terrible, doit reconnaître par le traité de Täyssinä (1595) les droits de la Suède sur l'Estlande. Cet accord sera confirmé par le traité de Stolbovo signé en 1617 par le nouveau souverain russe Michel Ier de Russie. La Suède et la république des Deux Nations, après une trêve qui dure jusqu'en 1600, reprennent les armes. La noblesse germanophone de la Livonie, qui a été en partie dépouillée de ses biens par le nouvel occupant, prend le parti de la Suède. Après des combats indécis entrecoupés d'armistices les armées suédoises prennent le dessus. Au terme du traité d'Altmark (1629) signé entre les deux belligérants, pratiquement toute la Livonie passe sous le contrôle de la Suède. La Courlande reste polono-lituanienne. En 1643 un nouveau conflit permet à la Suède victorieuse de récupérer l'île de Saaremaa par le traité de Brömsebro (1645). La première guerre du Nord éclate entre la Suède et la république des Deux Nations en 1656 et se déroule en grande partie sur le territoire de l'actuelle Estonie. La Suède, qui l'emporte, voit confirmer par des traités signés en 1660 (traité de paix d'Oliwara avec la Pologne Lituanie) et 1661 (traité de paix de Kärde avec la Russie) son hégémonie sur les territoires qu'elle détient sur la rive sud de la Baltique, y compris l'Ingrie et l'emplacement de la future capitale russe Saint-Pétersbourg.

## L'ère suédoise (1595-1710)

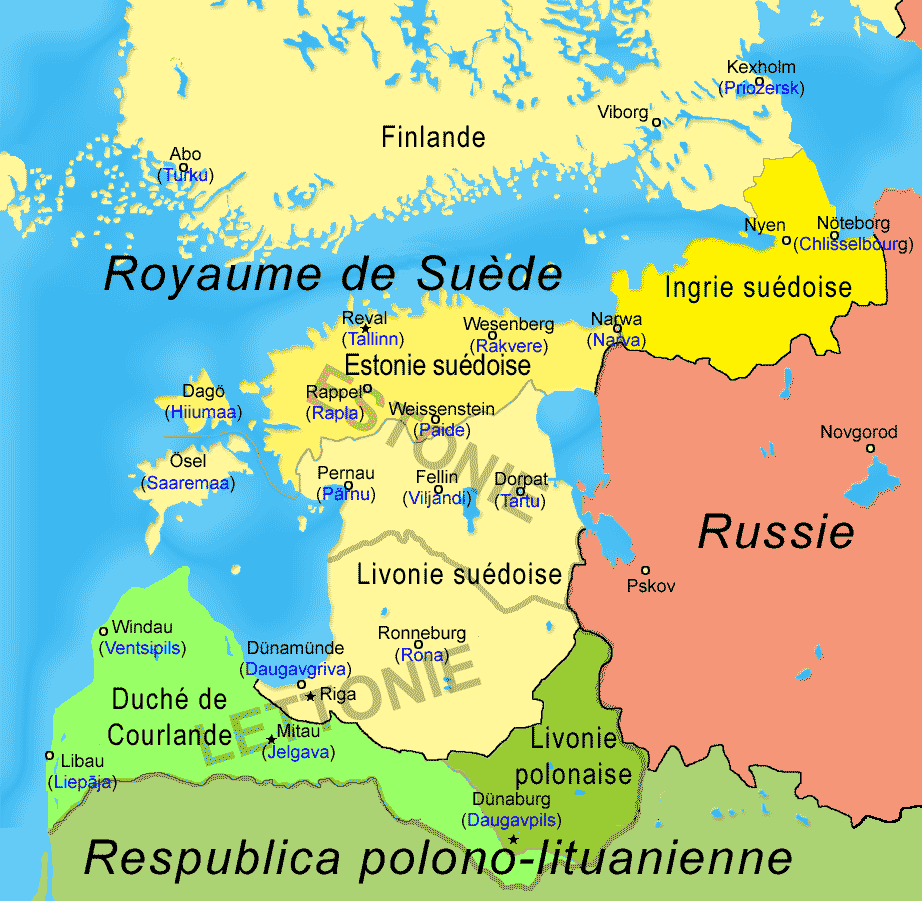
L'Estonie sous la domination suédoise

### Les divisions administratives
Le territoire de l'Estonie est désormais pratiquement entièrement contrôlé par le royaume scandinave et pour la première fois placé sous le contrôle d'un pouvoir politique unique. Sur le plan administratif, la région est découpée en trois entités aux statuts très différents : au nord le duché d'Estlande a pour capitale Tallinn et comprend 4 des anciens comtés. Narva est détaché de cet ensemble et devient la capitale de l'Ingrie. La province de Livonie au sud a pour capitale Tartu puis Riga et comprend 4 régions dont deux Tartu et Pärnu rassemblant les locuteurs estoniens (désignés par le terme d'Esthen), les deux régions du sud qui rassemblent les locuteurs lettons se situant sur ce qui constitue aujourd'hui le territoire de la Lettonie. Enfin l'île de Saaremaa constitue une troisième entité tantôt gouvernorat, tantôt possession personnelle du roi de Suède.

### Croissance démographique et immigrations
Vers 1640, la population, victime des conflits quasi permanents ainsi que de la famine et des épidémies qui les accompagnent, compte de nouveau moins de 150 000 habitants. La reprise démographique est rapide et vers 1690 on dénombre entre 350 000 et 400 000 habitants sur le territoire correspondant à l'Estonie moderne soit 10 % de la population du royaume de Suède. Cet accroissement de la population est en partie lié à l'arrivée d'immigrants qui viennent repeupler les territoires vidés par les différents conflits et répondent ainsi parfois à l'appel des autorités. Ils viennent de Finlande, Russie, Courlande et de Lituanie. En général les nouveaux venus finissent par se fondre dans la paysannerie estonienne. Toutefois une communauté de Russes orthodoxes vieux-croyants, pourchassés pour leur croyance dans leur pays, vient coloniser les rives du lac Peïpous et conservera jusqu'à aujourd'hui sa langue et sa culture. Des commerçants et artisans russes s'installent dans les villes. La croissance démographique est interrompue par le petit âge glaciaire qui débute à cette époque et provoque une dégradation climatique catastrophique en 1695-1697 : des pluies diluviennes et un froid persistant entraînent une famine accompagnée d'épidémies de typhus et de dysenterie qui fait périr 20 % de la population.

### Le nouveau pouvoir des barons allemands
Le pouvoir de la classe dominante allemande ethnique, descendante de l'ordre de Livonie, sort fortement renforcé de cette série de conflits. Ceux qu'on appelle désormais les barons baltes allemands (en allemand ils se désignent par le terme de Balten « Baltes » ou Deutschbalten « Baltes allemands » ou Balstischer Adel « noblesse balte » pour se distinguer des Allemands roturiers), reçoivent la récompense de leur soutien à la Suède avec des variantes selon les régions administratives : très favorable en Estlande qui s'est ralliée très tôt à la couronne suédoise, un peu moins à Saaremaa ou les terres confisquées sont en partie conservées par la couronne suédoise et en Livonie intégrée plus tardivement. Dans ces trois régions la noblesse balte-allemande bénéficie d'un statut juridique privilégié et d'un ordre de chevalerie (Ritterschaft) dans les différentes provinces ; les affaires courantes sont désormais gérées par des conseillers territoriaux (Landräte) choisis parmi les barons baltes. Les représentants forment une diète régionale qui se réunit tous les trois ans, à Reval pour l'Estlande, et Riga pour la Livonie. Les pouvoirs du gouverneur suédois sont essentiellement fiscaux et militaires. Les lois suédoises n'ont pas cours. Les institutions mises en place, qui donnent les pleins pouvoirs aux barons baltes, se maintiendront jusqu'à la fin du XIXe siècle.

### Dégradation de la condition des paysans et stagnation des villes
Malgré l'absence d'évolution des pratiques agricoles, les provinces baltes contribuent à approvisionner Stockholm, ce qui leur vaut le surnom de « grenier de la Suède ». Le nombre des mõisad, ces grands propriétaires terriens généralement germanophones, atteint le millier sur le territoire de l'Estonie et, grâce aux pouvoirs accrus accordés à la noblesse balte, ceux-ci s'approprient de nouvelles terres agricoles en expulsant ou asservissant les paysans jusque-là propriétaires. La concentration des terres entraîne la disparition de villages et aboutit à un habitat rural dispersé. Le statut de la majorité des paysans est modifié par des règlements édictés en 1645 en Estlande et en 1671 et 1688 en Livonie : le paysan est désormais un serf attaché à la terre de manière héréditaire qui peut être vendu avec la propriété agricole ; les châtiments corporels se généralisent. La justice seigneuriale s'impose face à une administration suédoise embryonnaire. La fiscalité s'accroît : 50 à 80 % des revenus des paysans reviennent à la noblesse locale et à la couronne. Malgré cette dégradation de la condition paysanne, les révoltes sont de faible ampleur. Le pouvoir suédois va toutefois intervenir à compter des années 1670 pour tenter de freiner et d'inverser cette évolution du statut du paysan.
Les villes de l'Estonie ont du mal à se remettre des conflits dont elles ont souvent été victimes car le territoire estonien est désormais à l'écart des principaux courants commerciaux. La population urbaine ne regroupe que 6 % de la population totale en 1700. La plus grande ville est Tallinn qui avec 11 000 habitants est la troisième cité du royaume suédois après Stockholm et Riga, mais la plus dynamique est Narva qui devient le principal centre commercial du golfe de Finlande. Les premières manufactures industrielles s'installent à Narva et Tallinn.

### Alphabétisation des campagnes et influence culturelle allemande

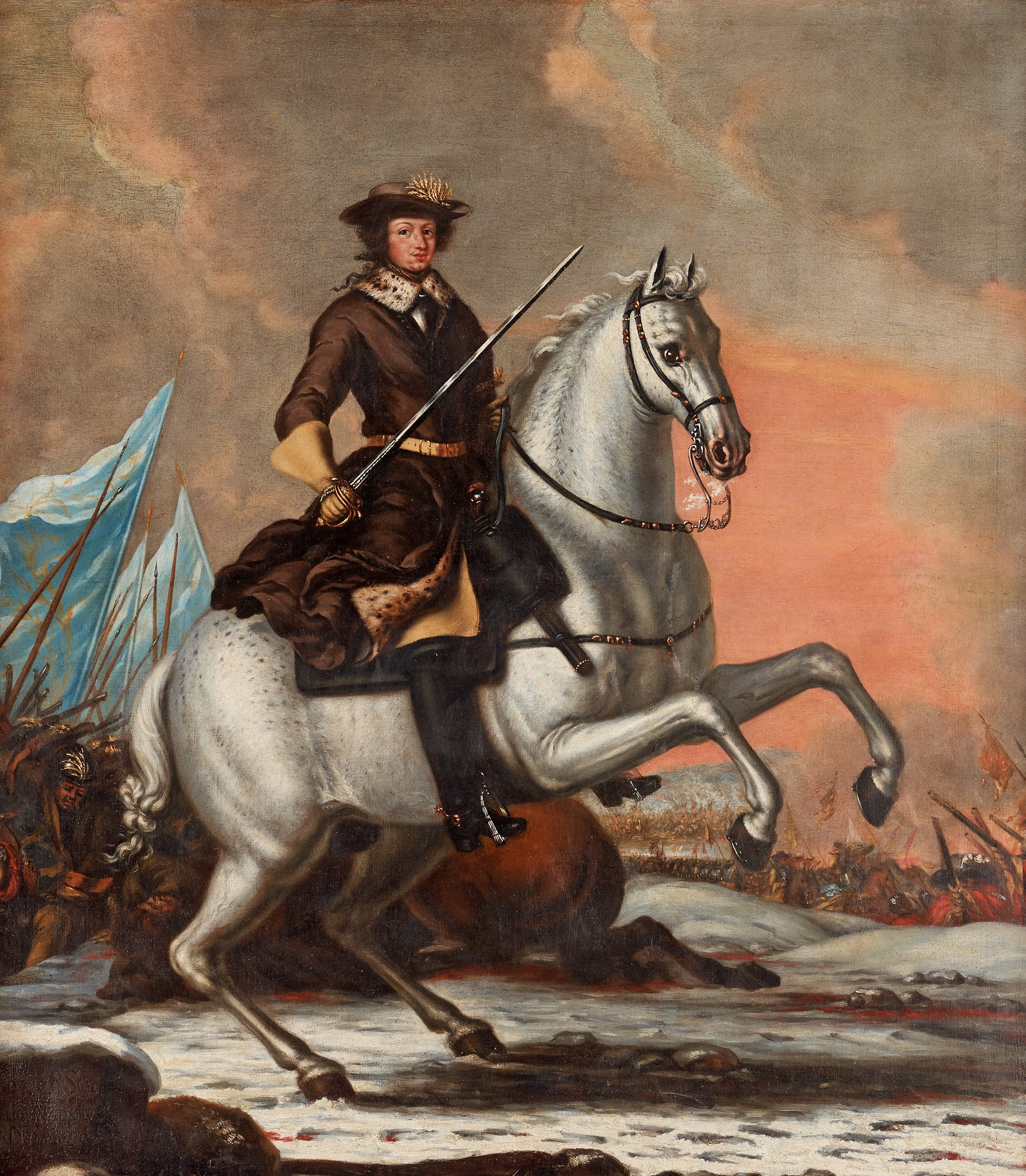
Charles XI roi de Suède réformateur tenta d'améliorer le sort des paysans estoniens

Les églises continuent de jouer un rôle majeur dans l'évolution culturelle. Le pouvoir suédois s'intéresse de près à la promotion du protestantisme dans cette région à la limite des terres catholiques (Lituanie) et orthodoxes (Russie). Les deux évêchés, Tallinn et Riga, qui subsistent sur le territoire après une réorganisation menée par les nouveaux dirigeants, reçoivent durant cette période des titulaires suédois à deux exceptions près. La république des Deux Nations avait tenté, lorsqu'elle détenait la Livonie (1561-1629), de ramener au catholicisme la population convertie à l'église Réformée : les jésuites, acteurs principaux de la Contre-Réforme, avaient alors fondé en 1583 à Tartu une école de traducteurs et un établissement d'enseignement secondaire puis en 1595 un collège d'enseignement supérieur chargé de former les prêtres et les cadres administratifs. Après la prise de la ville par les Suédois en 1625, les jésuites sont expulsés et l'école est mise au service du clergé luthérien. Le souverain suédois Gustave II Adolphe élève en 1632 le collège de Tartu au rang d'université. Il s'agit à l'époque de la deuxième université de Suède après celle d'Uppsala. Jusqu'à sa dissolution par la Russie en 1710, elle fonctionnera de manière discontinue du fait des conflits militaires et des problèmes financiers et formera en tout 1 706 étudiants, futurs pasteurs et juristes, surtout suédois et germanophones. À cette époque la langue estonienne se métisse d'allemand. La structure de la phrase se calque sur celle de cette langue. Les verbes à particule séparable font leur apparition à l'image de ce qui existe dans les langues germaniques. Au terme de ce processus, environ 15 à 20 % du vocabulaire est emprunté à l'allemand.

### Les réformes de Charles XI
Le roi suédois Charles XI (de Suède), parvenu au pouvoir en 1660, veut établir un État fort sur le modèle de l'État français. Dans ses possessions baltes cette nouvelle politique se traduit par le renforcement du pouvoir royal au détriment des élites allemandes ethniques et par un allégement de la condition des paysans afin d'éviter les révoltes. À partir de 1680 le pouvoir suédois s'approprie tous les domaines dont les maîtres allemands n'ont pas de titre de propriété en bonne et due forme (Güterreduktion), comme cela a été fait en Suède auparavant. Les confiscations sont plus importantes en Livonie ; sur l'ensemble du territoire 54 % des biens des mõisad sont rattachés à la couronne suédoise, mais contrairement à la Suède, on laisse aux anciens propriétaires l'usage de leurs terres. Sur les terres confisquées, les pasteurs autrefois nommés par la noblesse sont désormais désignés par les représentants du souverain suédois. Le servage y est aboli par des décrets passés en 1681 et 1687. Les paysans prennent désormais part aux conseils provinciaux et peuvent demander justice devant des tribunaux royaux. Face à toutes ces mesures, les élites germanophones, qui sentent leur pouvoir menacé pour la première fois dans leur histoire, protestent vigoureusement jusqu'à déclencher la dissolution de la diète de la Livonie par le pouvoir royal en 1694. Charles XII, qui monte sur le trône de Suède en 1697 alors qu'il n'est encore qu'un adolescent, tente en vain d'apaiser la noblesse en revenant sur certaines des mesures prises par son père.

### La grande guerre du Nord (1700-1721)

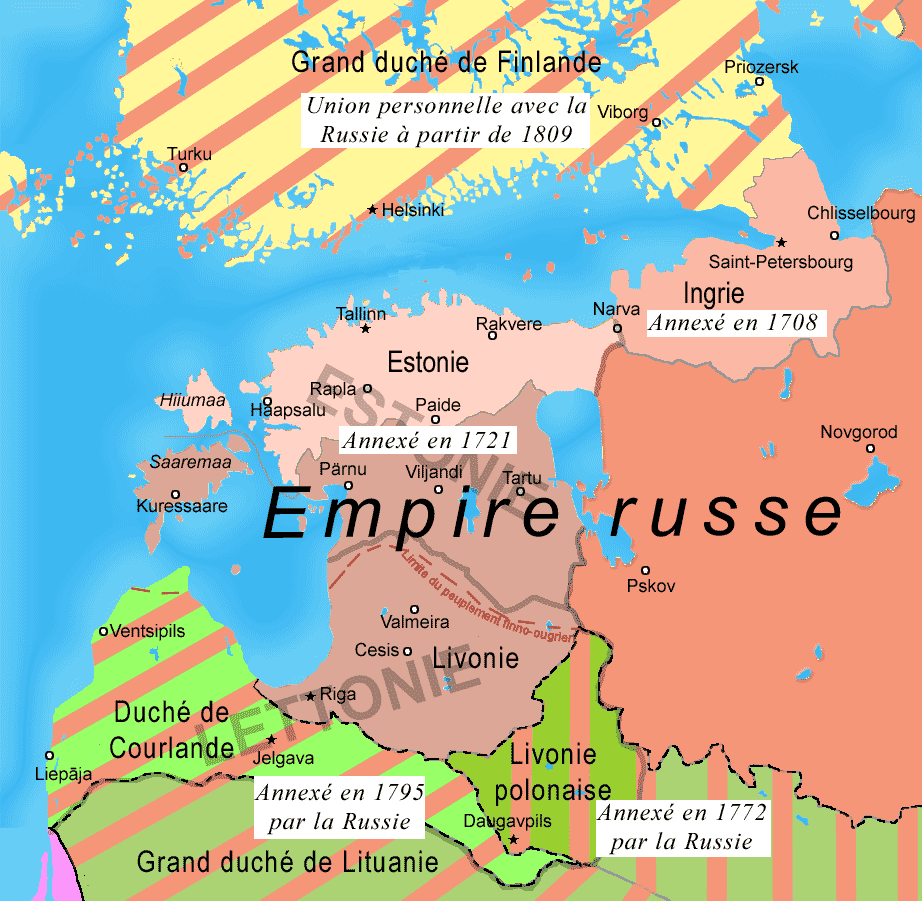
Le traité de Nystad qui conclut la Grande guerre du Nord entérine l'annexion de l'Estonie et la Livonie par un Empire russe en pleine expansion (1721)

Pierre le Grand, tsar de Russie depuis 1682, a de grandes ambitions pour son pays qu'il veut moderniser en l'ouvrant vers l'Europe occidentale. La réalisation de son dessein nécessite de disposer d'une « fenêtre » sur les côtes de la Baltique, qui sont à l'époque entièrement aux mains de la couronne suédoise. Il va profiter de la position affaiblie de la Suède dans les pays baltes. La Russie se joint à une alliance passée entre la république des Deux Nations, le Danemark et la Saxe contre la Suède en 1699. Ce pacte est en grande partie le résultat des intrigues du maréchal de camp balte Johann Reinhold von Patkul ; cet ancien porte-parole de la diète de Livonie est devenu celui des opposants aux réformes en 1692 avant de passer dans le camp de la Pologne-Lituanie. La grande guerre du Nord éclate en février 1700. Les troupes saxonnes et polono-lituaniennes pénètrent sur le territoire des pays baltes par le sud mais échouent devant Riga, tandis que le roi de Suède inflige une défaite cinglante aux troupes russes à Narva. Le corps d'armée principal suédois dirigé par Charles XII, négligeant de poursuivre son avantage contre l'armée russe, s'enfonce en Pologne, ce qui permet aux troupes russes d'occuper l'Ingrie puis, en 1701 et 1702, de ravager la Livonie et l'Estlande gardées par un mince rideau de troupes. Les Russes parviennent à s'emparer de Tartu et de Narva. Le souverain suédois, après avoir vaincu ses ennemis à l'ouest et leur avoir imposé des traités de paix, se retourne en 1706 contre les Russes avec lesquels un armistice avait été signé entretemps. Mais il est complètement défait à la bataille de Poltava en Ukraine (1709), ce qui permet aux troupes russes de parachever leur conquête des bords de la Baltique en 1710, puis d'occuper une partie de la Finlande qui est à l'époque une possession suédoise. Le conflit s'achève en 1721 avec le traité de Nystad qui entérine l'annexion de la Livonie et de l'Estlande par la Russie. Celle-ci est désormais installée dans le rôle de puissance dominante de la région au détriment de la Suède. Dès 1703, Pierre le Grand lance les travaux de la nouvelle capitale de l'Empire, Saint-Pétersbourg, qui reflète le rôle majeur que joue désormais la région pour les dirigeants russes,.

## L'Estonie dans l'Empire russe (1710-1917)

### Le renforcement du pouvoir de la noblesse germano-balte
Les nouveaux dirigeants russes n'introduisent aucun bouleversement dans la région. La noblesse germanophone, qui a accueilli favorablement le changement de suzerain, retrouve la position qu'elle détenait avant les interventions des deux derniers souverains suédois : dès 1710 les privilèges des diètes de Livonie et d'Estlande sont ainsi restaurés et les biens confisqués par la couronne suédoise sont restitués aux allemands. Par la suite, tous les tsars jusqu'à Alexandre II confirment ces droits et la gestion des provinces est entièrement confiée aux barons baltes-allemands, qui, en échange font preuve d'un loyalisme sans faille envers le pouvoir russe. La noblesse fournit aux souverains russes de nombreux serviteurs de rang élevé ; à compter de Pierre le Grand, l'élite intellectuelle et militaire est d'ailleurs souvent d'origine germanique. Sur les plans religieux et linguistique, les autorités russes n'interfèrent pas avec les pratiques locales, contrairement à ce qui se passe dans le reste de l'Empire. Le cadre administratif est légèrement modifié : les provinces de Livonie et d'Estlande sont chacune divisées en quatre districts. Saaremaa est désormais un des districts de la Livonie. Le pouvoir russe désigne les deux gouverneurs des régions, généralement des Russes, qui traitent essentiellement des affaires militaires, ainsi que les responsables des douanes et les percepteurs d'impôt. Le reste de l'administration est entre les mains des barons allemands. La langue de l'administration et de la justice est l'allemand, tandis que celle de l'armée et des douanes est le russe. Les provinces baltes-allemandes sont protégés par une barrière douanière du reste de l'Empire et disposent de leur propre monnaie, le Thaler.

### La condition de la paysannerie auXVIIIesiècle

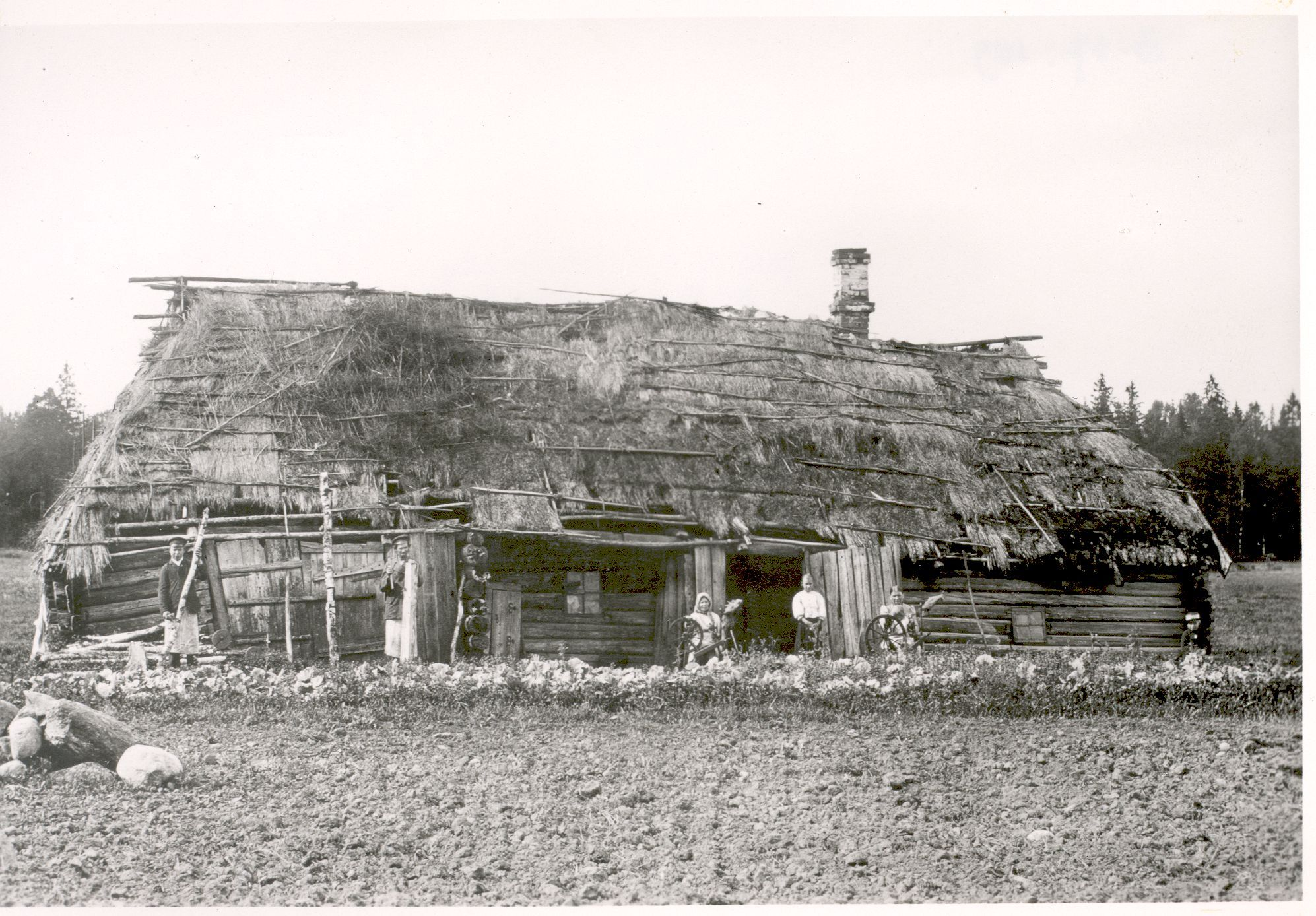
Ferme au XIXe siècle

Profitant de l'autonomie accordée par le pouvoir russe, la noblesse allemande renforce son emprise sur les terres agricoles. Les mõisad, contrôlés à près de 90 % par cette petite caste qui rassemble environ 4 000 personnes, soit 1 % de la population, détiennent 81 % des terres cultivables en Livonie en 1758 et 95 % en Estlande en 1774. Durant la même période, la part de ces terres exploitées par des fermiers estoniens installés de manière permanente diminue au profit de celles travaillées par de simples ouvriers agricoles. Comme dans l'ensemble de l'Europe orientale, la condition des paysans se dégrade et, vers 1780, le servage concerne près de 96 % des paysans estoniens. Catherine II monte sur le trône russe en 1762 avec la volonté de moderniser son empire. Tout en étant sensible aux idées du siècle des Lumières, elle veut mettre en place un État fort et centralisé. Dans les provinces baltes, qu'elle visite longuement en 1764, elle cherche à limiter le pouvoir de la classe dirigeante germano-balte. L'année suivante, elle impose aux diètes une série de réformes destinées à limiter le pouvoir des gros propriétaires fonciers sur leurs paysans tout en reconnaissant à ceux-ci certains droits. Mais l'impact des mesures est faible du fait de la résistance passive des possédants et de l'imprécision des textes. Toutefois Catherine II réussit à mettre sur pied un réseau relativement dense d'écoles : en 1787 il y en a 223 en Estlande et 275 en Livonie du Nord. À la même époque, l'implantation d'un demi-million de paysans allemands dans la région est envisagée mais ceux-ci, faute de terres disponibles et face à la résistance de la noblesse germano-balte, sont finalement installés sur les rives de la Volga.
Un nouveau train de réformes est engagé par les autorités russes dans les années 1780, supprimant certains particularismes de la région : les barrières douanières entre celle-ci et la Russie sont supprimées, le thaler est remplacé par le rouble et les habitants sont désormais soumis à l'impôt commun, la capitation russe. Les effectifs de l'appareil administratif augmentent fortement et se russifient. Le découpage de la province est remanié et un seul gouverneur, siégeant à Riga, dirige à la fois l'Estlande et la Livonie. Les propriétaires, même non nobles, peuvent désormais siéger dans les diètes et dans les conseils municipaux. Des tribunaux qui traitent les affaires concernant les paysans sont créés à côté de ceux dédiés d'une part aux bourgeois et d'autre part aux nobles. Enfin une réglementation met des limites aux pouvoirs dont la noblesse dispose vis-à-vis de ses serfs.

### L'influence du mouvement piétiste
Au début des années 1700 la prédication des frères moraves, mouvement piétiste fondé en Bohême par le comte Nikolaus Ludwig von Zinzendorf, s'implante sur le territoire estonien. Ce mouvement religieux issu du luthéranisme met l'accent sur l'approfondissement de la spiritualité personnelle. Il se répand d'autant plus facilement que l'Empire russe se désintéresse des croyances religieuses de ses sujets non orthodoxes et que la hiérarchie religieuse luthérienne ne s'est pas relevée de la disparition de sa tutelle suédoise. Entre 1710 et 1740 le mouvement piétiste prend le contrôle de l'ensemble des paroisses d'Estlande et de Livonie. Le piétisme impose la lecture de la Bible au moins une fois par an. Cette nouvelle pratique nécessite donc la maîtrise de la lecture par les paroissiens et la mise à disposition d'ouvrages religieux dans leur langue. Les frères moraves vont former un réseau d'enseignants très efficace : vers 1790, entre la moitié et les trois quarts des Estoniens savent lire. Parallèlement, la traduction de la Bible en estonien du Nord est entreprise et s'achève en 1739 ; elle nécessite l'invention de nombreux mots estoniens pour désigner des concepts abstraits et pose les bases de l'estonien moderne ; l'estonien du Nord qui bénéficie de la diffusion de cet ouvrage prestigieux prend définitivement l'ascendant sur l'estonien du Sud jusque-là dominant. En 1743, la diète de Livonie interdit la prédication morave qui menace par son égalitarisme l'ordre établi. L'interdiction est levée en 1764 mais entre-temps le mouvement religieux, en proie à des dissensions internes, s'est affaibli. Toutefois, l'influence de son enseignement persiste comme l'égalitarisme qui permettra l'implantation rapide des idées démocratiques, le puritanisme, ainsi que l'habitude de chanter dans des chorales. La majorité des acteurs du mouvement national estonien du XIXe siècle seront issus de familles de prédicateurs moraves, tout en récusant un mouvement auquel ils reprochent, à juste titre, d'avoir tenté de faire disparaître les traditions séculaires estoniennes aux relents de paganisme.

### Les Estophiles: influence du libéralisme allemand sur les Germano-baltes

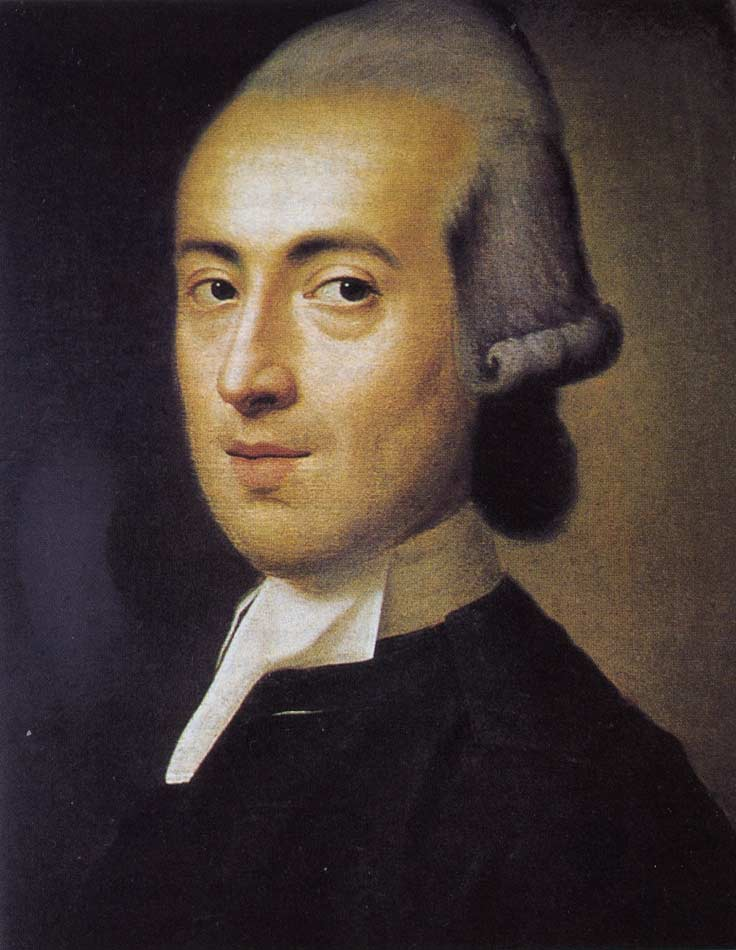
La pensée du philosophe allemand Johann Gottfried Herder a inspiré les premiers estophiles

De petits ouvrages traitant de thèmes non religieux commencent à se diffuser au début du XVIIIe siècle, notamment des almanachs mêlant conseils pratiques, nouvelles de l'Empire et textes édifiants. Des recueils de contes et récits sont traduits de l'allemand et vont passer en partie dans la tradition orale estonienne. Mais l'essentiel de la vie culturelle se déroule en allemand. Malgré l'éloignement des grands centres culturels où se pratique cette langue, les idées de l’Aufklärung, l'équivalent germanique du mouvement des Lumières et qui a pris naissance dans les années 1740, touche les pays baltes grâce aux intellectuels allemands venus enseigner ou travailler dans la région. Notamment Johann Gottfried von Herder, un des pères fondateurs du relativisme culturel, enseigne à Riga entre 1764 et 1769. Il s'intéresse aux peuples baltes en lesquels il voit des nations en puissance nullement inférieures à la nation allemande. Dans son recueil de chants populaires Stimmen der Völker in Liedern (Les voix des peuples à travers leurs chants), il inclut huit airs estoniens. Dans son sillage, un certain nombre de germanophones de la génération suivante s'intéressent aux peuples de la région et publient des essais, comme le Germano-Balte Garlieb Helwig Merkel qui dans son ouvrage publié en 1796 suggère pour la première fois que ces peuples autochtones ont été privés de leur développement naturel par la conquête allemande, et qui le premier idéalise la société qui a précédé les croisades baltes.

### Les lumières et l'abolition du servage (1802-1830)
Les idées de la Révolution française de 1789 impulsent partout en Europe un vent de réforme. Face aux nationalismes romantiques naissants en Allemagne, le tsar Paul Ier craint une perte d'allégeance des Baltes-allemands envers le pouvoir russe, et tente de limiter les échanges culturels des nobles allemands avec le pays de leurs ancêtres. Il interdit aux héritiers de familles nobles de partir étudier en Allemagne, mais accepte en contrepartie de rouvrir une université locale. La montée sur le trône russe en 1801 d'Alexandre Ier, un souverain plus ouvert que son père, transforme finalement l'Université de Dorpat (Tartu) en véritable foyer de diffusion des idées des lumières. Avec l'aide du physicien franco-allemand Georges Frédéric Parrot, proche ami du Tsar, un grand nombre de professeurs et de chercheurs venus d'Europe centrale et occidentale quittent leurs pays d'origine en raison de l'instabilité générée par les guerres napoléoniennes et viennent travailler à l'Université.
Peu auparavant, la Courlande est annexée par la Russie à la suite du troisième partage de la Pologne (1795). Elle est regroupée avec l'Estlande et la Livonie dans un ensemble baptisé du nom germanique de Baltikum qui est dirigé à compter de 1801 par un gouverneur russe unique installé à Tallinn. La noblesse terrienne balte est sensible aux arguments des physiocrates et Jakob Georg von Berg, propriétaire foncier éclairé, fait adopter en 1802 par la diète d'Estlande un texte instituant une réforme fondamentale du statut des paysans. Le pouvoir russe a contribué à cette évolution en accordant des facilités financières aux propriétaires fonciers souvent très endettés. Le texte adopté reconnaît au paysan l'usufruit héréditaire et perpétuel des terres qu'il cultive dans la mesure où il s'acquitte des obligations féodales envers son maître. Il crée à l'échelon du vald (commune) des tribunaux locaux dans lesquels siègent trois juges (un représentant des propriétaires et deux représentants des paysans). La diète d'Estlande adopte en 1804 un texte encore plus libéral définissant un barème des obligations des paysans sur une base objective.
Mais les textes libérant véritablement la paysannerie du servage ne sont adoptés qu'en 1816 pour l'Estlande et en 1819 pour la Livonie. Ces lois instituent des assemblées paysannes au niveau des vallads élues par la petite minorité de paysans qui a pu accéder à la propriété ; l'assemblée est chargée de régir les relations de l'ensemble de la communauté paysanne avec la noblesse foncière (contrats de fermage) et avec l'État (impôt, conscription militaire) ainsi que de gérer notamment l'école et l'assistance aux démunis. Conséquence de la fin du servage, les Estoniens, qui jusque-là étaient désignés par le nom de la ferme dans laquelle ils travaillaient, reçoivent un nom de famille souvent à consonance allemande. Une période de transition d'une dizaine d'années est prévue, et c'est seulement vers 1830 que les paysans obtiennent le droit de quitter la terre qu'ils travaillent pour s'installer ailleurs. La noblesse terrienne conserve un pouvoir important : c'est elle qui convoque les assemblées, en contrôle les comptes ; elle est toujours autorisée à appliquer des châtiments corporels lorsque les contrats ne sont pas respectés. Mais le mécontentement de la paysannerie persiste car la terre est toujours la propriété de la noblesse foncière et les conditions des contrats de fermage, souvent plus courts, se sont plutôt durcies. Les paysans tentent de profiter de leur liberté pour aller voir ailleurs, notamment en Russie où ils sont autorisés à se déplacer à compter de 1863. En 1845-1848, 56 000 paysans, persuadés à tort que le tsar accordera des terres à ses sujets orthodoxes, se convertissent à cette religion. S'étant rendu compte de leur erreur, ils ne sont pas autorisés à revenir à leur ancienne foi et donnent ainsi naissance à une minorité religieuse qui s'est perpétuée jusqu'à aujourd'hui. Une réforme agraire, définie par des représentants de la noblesse terrienne libérale et des représentants du tsar, est promulguée en 1849 et appliquée entre 1856 et 1865 : elle permet aux fermiers de racheter leurs terres mais peu en profitent car les conditions ne sont pas avantageuses. Le mécontentement de la paysannerie est à l'origine de nombreux incidents ; le plus célèbre est la guerre de Mahtra (1858), qui voit la troupe tirer sur la foule venue manifester : 10 paysans sont tués et 60 condamnations à mort sont prononcées mais elles seront converties en peines de knout ou de déportation en Sibérie.

### L'éveil national estonien auXIXesiècle

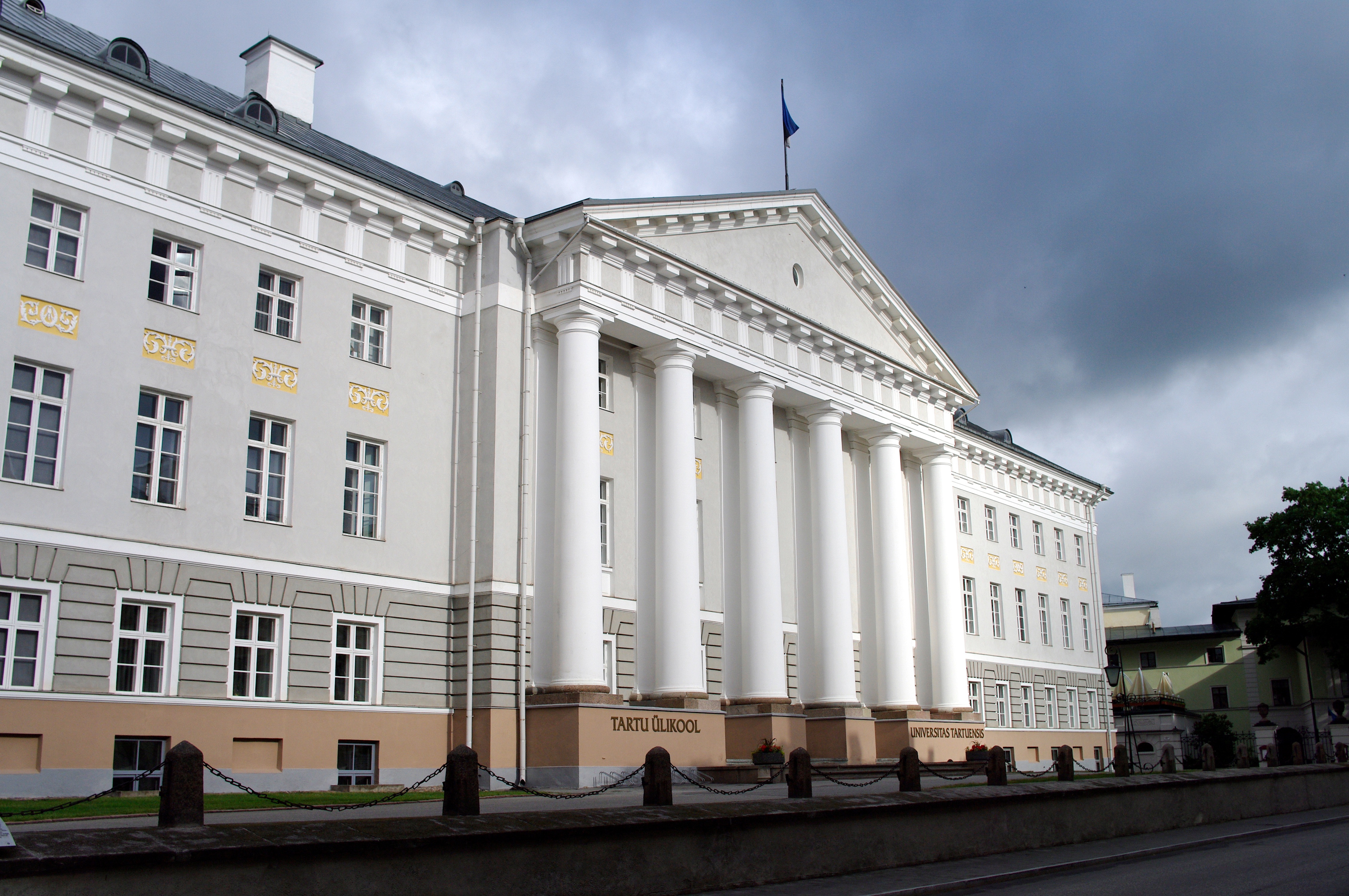
L'université de Tartu/Dorpat rouverte en 1802 (le bâtiment sur la photo date de 1809)

L'éveil du sentiment national estonien est un processus très graduel qui se déroule tout au long du XIXe siècle. Durant la première moitié de ce siècle, la question de l'identité nationale est absente des préoccupations de la plupart des estoniens. Il n'y a alors ni classe moyenne ni vie intellectuelle proprement estonienne ; la culture germanique constitue la référence tandis que les questions du servage et de l'accès à la propriété foncière monopolisent les combats des indigènes : les paysans estoniens sont d'ailleurs prêts à émigrer ou à se convertir à une foi étrangère pour améliorer leur sort. L'impulsion initiale vient paradoxalement des Germano-Baltes. La réouverture en 1802 de l'université de Tartu (Dorpat à l'époque), fermée depuis 1711, va contribuer au développement du courant estophile.
Les cours sont exclusivement en allemand jusqu'en 1889, quoiqu'une chaire d'estonien, destinée essentiellement aux futurs pasteurs luthériens, est créée en 1803. L'université, qui accueille entre 600 et 700 étudiants et 37 professeurs au milieu du XIXe siècle, comprend des facultés de sciences, d'histoire et de lettres, de droit, de médecine et de théologie. Les enseignants sont initialement d'origine allemande, mais à partir de 1841, le corps professoral est exclusivement d'origine locale c'est-à-dire germano-balte. Ce foyer intellectuel va accentuer l'influence culturelle allemande, ce qui, de manière paradoxale, va favoriser l'émergence du mouvement national estonien. Le début du XIXe siècle est en Allemagne la grande époque du romantisme qui se traduit notamment par un intérêt croissant pour les traditions et les langues locales. C'est ainsi qu'un petit cercle d'intellectuels, essentiellement germanophones, va se consacrer à l'étude du milieu estonien. Le pasteur Johann Heinrich Rosenplänter publie entre 1813 et 1832 une revue savante à diffusion restreinte, rassemblant des articles sur la linguistique, l'histoire, la mythologie et le folklore estoniens. En 1836 paraît le journal Das Inland (« Le pays d'ici » en allemand) qui consacre une partie de ses pages au même sujet. En 1838 est fondée à Tartu la Société savante estonienne (Gelehrte Esthnische Gesellschaft). Enfin la Société littéraire estonienne (Esthnische Literarische Gesellschat) est créée en 1842 à Tallinn. Cet intérêt pour la culture estonienne se conjugue avec la volonté d'améliorer la condition du paysan estonien : des ouvrages d'éducation populaire touchant l'hygiène, l'agronomie, la lutte contre l'alcoolisme sont publiés. Mais beaucoup d'estophiles sont persuadés que les Estoniens, une fois mis sur la voie du progrès, vont à terme se germaniser comme les peuples de la Prusse : leur propre rôle est d'être les vecteurs de la civilisation, de faciliter la transition et de recueillir un patrimoine culturel appelé à disparaître.

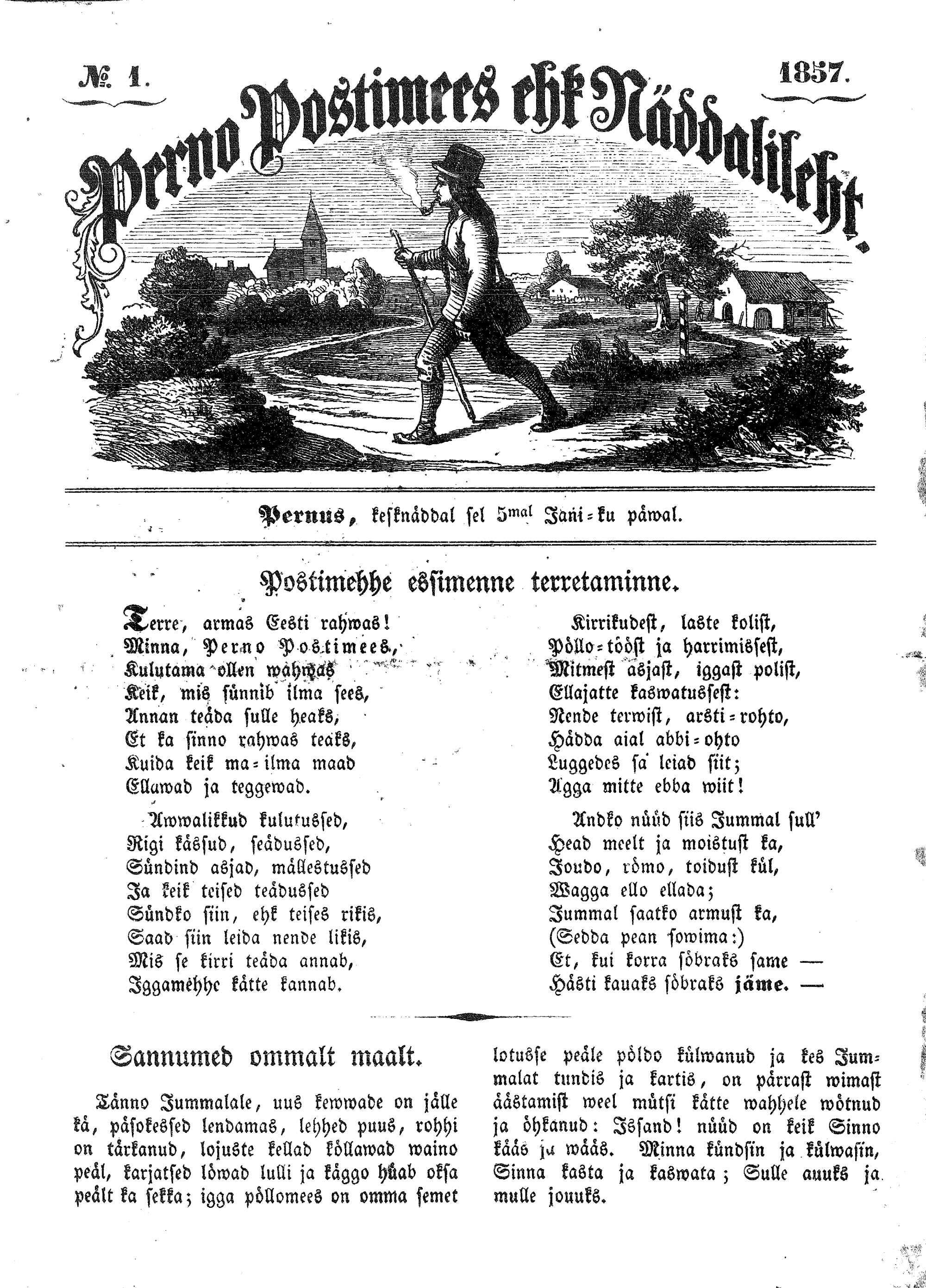
Premier numéro du quotidien Perno Postimees (1857)

Les estophiles cherchent à reconstituer le passé historique des Estoniens. Soucieux de valoriser leur sujet d'étude et en proie à une exagération caractéristique de cette époque romantique, certains d'entre eux tracent le portrait d'une société estonienne antérieure aux croisades baltes idyllique et raffinée. Ces études les mènent à s'intéresser à la Finlande qui utilise une langue apparentée, ce qui, dans l'optique herdérienne dominante, font des Finlandais et des Estoniens des peuples frères. La deuxième moitié du XVIIIe siècle en Europe a vu la publication de plusieurs récits mythologiques, censés être l'expression du génie de la Nation à l'imitation des œuvres d'Homère pour la Grèce et de l’Énéide pour Rome. Dans cette veine paraît en 1789 en Finlande la Mythologia Fennica œuvre de Christfried Ganander qu'un jeune poète estonien décédé prématurément, Kristjan Jaak Peterson (1801-1822), traduit du suédois en allemand. Ce texte, mais plus encore Kalevala, un recueil de légendes finlandaises arrangées par Elias Lönnrot et publié en 1835, vont servir de source d'inspiration pour Friedrich Robert Faehlmann. Ce pur Estonien, médecin de profession, est un des fondateurs de la Société savante estonienne. Il publie en allemand dans les années 1840 huit récits mythologiques qu'il dit inspirés de légendes recueillies dans les campagnes estoniennes mais qui sont, en fait, en partie empruntés à des œuvres étrangères et en partie le fruit de sa création. Il esquisse la rédaction d'une épopée estonienne centrée sur le géant Kalevipoeg, personnage de nombreux contes estoniens, mais décède sans avoir pu mener à bien sa rédaction. Son ami Friedrich Reinhold Kreutzwald, également médecin et estonien, reprend le flambeau. S'inspirant du panthéon mis en place par Faehlman, il rédige un poème monumental de 19 000 vers intitulé Kalevipoeg qui sera publié entre 1857 et 1861 en allemand et en estonien. Dès la génération suivante, l'ouvrage acquiert le statut d'épopée nationale. Si l'ouvrage n'est aujourd'hui plus vraiment lu, ses thèmes et ses personnages sont connus de tous les Estoniens.
À compter de 1830, les Estoniens, qui n'ont plus honte de leurs racines, prennent le relais des estophiles et se revendiquent comme estoniens (eeslane) un terme qui n'apparaît qu'à cette époque. Jusque-là les Estoniens se désignaient sous le nom de maarahvas (« les gens du pays ») et appelaient leur langue maakeel (« la langue du pays »). Mais l'allemand reste toujours la langue de la culture, dont la maîtrise est nécessaire à toute élévation sociale. L'estonien est encore à cette époque une langue rustique à laquelle il manque une grammaire et un vocabulaire permettant de manier des concepts abstraits. Les membres de la petite communauté intellectuelle estonienne vont forger au cours de la deuxième moitié du XIXe l'estonien moderne à l'aide de différentes méthodes : plusieurs milliers de termes sont créés à cette époque par néologisme, emprunts à d'autres langues ou au patois, etc. Des dictionnaires rédigés au début du XXe siècle contribueront à figer et à donner leur cohérence à ces travaux. La graphie de l'estonien, très influencée jusque-là par l'allemand, est remaniée pour reproduire de manière plus fidèle la prononciation ; elle est rapprochée de celle du finlandais ; ainsi le ö inspiré de l'allemand est désormais retranscrit en õ à la manière finlandaise. Une presse en estonien commence à apparaître grâce à l'activité des estophiles. Dans la première moitié du siècle, ce ne sont que des journaux éphémères aux tirages très faibles. Le premier véritable journal est le Perno Postimees (le postillon de Përnu) édité par Johann Voldemar Jannsen de 1857 à 1864 qui compte 2 000 abonnés.

### L'économie estonienne à la fin duXIXesiècle

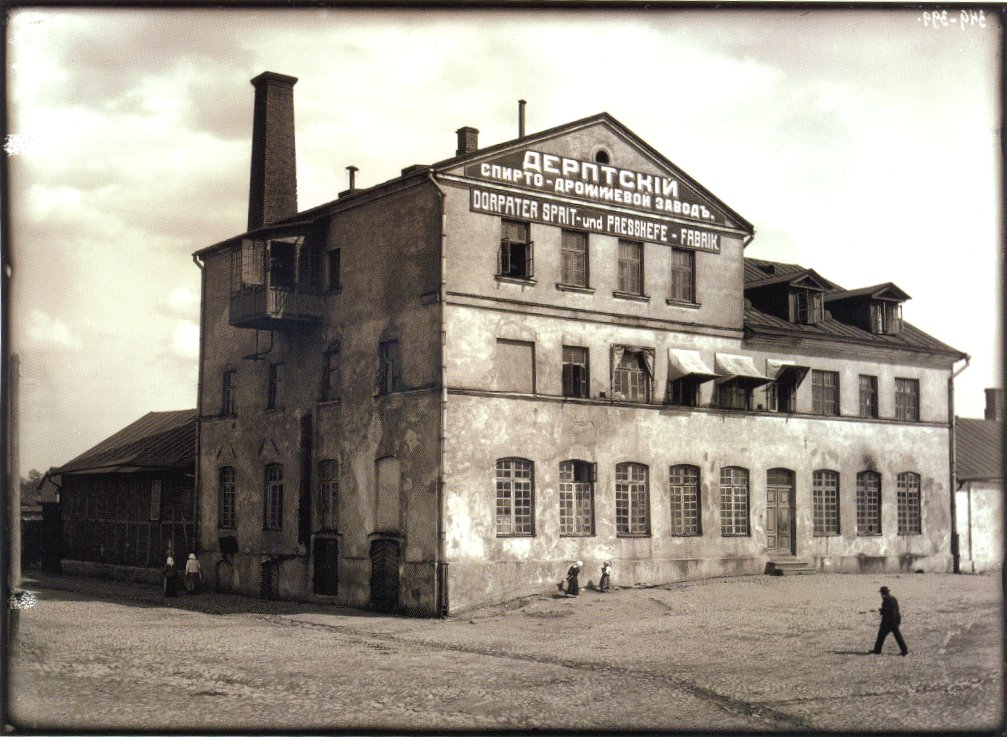
Usine de levure à Tartu/Dorpat en 1914

À la fin du XIXe siècle, le territoire qui correspond à l'Estonie moderne compte 960 000 habitants dont 3,9 % se déclarent russes et 3,5 % allemands. Alors que les campagnes sont désormais relativement surpeuplées, l'émigration vers d'autres pays, bien qu'elle soit officiellement autorisée depuis 1863, est limitée à la Russie où l'on compte à cette époque 110 000 Estoniens concentrés dans les régions voisines. Le Zemstvo, assemblée locale élue au suffrage censitaire institué en 1865 par Alexandre II, est mis en place dans les pays baltes à partir de 1870 et permet pour la première fois aux Estoniens de jouer un rôle actif dans la vie politique locale des villes. Un système similaire est créé à l'échelon du vallad dans les campagnes. Les réformes d'Alexandre II touchent également les relations entre les gros propriétaires fonciers et les paysans : l'oukase de 1866 interdit les châtiments corporels, impose le paiement des fermages en argent et limite le pouvoir du mõisnik dans l'assemblée locale. Ces gros propriétaires fonciers, confrontés à des difficultés financières croissantes, vendent progressivement les terres qu'ils n'exploitent pas directement et en 1900 les fermiers de Livonie sont propriétaires de 86 % des terres qu'ils cultivent au prix toutefois d'un fort endettement. Il existe même quelques mõisnik de souche estonienne ; le premier apparaît en Livonie en 1867. La classe des petits et moyens propriétaires et fermiers estoniens constitue désormais le cœur d'une population rurale instruite (97 % des Estoniens savent lire et 78 % lire et écrire). Les deux tiers des agriculteurs estoniens sont de simples ouvriers agricoles. Les pratiques agricoles évoluent rapidement avec la généralisation des engrais. Mouvements coopératifs et systèmes de financement s'amorcent au tournant du siècle. Les céréales, dont la culture est devenue moins rentable face à la concurrence désormais ouverte des grandes régions céréalières du monde, sont remplacées par la pomme de terre, qui devient la base de l'alimentation des paysans estoniens, la culture du lin et l'élevage de vaches, qui fournit en produits laitiers la capitale russe.
La population des villes s'est fortement accrue au cours des dernières décennies - Tallinn compte 64 000 habitants - et les germanophones y sont désormais très minoritaires. L'industrie commence à occuper une place notable (24 000 ouvriers en 1900 essentiellement à Narva et à Tallinn) grâce à la proximité de la mer Baltique et de la capitale de l'Empire russe. Les productions principales sont le textile, les produits métallurgiques, les machines-outils et le papier ; pour ce dernier produit la région fournit 70 % de la consommation de l'Empire russe. Les capitaux utilisés sont majoritairement d'origine étrangère. La première ligne de chemin de fer est construite en 1870 et relie Tallinn, Narva et Saint-Pétersbourg. L'activité portuaire de Tallinn se développe mais est dépassée par celle de Riga qui, grâce à situation sur le fleuve Daugava, draine le trafic commercial d'une partie de la Russie d'Europe.

### La tentative de russification (1885-1904)

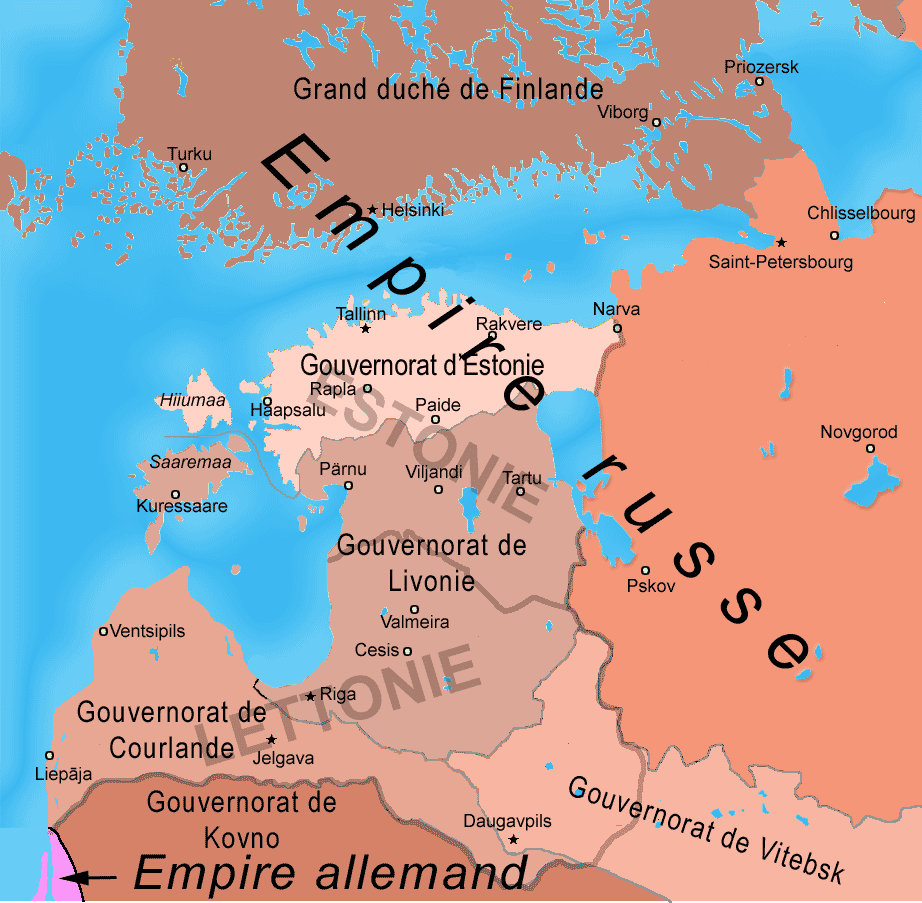
L'Estonie dans l'Empire russe à la fin du XIXe siècle

En 1871 la renaissance d'un empire allemand au nationalisme agressif contribue à modifier le regard que portent les dirigeants russes sur les États baltes. Les Germano-baltes ne sont pas insensibles à la naissance d'une nation allemande moderne et forte. Par ailleurs la révolte polono-lituanienne de 1863 entraîne un regain de méfiance du tsar vis-à-vis des peuples de l'Empire situés sur les marges occidentales de la Russie. Le courant de pensée panslaviste, réponse au pangermanisme allemand, se développe en Russie : au sein de l'empire certains souhaitent renforcer l'identité russe des régions peuplées de non russes. Mais cette idéologie, qui prône la naissance d'un État-nation russe est difficilement applicable à un empire qui compte 57 % de non-russes (en 1897). Elle a, de ce fait, peu d'influence sur la politique des tsars. Mais après l'assassinat d'Alexandre II en 1881, qui marque un coup d'arrêt brutal à une période de réformes, Alexandre III adopte en partie les thèses des panslavistes. Il refuse notamment de reconduire les privilèges des Germano-baltes et donne comme instruction aux nouveaux gouverneurs des provinces baltes de renforcer la présence de l'État russe. Le russe devient la langue de l'administration et de la justice. Les fonctionnaires russophones remplacent les germanophones. Le pouvoir tente d'encourager sans succès les conversions à la religion orthodoxe et fait construire des églises orthodoxes comme la cathédrale Alexandre Nevski, située à deux pas du siège de la diète d'Estonie et inaugurée en 1900. Les écoles primaires passent en 1885 sous l'autorité du ministère de l'Éducation. Le russe devient progressivement la langue obligatoire sur l'ensemble du cursus scolaire. Des enseignants russophones remplacent les maîtres d'école ne maîtrisant pas suffisamment le russe pour enseigner dans cette langue. À l'université de Tartu (la ville est rebaptisée Iouriev, son nom russe d'origine), la plupart des enseignants, qui étaient jusque-là des germanophones, sont remplacés par des russophones. Les Germano-baltes sont ainsi pratiquement exclus de tous les domaines dans lesquels ils occupaient une position dominante depuis des siècles. Pour les Estoniens la politique de russification va, de manière paradoxale, renforcer à la fois le sentiment national et la position de la langue estonienne. Le russe est appris comme une langue utilitaire car il n'a pas le prestige de l'allemand. Ce dernier, qui était la langue de la culture chez les Estoniens les plus instruits, perd sa position dominante. Entre 1890 et 1900 l'estonien devient la langue des Estoniens cultivés.

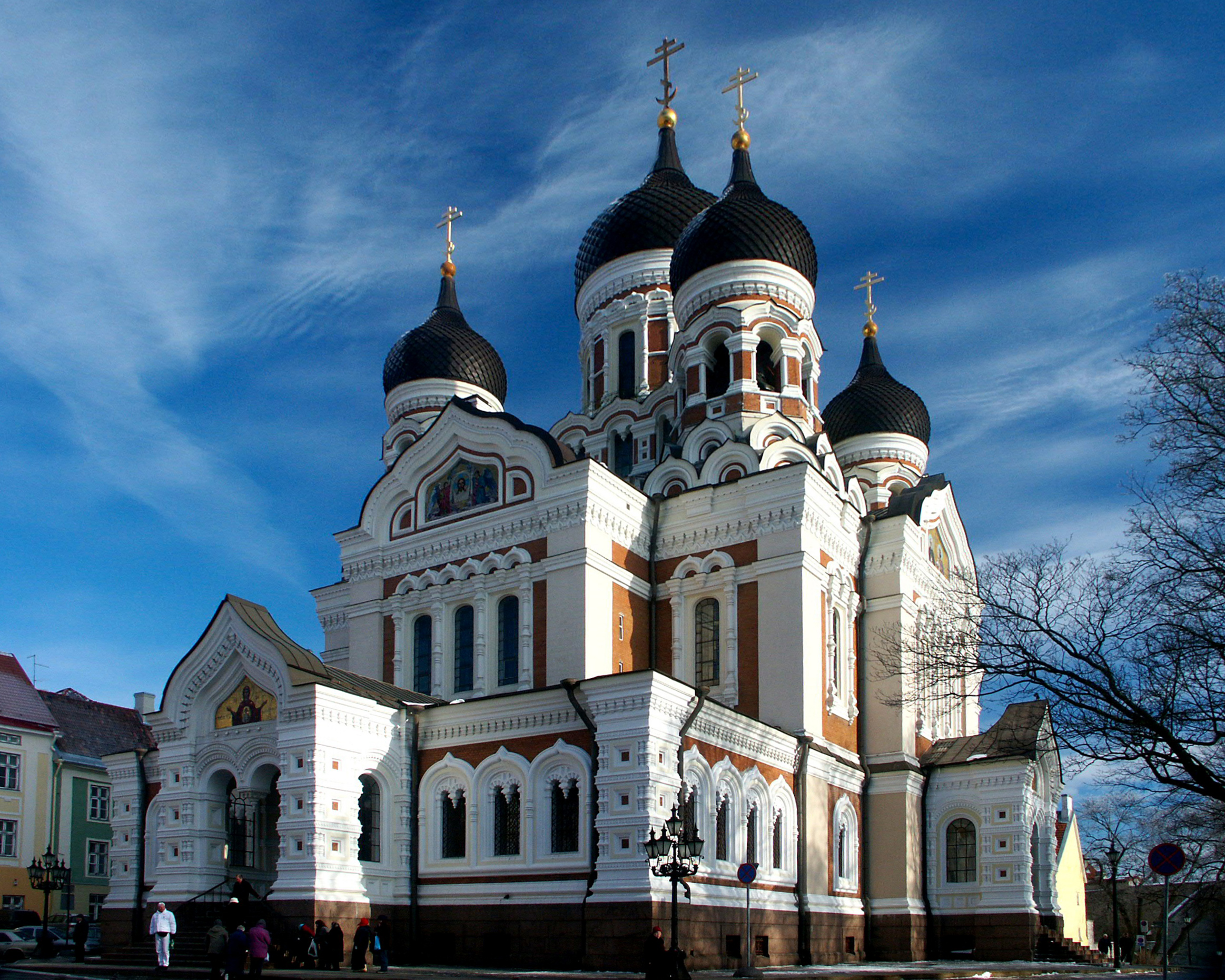
La cathédrale Alexandre Nevski construite à Tallinn dans le cadre du mouvement de russification

C'est sans doute également à cette époque que le sentiment national se répand chez une majorité d'Estoniens. Signe de cette vitalité du nationalisme estonien, le nombre d'associations qui se déclarent estoniennes s'accroît. Parmi celles-ci la Société des étudiants estoniens, fondée en 1870 mais reconnue par le recteur de l'université de Tartu en 1883 seulement, milite pour que l'estonien devienne la langue en usage dans les milieux intellectuels. Elle adopte, sur la suggestion de Jakob Hurt, un drapeau comportant trois bandes de couleurs bleue, noire et blanche disposées horizontalement, qui va devenir rapidement celui du mouvement national avant d'être adopté par l'Estonie indépendante. Après le décès d'Alexandre III en 1894, l'autoritarisme du pouvoir russe s'atténue et le mouvement national estonien peut se politiser. Les leaders du mouvement ne demandent pas l'indépendance, qu'ils n'envisagent pas, mais la reconnaissance de leur existence en tant que peuple et l'égalité des droits avec les Germano-baltes. L'une des figures les plus en vue est Jaan Tõnisson. Ce juriste, ancien président de l'association des étudiants estoniens, prend la direction du principal journal estonien, le Postimees, en 1896 : il milite pour la reconnaissance du peuple estonien dans le respect de la loi avec pragmatisme, c'est-à-dire au besoin en s'alliant aux Germano-baltes. Conservateur, il considère, comme de nombreux politiciens estoniens du XXe siècle, que l'identité de la nation estonienne se trouve dans ses racines rurales. L'avocat Konstantin Päts, future figure politique majeure de l'Estonie indépendante, fonde à Tallinn le deuxième quotidien estonien Teataja (Le Héraut). Plus radical, il souhaite écarter les Germano-baltes du pouvoir et, sans adhérer aux thèses socialistes, s'intéresse au sort des couches les plus défavorisées de la population urbaine. Aux élections municipales de 1904, les nationalistes estoniens présentent pour la première fois des candidats. Päts, allié à un parti russophone, remporte les élections à Tallinn et devient maire-adjoint de cette ville. Il existe quelques défenseurs estoniens de la russification qui mettent en avant notamment la faiblesse démographique des Estoniens. Un mouvement socialiste clandestin apparaît à l'université de Tartu dans les années 1890 tandis qu'une cellule du Parti social-démocrate russe (S.D.), dont les membres sont majoritairement estoniens, est créée dès 1902 à Tallinn.

### La Révolution de 1905

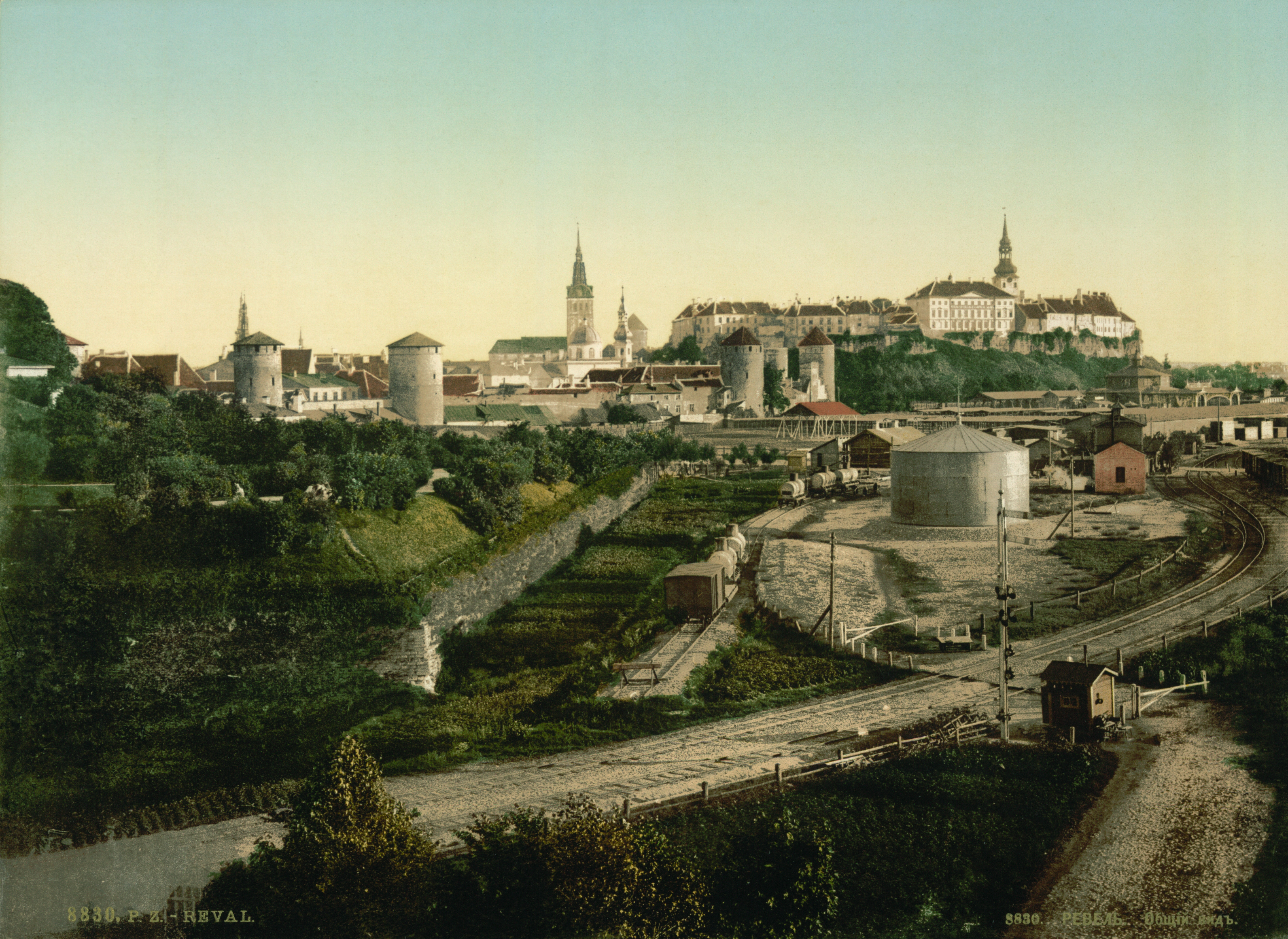
Tallinn dans les années 1890 (photochrome)

La Révolution russe de 1905 éclate à la suite de la défaite de l'Empire face au Japon dans un contexte de crise économique et sociale. Son déclenchement (dimanche rouge de Saint-Pétersbourg) est suivi de mouvements de grèves et de manifestations sur le territoire de l'Estonie analogues à ce qui se passe au même moment dans le reste de l'empire. Les représentants des courants nationalistes estoniens, sur le devant de la scène en l'absence de partis ou de syndicats, demandent des représentants élus au suffrage universel, une réforme agraire et une reconnaissance de la langue estonienne, mais à l'époque, l'idée d'indépendance, qui paraît irréaliste aux acteurs, n'est pas évoquée. Le 16 octobre, alors que l'anarchie s'est installée à Tallinn, l'armée ouvre le feu dans cette ville sur un rassemblement autorisé et fait entre 28 et 95 morts. Quelques jours plus tard, Nicolas II tente de calmer les esprits en promettant d'organiser sur le territoire de l'Empire russe des élections au suffrage universel et d'autoriser les partis politiques ainsi que les syndicats. Durant les 2 mois suivants, le gouvernement russe abandonne la politique de répression et de censure. Jaan Tõnisson fonde le Parti progressiste populaire (Eesti Rahvameelne Eduerakond ou ERE), premier parti politique estonien : celui-ci réclame l'établissement d'une monarchie russe parlementaire, l'autonomie politique de la région, et des droits accrus pour les paysans. Au même moment apparaît un parti socialiste marxiste, l'Union des travailleurs sociaux-démocrates d'Estonie, bien implanté dans les villes, tandis que les Germano-baltes fondent à Riga le Parti constitutionnel balte, d'idéologie progressiste mais reposant sur la prééminence de la culture allemande et de l'élite germanophone. Fin novembre, 800 délégués de l'ERE réunis à Tartu se divisent entre deux mouvements prônant des programmes opposés : les modérés demandent l'union des provinces baltes, la limitation du pouvoir des Germano-baltes et une réforme agraire progressive, tandis que les radicaux exigent l'expropriation des propriétaires fonciers, la collectivisation des terres et appellent à boycotter l'impôt et la conscription militaire.
Nicolas II décide de remettre de l'ordre dans l'empire. Dans les pays baltes la loi martiale est instaurée fin décembre 1905 et des arrestations sont opérées dans les milieux nationalistes et socialistes. Dans tout l'empire cette reprise en main attise les violences révolutionnaires. En Estonie les ouvriers de Tallinn s'en prennent aux grandes propriétés foncières. Près de 160 d'entre elles, sur les 1 000 que compte le territoire, sont gravement endommagées, parfois brûlées. Des troupes militaires, aidées dans certains cas par les milices formées par les propriétaires fonciers, rétablissent l'ordre de manière particulièrement brutale : il y a plus de 300 exécutions sommaires en Estonie et Livonie, 686 condamnations à mort dont 200 sont appliquées. De nombreux dirigeants nationalistes ou socialistes, dont Päts, sont obligés de s'exiler quand ils ne sont pas emprisonnés ou déportés en Sibérie. Les partis et les syndicats sont interdits, sauf l'aile modérée de l'ERE et du Parti Constitutionnel balte. Les journaux sont interdits de parution. En avril 1906 ont lieu les premières élections à la Douma russe. L'Estonie envoie cinq députés dont Jaan Tõnisson et un russe.

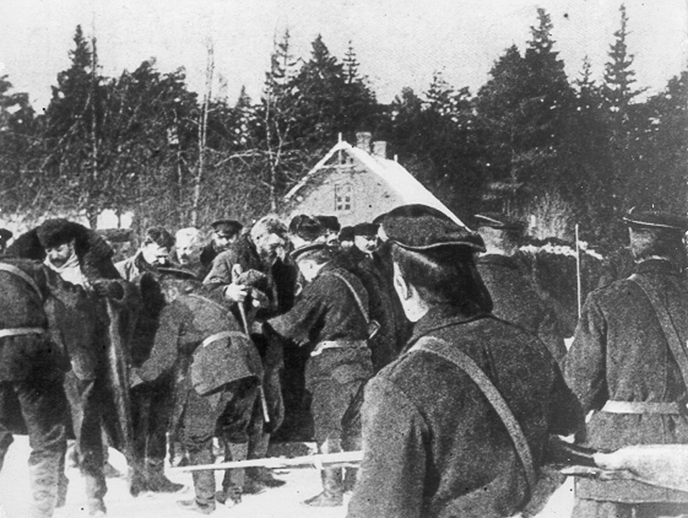
Troupes russes durant la répression à Tallinn en 1905

La majorité de la Douma s'accorde sur un programme que le tsar ne veut pas appliquer et l'assemblée est dissoute en juillet. Tõnisson fait trois mois de prison pour avoir protesté contre la dissolution. L'Estonie envoie cinq députés aux programmes plus radicaux, dont deux sociaux-démocrates à la deuxième douma (janvier 1907), qui est rapidement dissoute pour les mêmes raisons que la première. Pour obtenir une assemblée conforme à ses vues, Nicolas II modifie la loi électorale : dans les deux doumas suivantes (1907 et 1912) les Estoniens n'ont plus que deux représentants tandis que trois députés représentent les Germano-baltes de l'ensemble des pays baltes. Un Conseil Spécial chargé de mettre en place les réformes dans la région ne parvient pas à ses fins, car les Germano-baltes s'opposent à toute modification du statu quo. Par contre, les élections municipales permettent aux Estoniens de s'emparer de plusieurs municipalités détenues jusque-là par des germanophones.
La Révolution de 1905 contribue à radicaliser les positions politiques. Chez les sociaux-démocrates apparaît une scission entre d'une part les mencheviks et d'autre part les bolcheviks de Lénine hostiles au courant nationaliste ; ces derniers recrutent en Estonie parmi les ouvriers russophones et des ouvriers estoniens radicalisés tel que Jaan Anvelt. Les Germano-baltes, en réaction à cette montée du nationalisme, font venir depuis la Russie 20 000 colons germanophones qui s'installent essentiellement autour de Riga (moins de 500 en Estonie). Les relations entre les communautés germanophone et estonienne se tendent fortement. Malgré la crise politique de 1905, l'économie continue de prospérer et la population continue de s'accroître. Elle atteint 1,086 million en 1911 soit une augmentation de 17 % par rapport à 1897. Par ailleurs 200 000 Estoniens sont installés dans les autres provinces de l'Empire dont 50 % dans l'agglomération des Saint-Pétersbourg. La proportion des non-Estoniens reste stable à environ 10 % malgré l'existence d'un flux migratoire en provenance de la Russie. La population citadine représente désormais environ 20 % du total. Tallinn, en particulier, double de taille entre 1897 et 1913, atteignant 116 000 habitants à la fin de la période : les établissements de l'industrie lourde, en forte croissance, sont en grande partie situés dans cette ville qui est également, à partir de 1912, le port d'attache de la flotte russe de la Baltique. Une classe ouvrière forte de 50 000 personnes se forme essentiellement à Tallinn (41 % des emplois) et Narva (33 %). Les fermiers estoniens, en rachetant leurs tenures, détiennent désormais une proportion plus importante de terres que les grands propriétaires fonciers (58 %) mais la proportion des paysans sans terre s'accroît. Le mouvement coopératif connaît une forte croissance. Les Estoniens sont de plus en plus nombreux dans les professions libérales et intellectuelles : dans les années 1910 ils représentent un quart des médecins et une proportion encore plus forte de vétérinaires et d'ingénieurs. En revanche, dans l'enseignement supérieur, ce sont les russophones qui remplacent les germanophones. Les membres du clergé généralement nommés par les principaux propriétaires fonciers restent en majorité germanophones, ce qui explique sans doute la déchristianisation particulièrement forte de ce pays au cours du XXe siècle.

## De la Première Guerre mondiale à l'indépendance (1914-1920)

### La Première Guerre mondiale
L'entrée en guerre de l'Empire russe contre l'Empire allemand en août 1914 reçoit un accueil plutôt favorable dans les milieux nationalistes estoniens qui y voient le moyen de prendre une revanche sur les « oppresseurs germaniques ». Pour la minorité germano-balte c'est au contraire une catastrophe : les entreprises à capitaux allemands sont nationalisées, les établissements scolaires, les périodiques et les associations germano-baltes sont fermés. Pendant les trois ans que dure le conflit, l'Estonie, comme tous les autres pays belligérants, est profondément touchée par le conflit : 100 000 Estoniens sont mobilisés soit 20 % de la population mâle dont plus de 10 000 sont tués et environ 20 000 blessés. L'économie, privée d'une grande partie de sa main-d'œuvre, est désorganisée alors que l'inflation n'est plus contrôlée. Le commerce sur la mer Baltique est interrompu par le blocus de la marine allemande. En 1916 la tension monte dans la société : les villes, encombrées de réfugiés et de déserteurs, connaissent des problèmes d'approvisionnement, tandis que les grèves, qui se multiplient, atteignent le même niveau qu'en 1906.

### La Révolution russe
L'effondrement du régime tsariste en quelques jours, en février 1917, surprend tous les acteurs. La révolution qui s'ensuit est, au début, en Estonie comme dans le reste de l'Empire russe, peu violente car les forces de l'ordre refusent de défendre le régime. En Estonie, des soviets, composés essentiellement de militants socialistes recrutés parmi les ouvriers et les soldats, sont créés à Tallinn et Narva. Les russophones y sont majoritaires. Le pouvoir officiel coexiste avec ces deux instances sans coordination. Les nationalistes estoniens mobilisent l'opinion régionale et, à l'issue d'une manifestation qui rassemble 45 000 personnes devant le palais du gouvernement russe à Saint-Pétersbourg, obtiennent du gouvernement provisoire du prince Lvov un nouveau découpage des frontières des pays baltes. Une entité administrative baptisée Estonie est créée ; ses frontières coïncident avec celles de l'Estonie moderne (à l'exception de Narva). L'estonien devient la langue d'enseignement dans les établissements scolaires, les diètes sont abolies. Les fonctionnaires russophones sont renvoyés et le gouvernement russe autorise la formation d'un régiment estonien de 8 000 hommes en espérant que les soldats auront ainsi plus à cœur de défendre leur territoire contre les Allemands. Le maire de Tallinn, l'Estonien Janna Poska, est nommé commissaire du gouvernement de l'Estonie à titre provisoire en attendant l'élection d'une assemblée provinciale. Les élections ont lieu en mai dans les campagnes et en août et septembre dans les villes. La nouvelle Diète comprend 62 membres dont cinq bolcheviks, neuf mencheviks, huit S.R., sept représentants du Parti démocrate estonien, un représentant de la minorité germanophone et un autre de la minorité suédophone. Deux nouveaux partis apparaissent à l'occasion de cette élection : le parti agrarien auquel adhère Päts qui n'a pu fonder son propre parti comme il le souhaitait et le parti travailliste estonien. Dans les villes, à Tallinn et encore plus à Narva, les partis bolcheviques et S.R. sont majoritaires car ils peuvent s'appuyer sur une forte minorité russophone et des soldats sensibles à la propagande bolchevique qui réclame un arrêt immédiat des combats. Le parti bolchevique, qui comptait 200 militants en mars, en compte 20 000 en octobre. Fin septembre, les Allemands repassent à l'offensive en occupant l'île de Saaremaa alors qu'en Estonie l'anarchie s'installe.
À Petrograd, le gouvernement provisoire russe, qui tarde à mener à bien les réformes attendues et veut poursuivre la guerre avec l'Allemagne, perd tout soutien populaire. Lénine parvient à prendre le pouvoir à Saint-Pétersbourg en profitant de la faiblesse de l'opposition au cours de la révolution d'Octobre et décide de négocier immédiatement la paix avec l'Allemagne. Un armistice est signé en décembre tandis que l'armée russe se débande : les soldats veulent rentrer chez eux et massacrent dans certains cas leurs officiers. Le 27 octobre, soit 2 jours après la révolution d'Octobre, un comité militaire révolutionnaire d'Estonie, dirigé par le Russe Ivan Rabrchinski et l'Estonien Viktor Kingissepp, chasse le commissaire du gouvernement estonien Poska et prend le pouvoir au nom du nouveau régime. Mais les représentants politiques estoniens résistent : la Diète refuse sa dissolution et se proclame seul organe officiel du pouvoir en Estonie au cours de l'unique session qu'elle tiendra, les fonctionnaires se mettent en grève tandis que le conseil municipal de Tallinn parvient à repousser sa dissolution jusqu'en janvier. Les élections constituantes qui devaient avoir lieu sur l'ensemble du territoire de l'Empire russe sont maintenues par les bolcheviks. En Estonie, ceux-ci ont su séduire la population grâce aux promesses de paix, d'autodétermination des peuples et de réforme agraire. Ils obtiennent 40 % des voix contre 24 % sur l'ensemble du territoire russe. Le Bloc démocratique de Tönisson obtient 23 % des voix et le Parti travailliste 22 %. Fort de ce succès local, les bolcheviks décident de lancer un deuxième scrutin pour élire une assemblée constituante estonienne. Mais le vote, qui débute les 21 et 22 janvier, s'annonce beaucoup moins favorable pour les bolcheviks et ceux-ci décident de l'interrompre sous prétexte d'un complot des Germano-Baltes et des nationalistes et proclament l'état de guerre. Début janvier, l'assemblée constituante panrusse, où les bolcheviks sont minoritaires, avait été dissoute par ces derniers. Le comité des Anciens, émanation de la Diète estonienne, décide début décembre de mobiliser un embryon d'armée nationale. L'idée de l'indépendance commence à prendre corps au sein des hommes politiques estoniens, qui hormis les bolcheviks, n'attendent rien de positif de l'évolution en cours en Russie. Des représentants de la Diète proposent de former une fédération avec les pays scandinaves qui repoussent cette idée. Des contacts sont pris avec les puissances occidentales pour sonder l'opinion de leurs responsables politiques.
Les menaces se précisent au sein de l'Estonie où les bolcheviks commettent des actes de violence contre les prêtres, pratiquent des nationalisations et des confiscations arbitraires et déportent 550 Germano-baltes coupables, selon eux, de trahison. Les négociations entamées en novembre 1917 entre le gouvernement russe et l'Allemagne pour la signature du traité de Brest-Litovsk piétinent, Trotski tente de temporiser car les conditions imposées par l'Allemagne sont particulièrement dures. Le commandement allemand fait alors avancer ses troupes : à partir du 18 février 1918, au cours de l'opération Faustschlag  (en allemand : « Coup de poing »), l'armée allemande occupe l'ensemble de la Livonie, puis le nord du pays, sans que les forces russes désorganisées puisent s'y opposer. Durant la brève vacance du pouvoir qui sépare le départ des bolcheviks de l'arrivée des Allemands, le Comité de salut public qui a été désigné le 19 février par le Comité des Anciens pour diriger le pays et qui est composé de trois membres dont Päts et Vilms, proclame symboliquement l'indépendance de l'Estonie dans ses frontières historiques et ethnographiques. L'armée allemande achève l'occupation du pays le 3 mars. Le même jour, sous la pression de Lénine, lucide sur les capacités de l'armée russe, le traité de Brest-Litovsk est signé en mars 1918 : la Russie doit céder plus d'un quart de son territoire, notamment l'Ukraine, la Pologne, la Finlande et la Lituanie ; en ce qui concerne le territoire estonien les habitants de la Livonie et de l'Estonie doivent être rattachés à la Russie tandis que les territoires situés plus au sud, notamment Riga, sont cédés aux Allemands. Mais les partisans d'un État balte unifié sous la tutelle allemande sur le territoire du Baltikum, parviennent à convaincre Berlin de renégocier le traité ; en août les délégués russes acceptent, dans le cadre d'une clause additionnelle, de renoncer à leur souveraineté sur l'ensemble des provinces baltes.

### La guerre d'indépendance (1918-1920)

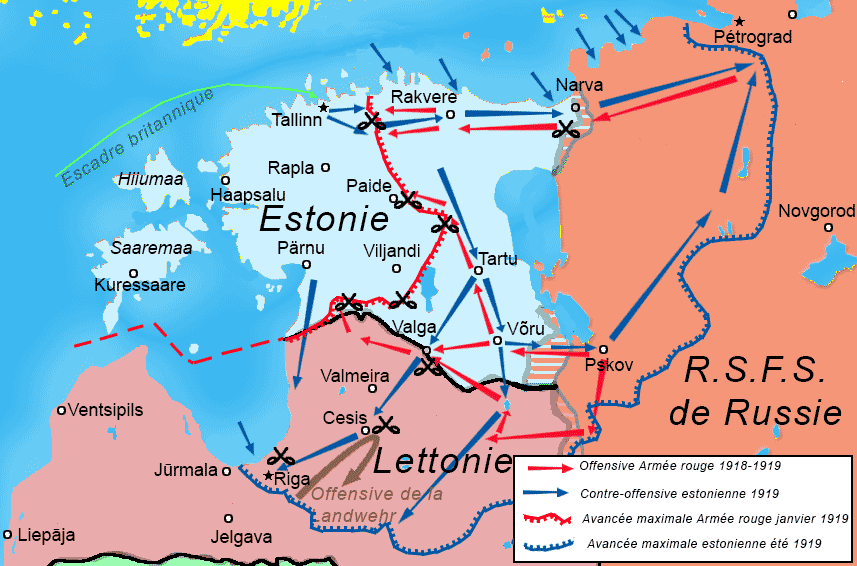
Déroulement de la guerre d'indépendance

L'occupation allemande de l'Estonie va durer 9 mois jusqu'à la défaite de l'Empire allemand en novembre 1918. Les Germano-Baltes reprennent les commandes de la région sous la tutelle des autorités militaires allemandes et annulent toutes les mesures prises en faveur des Estoniens depuis le début de la révolution. Environ 2 000 bolcheviks et nationalistes estoniens sont exécutés, dont sans doute Vilms. Le pays est pillé par le nouvel occupant qui manque de tout. Le système éducatif est germanisé et l'enseignement dans l'université de Tartu, qui a été rouverte, se fait désormais de nouveau en allemand. Les dirigeants germanophones mettent sur pied en avril un Conseil National (Landesrat) représentant les trois provinces baltes, qui est notamment composé de 35 élus germano-baltes (pour les trois régions) et de treize élus estoniens. Le Conseil propose à l'empereur Guillaume II d'Allemagne de créer un grand-duché balte sur le territoire du Baltikum. Les dirigeants allemands, qui ont pris d'autres engagements dans le cadre du traité de paix avec la Russie et qui ont une confiance limitée dans les dirigeants locaux, ne donnent leur accord qu'en septembre après avoir renégocié la cession de l'ensemble des Pays baltes par les Russes : la création du Duché balte uni est proclamée en novembre alors même que l'Empire allemand s'effondre. Durant cette période, les dirigeants estoniens, qui sont passés dans la clandestinité, ont pris contact avec les dirigeants de l'Italie, la France et le Royaume-Uni, qui acceptent de reconnaître le principe d'une indépendance de l'Estonie. Le 11 novembre, alors que les Allemands vaincus sur le front occidental déposent les armes, le gouvernement provisoire estonien sort de la clandestinité et Päts, qui a été libéré, en prend la tête. Le 21 novembre les occupants allemands lui remettent officiellement le pouvoir alors que le régime impérial allemand s'effondre dans la révolution allemande de 1918-1919.
Les dirigeants bolcheviques tentent de profiter de la nouvelle situation et dénoncent le 13 novembre le traité de Brest-Litovsk. Mi-novembre, un Comité révolutionnaire provisoire d'Estonie se proclame seul pouvoir légal en Estonie et demande à l'Armée rouge de libérer le pays. Les soldats russes passent à l'attaque le 22 novembre dans la région de Narva mais sont repoussés par les armées allemandes qui n'ont pas encore quitté le territoire. Une nouvelle attaque le 28 novembre permet la prise de Narva et, début janvier, l'Armée rouge occupe bientôt tout l'Est de l'Estonie.

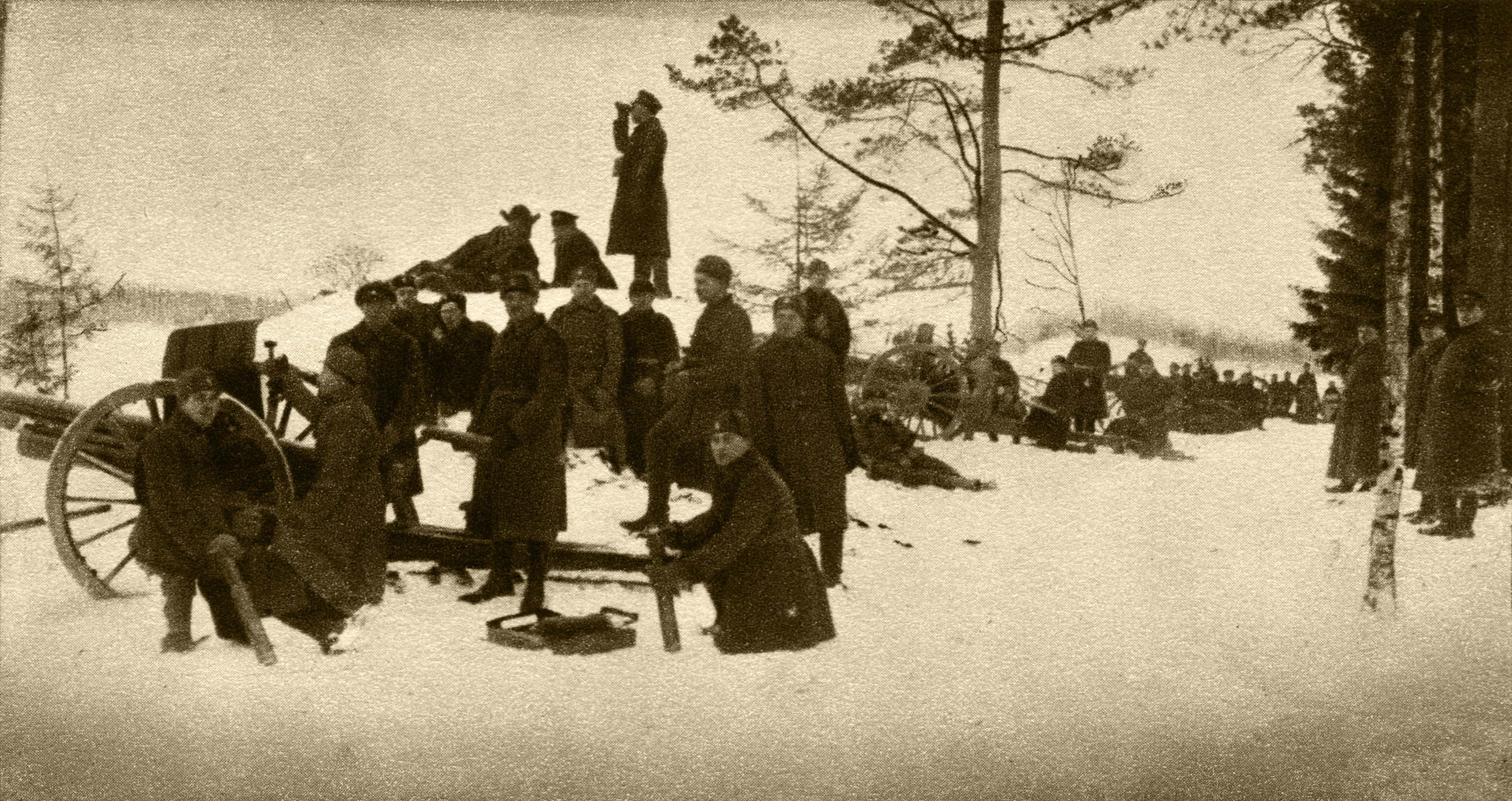
Batterie d'artillerie estonienne sur le front près de Narva en 1919

Le gouvernement provisoire tente de mobiliser sans grand succès les Estoniens et fait appel à l'aide de la Finlande et de la Grande-Bretagne. Kingissepp organise un soulèvement pro-bolchevique à Tallinn qui échoue. Une armée estonienne est finalement mise sur pied avec, à sa tête, le lieutenant-colonel Johan Laidoner, ancien officier de l'armée russe. Celui-ci reprend l'offensive à la tête d'une division estonienne assistée de volontaires plus ou moins bien organisés. La contre-offensive se déroule le long des voies ferroviaires et est appuyée par des trains blindés. L'armée estonienne reprend d'abord le contrôle de l'axe Tallinn-Narva avec l'appui de commandos débarqués sur la côte, qui sèment la panique sur les arrières de l'ennemi. Puis l'armée estonienne se tourne vers le sud et progresse le long de la voie ferroviaire qui conduit à Riga. La jeune armée a le dessus au cours de deux accrochages à Võru et Valga. Une escadre britannique fait escale à Tallinn en décembre 1918 pour repousser toute tentative d'attaque soviétique par la mer et apporter des munitions et des armes, tandis que la Finlande envoie du matériel et consent un prêt. Des volontaires lettons et scandinaves viennent prêter main-forte à l'armée estonienne. Le 1er février, cette coalition est parvenue à repousser l'Armée rouge en dehors du territoire estonien,.

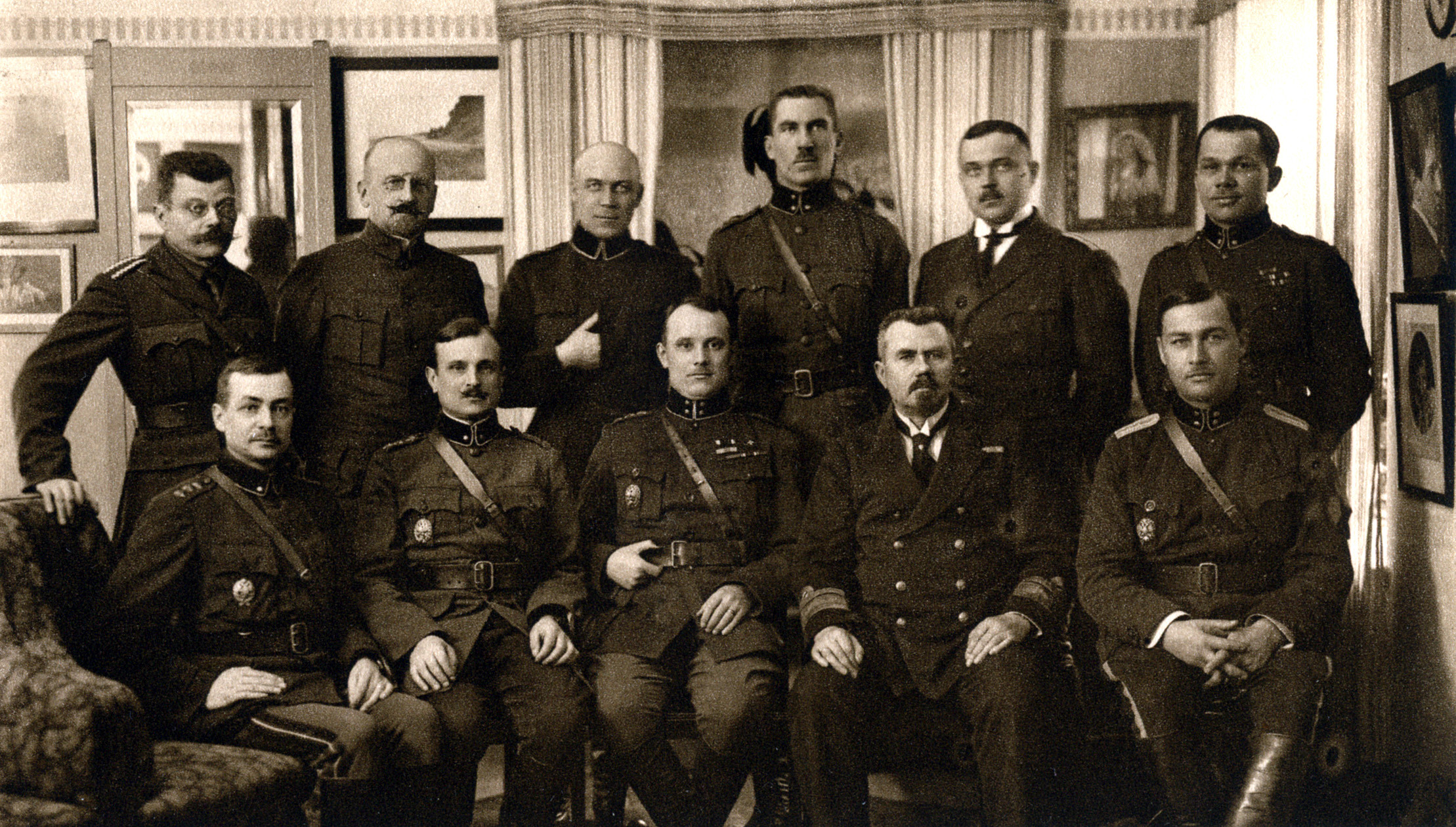
État-major de l'armée estonienne en 1920

En février 1919, l'Armée rouge reprend l'offensive dans le Sud-Est. En mai, les Estoniens parviennent à repousser celle-ci en territoire russe où elle reçoit le soutien de l'armée des Russes blancs de Nikolaï Ioudenitch. Mais l'entente entre les dirigeants des deux armées n'est pas parfaite car Ioudenitch, qui lutte pour rétablir l'Empire russe, est hostile à l'indépendance de l'Estonie. Une offensive conjointe contre Petrograd, soutenue par les alliés, échoue et l'armée estonienne réintègre ses frontières. Au sud, l'armée estonienne doit se battre contre les corps-francs allemands et la milice (Landswehr) composée de Germano-baltes commandés par le général allemand Rüdiger von der Goltz : ces armées, qui ont pris le pouvoir en Lettonie et tentent de reconstituer un État germanique avec l'appui officieux des dirigeants allemands, luttent à la fois contre l'Armée Rouge et les nationalistes baltes. Les Estoniens, assistés d'un bataillon letton (5 000 hommes en tout), défont les Allemands le 23 juin 1919 au cours de la bataille de Wenden. Cette victoire sur l'ennemi séculaire sera par la suite célébrée comme une fête nationale. En septembre 1919, l'Estonie engage des pourparlers de paix avec la Russie, mais la désapprobation des puissances occidentales et de leurs alliés baltes et scandinaves, qui espèrent restaurer l'Empire russe et ne veulent pas d'une reconnaissance implicite du régime bolchevique, fait échouer les négociations. L'Armée rouge repasse à l'attaque à Narva avec des effectifs renforcés, 160 000 hommes et 200 pièces d'artillerie, et l'armée estonienne la repousse avec difficulté. Les négociations reprennent en décembre 1919 et, après d'âpres discussions, les Estoniens signent avec les Soviétiques le traité de Tartu le 2 février 1920. Par celui-ci, la Russie soviétique reconnaît l'indépendance de l'Estonie. La nouvelle frontière ajoute au territoire estonien une bande de terrain située sur la rive droite du fleuve Narva ainsi que l'ensemble du pays setu au sud-est, soit environ 5 % de la superficie totale de l'Estonie. Les Russes d'origine estonienne, dont le nombre est estimé à 200 000, sont autorisés à rentrer en Estonie : seule la moitié de ceux qui présenteront des demandes, soit 37 500 personnes, parviendront à revenir. La plupart des batailles qui opposaient souvent des Estoniens entre eux mobilisaient des effectifs peu nombreux (quelques centaines d'hommes), ce qui explique la modicité des pertes estoniennes finales, environ 3 600 tués,.

## La première période d'indépendance (1920-1939)

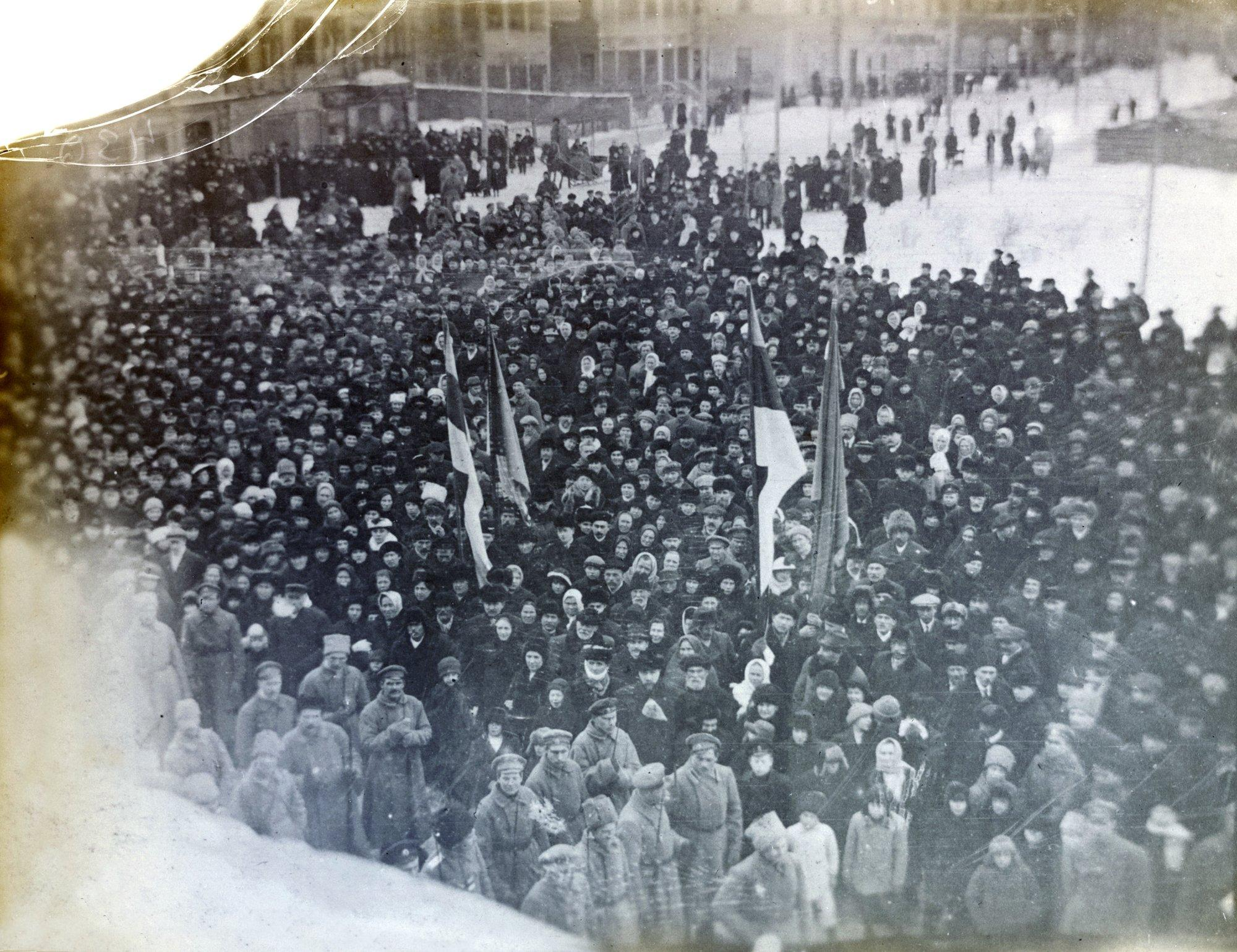
Déclaration d'indépendance à Pärnu

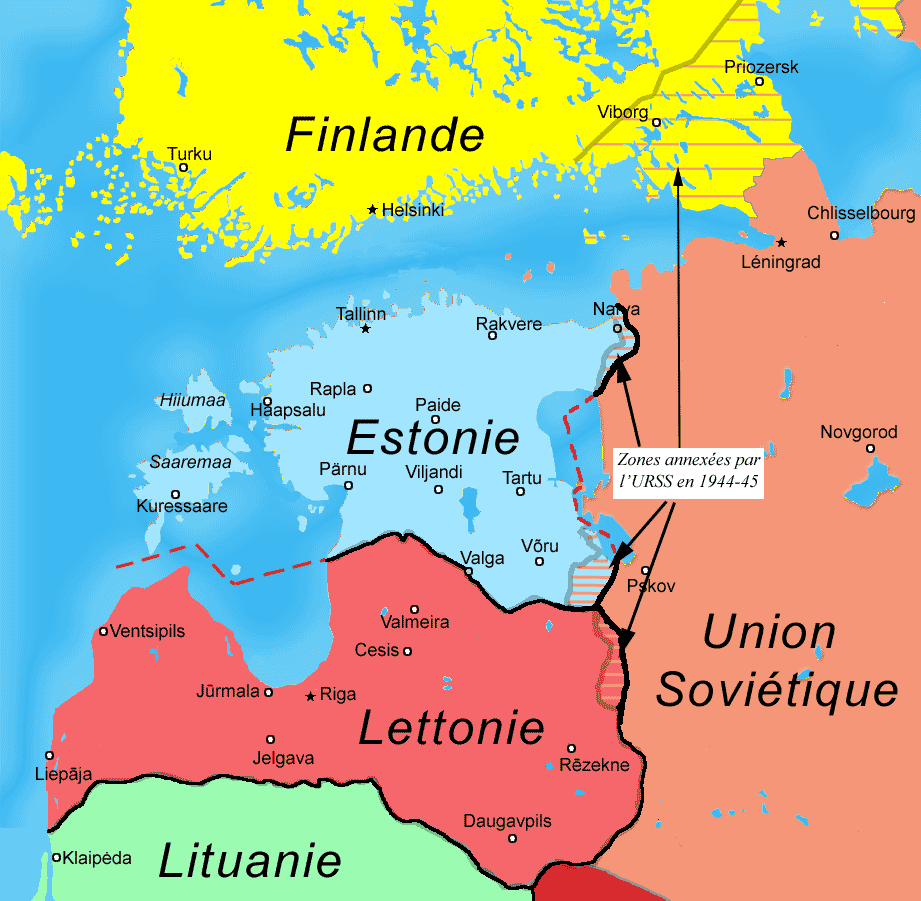
Territoires de la Lettonie et de l'Estonie à l'époque de leur première indépendance

### Les institutions de l'Estonie
Les premières élections de l'Estonie indépendante ont lieu en avril 1919 dès que l'Armée rouge a été repoussée en dehors du territoire national. L'assemblée constituante comprend une majorité de socialistes réformistes (71 sièges sur 120) élus grâce à un programme proposant une réforme agraire et promettant des emplois aux anciens combattants. Le parti du Premier ministre par intérim Päts n'obtient que 8 députés. L'assemblée met un an à définir la constitution du nouveau pays. Elle opte pour le régime parlementaire le plus proche des principes démocratiques, qui se révélera en pratique mal adapté aux temps de crise qui suivront et à l'immaturité politique de ce pays neuf. Le pouvoir législatif est représenté par une chambre unique de 100 représentants élus pour trois ans au scrutin proportionnel. Le chef du gouvernement fait également office de chef d'État ; il peut être révoqué à tout moment par les députés et n'a pas de droit de veto sur les décisions législatives. Les citoyens disposent de droits étendus dont ceux de pouvoir initier des référendums populaires à condition de recueillir suffisamment de signatures. Une loi votée dès octobre 1919 confisque les terres de pratiquement tous les mõisads terriens qui subsistaient à l'époque ainsi que les domaines de la Couronne et des Églises, soit en tout 55 % des terres arables de l'Estonie. Celles-ci sont par la suite redistribuées ou vendues aux paysans estoniens. En 1925 un statut légal très ouvert est accordé aux minorités suédoise, allemande, russe et juive.

### L'économie
Dès 1918 le pays se dote d'une monnaie, le mark. Mais les dettes contractées durant la guerre d'indépendance, l'absence de réserve monétaire et une politique de relance économique dispendieuse ont raison de cette devise qui est remplacée en 1927 par la couronne. La taille du marché intérieur de la Russie avait permis d'édifier de grands établissements industriels sur le territoire estonien mais ceux-ci disparaissent après l'indépendance. La mégapole de Saint-Pétersbourg constituait un débouché naturel pour les produits agricoles de la région mais la politique isolationniste du régime soviétique entraîne la rupture des liens économiques très forts qui existaient autrefois : l'URSS n'absorbe entre les deux guerres qu'une très faible partie du commerce extérieur estonien sauf durant une brève embellie liée à la politique de la NEP en 1921-1922. L'Estonie est pratiquement dépourvue de ressources naturelles et son marché intérieur est étroit. Elle peut difficilement trouver de nouveaux débouchés extérieurs à cette époque caractérisée par la montée du protectionnisme dans les pays occidentaux. Aussi ses dirigeants choisissent de développer l'agriculture en accord avec le credo faisant des Estoniens des paysans.
Les agriculteurs, qui représentent 67 % des actifs, sont alors majoritairement propriétaires de leur exploitation (83 % contre 40 % avant l'indépendance) et sont fortement motivés par les changements intervenus dans leur condition. Le nombre d'exploitations a bondi à la suite de la redistribution des terres de 75 000 à 120 000 et de nombreuses zones restées jusque-là en friche sont mises en culture. Le développement agricole est facilité par la création d'une banque dédiée au financement des exploitations et le développement d'un mouvement coopératif qui regroupe les deux tiers des agriculteurs dès 1928. Mais la taille réduite des exploitations, la faible viabilité des nouvelles terres mises en culture, l'absence de mécanisation et des infrastructures déficientes débouchent globalement sur un échec économique, même si l'agriculture estonienne réussit à se trouver des débouchés sur les marchés allemand et anglais. De son côté, l'industrie n'emploie plus que 31 000 ouvriers au lendemain de l'indépendance et connaît par la suite une croissance lente. La tourbe et les schistes bitumineux, jusque-là dédaignés, sont mis en exploitation, ce qui permet de limiter les importations de charbon. À côté de l'industrie agro-alimentaire, le secteur des sous-produits du bois se développe.
L'Estonie introduit la journée travaillée de 8 heures dès 1918 et des congés payés pour les ouvriers en 1934. Les conventions collectives se généralisent à partir de 1929. L'assurance maladie devient progressivement obligatoire. L'Estonie est, comme les autres pays européens, fortement touchée par la Grande Dépression qui se traduit dès 1930 par l'effondrement de ses exportations. La couronne est dévaluée en 1933 de 35 %. Le chômage atteint des valeurs inquiétantes tandis que le niveau de vie de l'Estonien subit une forte baisse. Toutefois, dans la seconde moitié des années 1930, l'économie du pays bénéficie de la reprise économique chez ses principaux partenaires et d'un climat politique apaisé par la mise en place d'un régime fort. Le bilan économique à la veille de la Seconde Guerre mondiale est finalement relativement bon.
Les villes estoniennes s'agrandissent : Tallinn compte 144 000 habitants à la veille de la Seconde Guerre mondiale contre 103 000 en 1919. Elle est suivie par Tartu (60 000 habitants), Narva et Pärnu. Malgré l'un des taux de natalité les plus faibles d'Europe, les Estoniens de souche forment désormais 85,5 % de la population (1934), suivis par les russophones 8,2 %, qui rassemblent des populations aux origines très diverses : vieux-croyants, russes blancs ayant fui la Révolution russe, ouvriers et artisans. L'estonisation des élites progresse rapidement : la proportion de germanophones dans le corps des pasteurs passe de 54 à 17 %. Le constat est le même dans l'ensemble des professions libérales. Par ailleurs, la proportion de germanophones dans la population diminue, passant à 1,5 % en 1934 : beaucoup ont émigré et leur taux de natalité est encore plus faible que celui de la population de souche estonienne.

### La vie politique dans l'entre-deux-guerres

#### Les débuts du régime parlementaire

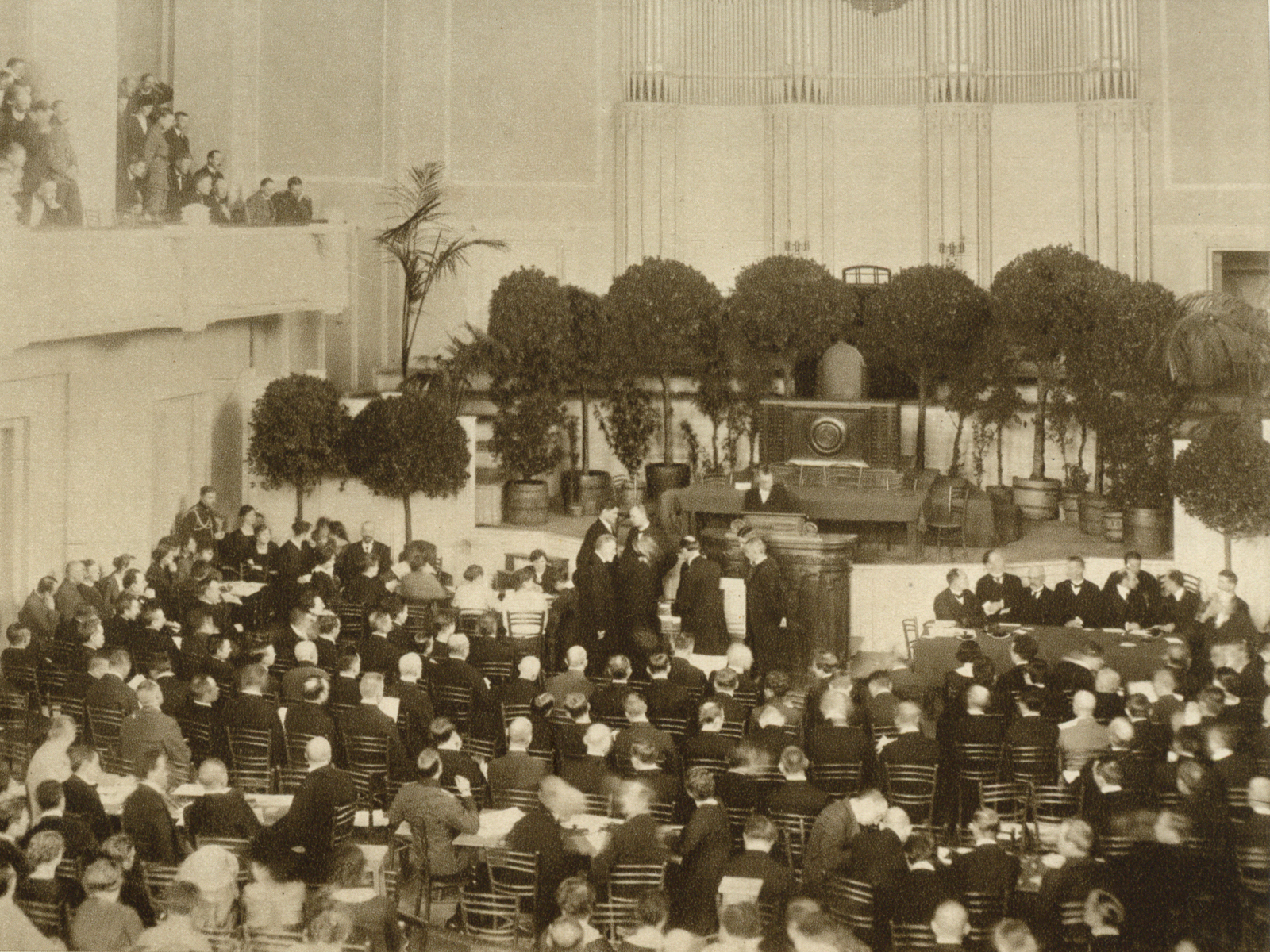
Première séance de l'assemblée constituante le 23 avril 1919

Les principaux partis politiques actifs entre les deux guerres mondiales sont le parti agrarien de Päts situé très à droite sur l'échiquier politique qui place la ferme estonienne au cœur de la nation, le parti populaire de Tönisson nationaliste et libéral bien implanté parmi l'intelligentsia nationaliste et la bourgeoisie urbaine dont Poska est également membre, le Parti travailliste estonien de Strandmann qui prône un socialisme non marxiste et le Parti socialiste des travailleurs estoniens de Rei doté d'un programme social-démocrate, membre de la Deuxième Internationale mais hostile aux communistes. Plusieurs petits partis représentent des groupes d'intérêts ou des minorités linguistiques. Les bolcheviks estoniens qui ont survécu au conflit fondent clandestinement en novembre 1920 le Parti communiste d'Estonie qui comprend 2 000 militants en 1924. Kingnissep, son chef, est exécuté en 1922. Le parti présente malgré tout des candidats sous des étiquettes de partis prête-noms qui parviennent à remporter 10 % des sièges aux élections législatives de 1923, et aux élections municipales qui ont lieu la même année 36 % à Tallinn et 25 % à Tartu. Moscou, qui n'a pas renoncé aux territoires baltes, utilise le parti pour tenter d'organiser un soulèvement contre le régime en place en décembre 1924. La tentative, qui n'a pu rassembler que 300 personnes, échoue et il s'ensuit une répression sévère qui se traduit par 155 condamnations à mort. Cet épisode affaiblit considérablement l'audience du parti jusqu'à la fin de la période.
Au début de l'existence de l'Estonie, les partis de gauche non communiste remportent 30 % des voix tandis que la droite agrarienne séduit environ 25 % des électeurs. Les gouvernements qui se succèdent durant les années 1920 rassemblent généralement une coalition de centristes et d'agrariens. La nature du régime parlementaire mis en place ainsi que la coexistence d'un grand nombre de partis (jusqu'à 14 en 1923) ne favorisent pas la stabilité gouvernementale ; comme en France et en Allemagne à la même époque, la durée de vie des gouvernements est généralement brève (un peu plus de dix mois entre 1920 et 1934). Le défilé au pouvoir d'un personnel politique, déchiré par des querelles de personnes plus que sur des programmes, et des campagnes de signatures incessantes pour l'organisation de référendums, écornent fortement l'image du régime auprès des électeurs ; un courant d'antiparlementarisme gagne rapidement en audience à la fin des années 1920 comme un petit peu partout en Europe.

#### La montée du populisme

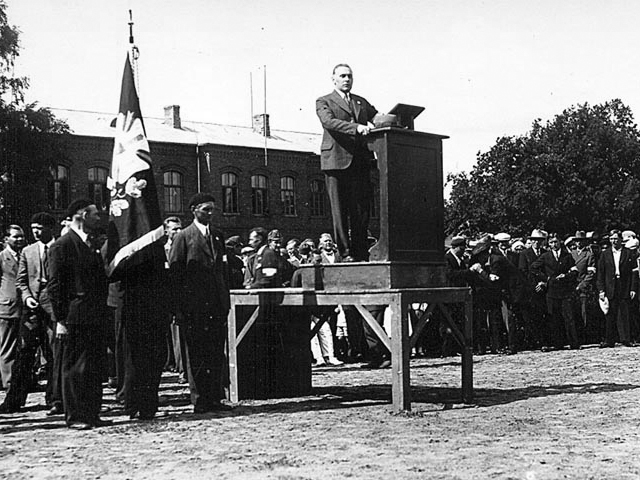
Meeting du mouvement de la Ligue des vétérans : l'orateur est Artur Sirk

Une association d'anciens combattants sait alors transformer le mécontentement général en un mouvement politique. La Ligue des vétérans de la guerre d'Indépendance (Eesti Vabadussõjalaste Liit) prend le relais en 1926 de plusieurs associations du même type. Ses objectifs, initialement plutôt corporatistes (priorité aux vétérans de la guerre d'indépendance sur le marché du travail), se transforment en programme populiste à partir de 1931 : le mouvement réclame une réduction drastique du nombre de députés, jugés inutiles, la mise en place d'un régime présidentiel fort, l'annulation des dettes de guerre et des subventions aux partis officiels et aux organisations culturelles, la lutte contre la corruption. Pour empêcher la Ligue de lancer un référendum soutenant son projet, les partis officiels soumettent leur propre programme de réforme du régime qui ne recueille que 49,2 % des suffrages exprimés. Dans un climat de crise économique aggravé et d'instabilité gouvernementale croissante (quatre cabinets se succèdent en deux ans), le parti de Tönisson lance un nouveau référendum en juin 1933, qui est rejeté par 67,3 % des voix. En août, le gouvernement dissout la Ligue et proclame l'état d'urgence sans mettre un terme à l'agitation. Finalement le gouvernement se résigne à soumettre au vote les propositions de réforme de la Ligue, avec le soutien de Päts et Laidoner. La nouvelle constitution est approuvée avec 77,9 % des voix et entre en vigueur en 1934. En attendant l'élection d'un président, un gouvernement de transition dirigé par Päts remplace celui de Tönisson qui, hostile au référendum, a dû démissionner. Les principaux candidats aux premières élections présidentielles sont Päts, Laidoner, Rei qui représente l'aile gauche, et enfin Andres Larka, président de la Ligue, donné grand favori. Mais Päts, qui sait ne pouvoir l'emporter, décide en accord avec Laidoner de prendre le pouvoir au nom de la défense de l'Estonie. Le 12 mars 1934, il rétablit l'état d'urgence qui avait été levé, nomme Laidoner commandant des forces armées et dissout la Ligue en utilisant le prétexte fallacieux que celle-ci prépare un coup d'État. Tous les responsables du mouvement, hormis Larka, sont arrêtés. La Ligue ne s'en remettra pas, d'autant qu'elle est déconsidérée par une tentative de coup d'État menée en décembre 1935.

#### L'Ère du silence (1934-1939)

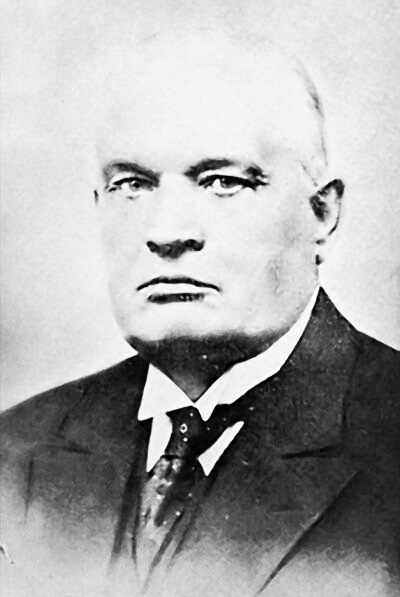
Konstantin Päts

La période qui suit et se prolonge jusqu'à l'invasion soviétique de 1939 est appelée l'« Ère du silence » (Vaikiv ajastu). Le putsch ne suscite pas de forte opposition. Les socialistes et les milieux intellectuels sont soulagés que le danger d'un fascisme soit écarté ; de nombreux Estoniens redoutaient que l'arrivée au pouvoir du mouvement soit le prélude d'une guerre civile. La reprise économique qui se manifeste à cette époque contribue également sans aucun doute à calmer l'opposition. Néanmoins, le régime qui est mis en place par Päts n'a rien d'une démocratie : la constitution est suspendue et l'état d'urgence est maintenu tout au long de la période, les partis sont interdits et remplacés par une unique Ligue patriotique. La censure est sévère. Un office de propagande est chargé de mettre en avant la primauté du groupe sur l'individu, le patriotisme (200 000 Estoniens abandonnent à l'époque leurs patronymes aux consonances germaniques) et les valeurs rurales. Une nouvelle constitution entre en vigueur en janvier 1938. Le nouveau régime est bicaméral. La chambre basse est élue au suffrage universel tandis que les 40 membres de la chambre haute ou Conseil d'État sont désignés par diverses institutions (chambres corporatives, institutions), le président se chargeant de désigner dix d'entre eux. Le président est lui-même désigné par un collège de grands électeurs comprenant les membres des deux chambres et des représentants des collectivités locales. Les premières élections ont lieu en 1938. Les opposants peuvent se présenter mais les partis sont toujours interdits. Finalement, 28 sièges sur 80 sont acquis à l'opposition mais dix de ces élus se rallient peu après au courant majoritaire.

#### Un contexte international de plus en plus menaçant
La naissance de l'Estonie indépendante ainsi que de celles des autres pays baltes se réalise aux dépens de ses deux puissants voisins, l'Allemagne et la Russie soviétique. Cette situation dangereuse semble compensée au début des années 1920 par la volonté de la France et le Royaume-Uni de maintenir un cordon sanitaire autour de la Russie bolchevique, dont fait partie l'Estonie. Un rapprochement avec la Russie, un temps espéré, est tué dans l'œuf par la tentative de putsch de 1924 téléguidée depuis Moscou. À partir des années 1930 la situation se tend en Europe avec l'incapacité de la Société des Nations à résoudre les conflits, la montée en puissance des dictatures et la crise économique qui avive les tensions et paralyse les démocraties. L'Estonie tente de signer des traités de protection bilatéraux avec le Royaume-Uni ou la France mais ces deux puissances se désintéressent désormais de la région. Une union des pays baltes, encouragée par les puissances occidentales, ne suscite qu'un intérêt très modéré des dirigeants estoniens qui estiment que les trois nations ont peu d'objectifs communs. L'Estonie cherche en vain à conclure un accord de défense avec la Finlande, qui n'y voit aucun intérêt, et avec la Suède qui se réfugie derrière son statut d'État neutre.

## Seconde guerre mondiale et occupation (1939-1991)

### La première occupation soviétique
Au début de 1939, dans un contexte international de plus en plus tendu, La France et le Royaume-Uni décident de mettre fin à la politique de conciliation avec l'Allemagne nazie qui se fait menaçante ; les dirigeants négocient avec l'Union soviétique pour obtenir son soutien. Mais les pourparlers s'enlisent et à la surprise des alliés, l'URSS signe finalement avec l'Allemagne le Pacte germano-soviétique ou « Pacte Molotov-Ribbentrop » le 23 août 1939. Ce traité de non-agression comporte des clauses secrètes délimitant les zones d'influence de l'Allemagne et l'URSS. Les dirigeants soviétiques, qui n'ont pas accepté l'indépendance des pays baltes qui prive l'Union soviétique d'un accès à une mer libre de glaces sur sa façade occidentale, obtiennent des Allemands que l'Estonie comme la Lettonie soient inclus dans la zone d'influence de l'URSS. Le 1er septembre l'armée allemande, qui ne court plus le risque désormais d'avoir à lutter sur deux fronts, envahit la Pologne, déclenchant l'entrée en guerre de la France et du Royaume-Uni et le début de la Seconde Guerre mondiale. Constatant que le conflit tourne à l'avantage de l'Allemagne, Staline déclare à son tour la guerre à la Pologne le 17 septembre et l'Armée rouge pénètre dans la partie orientale de celle-ci conformément au pacte.
L'Estonie se déclare immédiatement neutre, mais les dirigeants soviétiques exigent des négociations en exerçant un blocus maritime et terrestre du pays pour appuyer leur demande. Le président Konstantin Päts, qui sait que son pays est isolé, accepte de signer le 28 septembre un traité d'assistance mutuelle qui permet aux Soviétiques d'installer des bases navales sur le territoire estonien. L'Armée soviétique installe peu après des troupes terrestres en violation de ces accords. Adolf Hitler a négocié dans le cadre du pacte le rapatriement des germanophones sur le territoire allemand : ceux-ci doivent devenir les nouveaux colons de l'Allemagne agrandie. La quasi-totalité des Germano-baltes estoniens, soit 20 000 personnes, acceptent de répondre à l'appel du gouvernement nazi et quittent l'Estonie entre octobre 1939 et 1941, mettant fin à une présence qui avait marqué le pays depuis le XIIIe siècle.

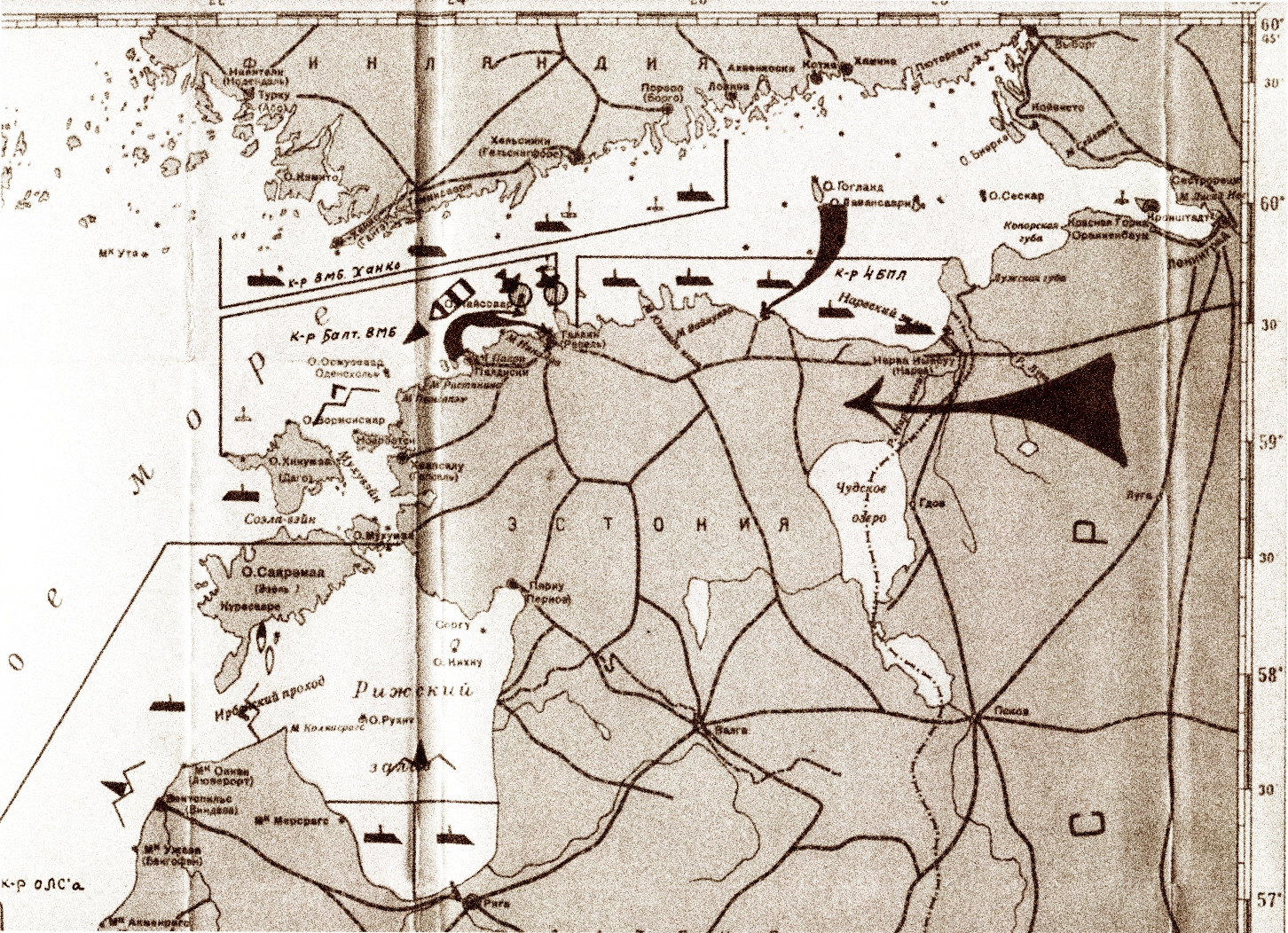
Plan du blocus et de l'invasion de l'Estonie par l'URSS (1940)

La défaite des alliés sur le front occidental permet à l'Union soviétique de franchir l'étape suivante. Le jour de l'entrée des troupes allemandes dans Paris (14 juin 1940), Moscou déclenche des incidents aux frontières des pays baltes puis adresse un nouvel ultimatum en prétextant que le pacte d'assistance mutuelle signé par ceux-ci en 1934 constitue une grave menace pour l'URSS. Les gouvernements baltes sont sommés d'ouvrir leur frontière aux troupes russes. L'Estonie, comme ses voisins, obtempère et, dans la nuit du 16 au 17 juin, 90 000 hommes et 600 tanks pénètrent sur son territoire sans rencontrer de résistance et prennent possession des principaux points stratégiques. Le général Johan Laidoner doit signer le « diktat de Narva » qui impose la restitution des armes, place les moyens de communication sous le contrôle de l'URSS et interdit les réunions politiques. Le gouvernement Uulots, sous la pression de pseudo manifestants, laisse la place à une nouvelle équipe composée en partie d'intellectuels non communistes dirigés par le médecin et poète Johannes Vares. Des élections largement truquées sont organisées à la mi-juillet : presque tous les candidats d'opposition sont récusés ; ceux présentés par les communistes remportent 93 % des votes avec une participation de 84 %. Le président Päts est démis de ses fonctions par l'assemblée et les élus proclament la république socialiste soviétique d'Estonie et demandent son incorporation à l'URSS. Le 6 août 1940, l'Estonie intègre officiellement l'Union soviétique. Le NKVD soviétique mène immédiatement une campagne de purge. Les principaux cadres dirigeants estoniens sont arrêtés et remplacés par des communistes, dont de nombreux Estoniens ayant résidé en URSS. Les Estoniens interpellés sont déportés en Russie ou parfois fusillés sur place. L'Estonie est dotée d'institutions soviétiques. L'assemblée prend l'appellation de Soviet suprême et l'exécutif est confié au Conseil des commissaires du peuple dirigé par Johanes Lauristin. Le parti communiste, qui compte environ 4 000 membres, est institué parti unique,.
L'économie est entièrement nationalisée hormis le commerce de détail. En principe les propriétés agricoles ne sont pas concernées par ces mesures mais environ un quart des terres sont confisquées sous des prétextes divers. Le marché du travail est désormais géré par les planificateurs soviétiques qui réaffectent les ouvriers estoniens au gré de la demande. Près de 2 000 ouvriers estoniens sont ainsi déportés à l'extérieur de l'Estonie. Le niveau de vie s'effondre. L'enseignement de l'histoire est entièrement revu ; les cours de marxisme-léninisme et de russe sont mis en avant tandis que les cours de religion et de langues anciennes disparaissent. La presse est placée sous le contrôle de l'État. Au printemps 1941, la tension croissante entre l'URSS et l'Allemagne entraîne un accroissement de la répression dans toutes les régions annexées récemment. Environ 6 000 Estoniens sont arrêtés entre janvier et juillet 1941, puis plus de 9 000 personnes (soit 1 % de la population estonienne) sont arrêtées le 14 juin au terme d'une opération soigneusement préparée et qui touche tous les pays baltes. Une grande partie des hommes arrêtés sont exécutés sur place ou en Union soviétique et la plupart des femmes et des enfants ne survivront pas à l'épreuve des camps. Une semaine plus tard, le 22 juin, l'Allemagne déclenche l'opération Barbarossa contre l'Union soviétique. Dès l'annonce de la guerre, les atrocités se multiplient sur le territoire estonien, tandis que 33 000 Estoniens sont incorporés de force dans l'Armée Rouge dont moins de la moitié reviendra vivants du conflit. Les armées allemandes, qui ont rapidement enfoncé le front soviétique, sont accueillies en libérateur par les Estoniens qui voient la fin de leur cauchemar. Une force de guérilla de plus de 10 000 Estoniens contribue spontanément à la libération du territoire de l'occupant soviétique. Les combats sur le territoire estonien, débutés le 7 juillet, s'achèvent le 21 octobre. Les Soviétiques avaient évacué environ 25 000 proches collaborateurs.

### L'occupation allemande (1941-1944)

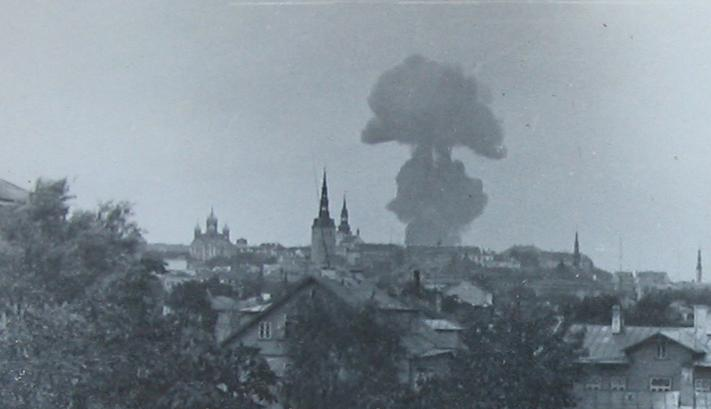
Tallinn bombardée par les Allemands lors de l'invasion de 1941

Il n'est pas question pour l'Allemagne nazie de rendre son indépendance, même de manière symbolique, à l'Estonie. Le pays est rattaché administrativement au Reichskommissariat Ostland qui comprend également la Biélorussie ainsi que les autres pays baltes ; le programme d'épuration ethnique Generalplan Ost lui est appliquée. L'occupant ménage toutefois les finno-ougriens qui, dans sa vision raciste du monde, font partie des peuples nordiques, donc supérieurs aux slaves et a fortiori aux juifs et à qui, de plus, une élite germanophone a montré l'exemple durant plusieurs siècles. Les exactions durant l'occupation allemande sont essentiellement limitées aux minorités que le régime nazi pourchasse : les Juifs qui n'ont pas fui, soit un quart des effectifs qui comptait plus de 4 500 personnes avant guerre, sont éliminés impitoyablement entre août et décembre 1941, ainsi qu'un nombre de Tsiganes peut-être équivalent, et 4 000 à 6 000, résistants et membres de bataillons de destruction. Par ailleurs, une dizaine de milliers de Juifs en provenance des pays voisins périssent dans des camps de concentration installés sur le territoire estonien, ainsi qu'environ 15 000 prisonniers de guerre russes. Le 19 septembre 1944, à la veille du retour de l'Armée rouge, l'occupant perpétue le plus grand massacre qu'ait connu l'Estonie au camp de concentration de Klooga en éliminant sauvagement environ 2 000 personnes, essentiellement des Juifs. Une petite minorité d'Estoniens, motivée essentiellement par l'anti-communisme, collabore avec les Allemands. Néanmoins les forces de sécurité estoniennes jouent un rôle actif dans les arrestations et les autochtones fournissent l'essentiel de l'encadrement des camps de prisonniers et des camps de concentration.
L'occupant accepte, à la demande des Estoniens, la constitution d'une milice chargée de poursuivre les communistes et de maintenir l'ordre, mais ce corps, populaire au début de l'occupation, perd rapidement tout attrait. En août 1942, les dirigeants nazis décident de constituer un corps de la Waffen-SS estonienne, nommé 20e division SS de grenadiers, qui ne réussit à recruter que 500 volontaires. À partir de février 1943, les classes 37 à 42 sont mobilisées par les Allemands sans grand succès : si plus du tiers des appelés sont malgré tout incorporés ou envoyés en Allemagne dans les industries de guerre, près de 6 000 jeunes gens rejoignent l'armée finlandaise qui combat l'Armée rouge tandis que le reste prend le maquis.

### La deuxième occupation soviétique (1944-1991)

#### L'invasion soviétique
À partir de 1943, les troupes allemandes, qui s'étaient profondément avancées dans le territoire soviétique, reculent. Début 1944, elles établissent une ligne de défense sur la Narva. À l'approche de l'Armée rouge qui avance inexorablement, un appel lancé par Uulots, le chef de gouvernement d'avant-guerre, parvient à mobiliser de 38 000 à 43 000 hommes pour repousser un envahisseur particulièrement redouté. Au total, près de 70 000 Estoniens se battent au côté des forces allemandes et parviennent à bloquer l'Armée rouge durant six mois dans l'Est de l'Estonie. Durant cette phase de la bataille, les bombardements aériens soviétiques détruisent le centre de Narva et de Tallinn. Mais l'évolution du conflit sur d'autres fronts et l'armistice demandé par la Finlande qui fait peser une menace sur l'ensemble de la côte balte entraînent le retrait des troupes allemandes, et finalement Tallinn tombe le 22 septembre 1944 ; la conquête de l'Estonie s'achève en novembre 1944. L'invasion de l'Armée rouge provoque un exode massif de la population qui craint des représailles comme celles qu'ont subies certains peuples caucasiens de l'URSS dans des circonstances similaires. Durant l'été 1944, près de 80 000 personnes soit 9 % de la population prennent la mer et tentent de s'échapper. Entre 4 000 et 7 000 d'entre elles périssent en chemin, victimes des chasseurs-bombardiers soviétiques qui attaquent les bateaux chargés de civils. Les survivants débarquent pour un tiers en Suède, le reste en Allemagne d'où la plupart gagneront par la suite l'Amérique du Nord. Cet exode est une catastrophe pour l'Estonie qui perd une grande partie de ses élites intellectuelles, du corps enseignant et des cadres religieux déjà décimés par les massacres qui ont précédé. À l'issue de ces événements, il ne reste plus que 25 % du corps professoral en Estonie ; le pays a perdu par ailleurs 20 % de sa population d'avant-guerre.

#### Le temps de la répression (1944-1949)

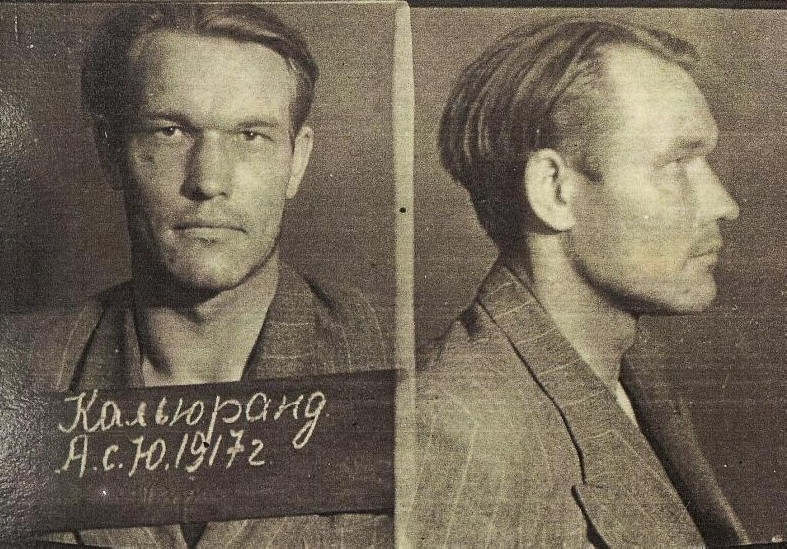
Ants Kaljurand un frère de la forêt photographié peu avant son exécution par les Soviétiques (1952)

Avant même que les combats en Estonie ne s'achèvent, les dirigeants soviétiques décident d'amputer le pays de plusieurs territoires représentant 5 % de sa superficie (la rive droite de la Narva et la région de Petchory). Il s'agit de lieux susceptibles de jouer un rôle stratégique et que l'URSS souhaite conserver dans l'éventualité de traités de paix qui l'obligeraient à restituer son indépendance à l'Estonie. Des campagnes d'arrestation reprennent et touchent entre 1944 et 1949 environ 75 000 personnes, dont un tiers est fusillé ou meurt dans des camps, le reste étant déporté. Les Estoniens qui ont lutté contre l'Armée Rouge et n'ont pu fuir le pays, ainsi qu'une partie de ceux qui ont refusé de se laisser enrôler par les Soviétiques, prennent le maquis comme dans les autres pays baltes : les frères de la forêt, qui sont dans les années 1945-1947 30 000 soit 4 % de la population, luttent avec l'espoir que les forces alliées viendront délivrer le pays de l'occupation soviétique. Le mouvement, bien que mal organisé, mal armé et pratiquement dépourvu de soutien extérieur, parvient à survivre et à mener des actions jusqu'en 1949. Pour à la fois briser le mouvement et la résistance à la collectivisation agraire en cours, les autorités soviétiques réalisent entre le 25 et 29 mars 1949 une déportation massive des paysans les plus entreprenants et des personnes ayant des activités politiques ou culturelles : 21 000 Estoniens sont envoyés en Russie d'Europe et en Sibérie, généralement dans des exploitations agricoles. Ils reviendront progressivement, à partir de la mort de Staline. Le mouvement des frères de la forêt, désormais pratiquement coupé de son soutien logistique, et impitoyablement pourchassé, s'affaiblit progressivement par la suite. Après 1960, la répression diminue et les déportations cessent.

#### Les organes de direction de la république socialiste soviétique d'Estonie

Les couleurs de la RSS d'Estonie remplacent le drapeau tricolore national de la république d'Estonie.

La république socialiste soviétique d'Estonie, créée par l'URSS au travers d'élections truquées pour administrer le territoire, est dotée d'un conseil des ministres et d'une assemblée législative élue au suffrage universel sur liste unique. Elle n'est pratiquement jamais convoquée. Le pouvoir réel est exercé par le Parti communiste d'Estonie qui est une section locale du Parti communiste d'URSS. Du vivant de Staline (1945-1953), le parti ne fait que mettre en œuvre les instructions venues de Moscou. Il accède à une certaine autonomie par la suite en particulier lorsque Khrouchtchev accède au pouvoir (1956-1964). Le parti, qui compte 2 400 membres en 1946, en rassemble 113 000 en 1988. Mais les Estoniens restent durant toute la période d'occupation minoritaires au sein du parti et de sa direction. En 1953 ils ne représentent que 44 % des effectifs du parti dont un tiers sont des « ïestoniens » (surnom donné aux Estoniens élevés ou ayant vécu en Russie reconnaissables à leur prononciation du E à la russe) ; la proportion des Estoniens de souche s'accroît par la suite mais en 1981 ils ne représentent toujours que 49 % des effectifs du parti. Au comité central et à la direction du parti la proportion est encore plus faible. Durant cette période les trois dirigeants qui se succèdent à la tête du parti et qui, à ce titre, exercent le pouvoir réel sur l'Estonie, sont tous des Estoniens russifiés : Nikolai Karotamm qui dirige le parti jusqu'en 1950 a passé 20 ans en Russie, Johannes Käbin qui prend sa suite et se maintient à ce poste jusqu'en 1978, a vécu à partir de l'âge de cinq ans en Russie et a dû réapprendre l'estonien tandis que Karl Vaino, qui remplace Käbin en 1978, est né en Russie, arrive en Estonie à 24 ans ne parlera jamais couramment la langue du pays. Mais il n'y a toutefois pas un véritable rejet du système puisque près de 20 % des familles estoniennes comptent au moins un membre dans le parti à la veille de l'indépendance et qu'une grande partie de l'intelligentsia estonienne y adhère. Le mouvement indépendantiste de la fin des années 1980 sera d'ailleurs largement mené par des membres du parti communiste estonien comme Edgar Savisaar qui par la suite assumeront des responsabilités au sein du pays redevenu indépendant.

#### L'économie collectivisée

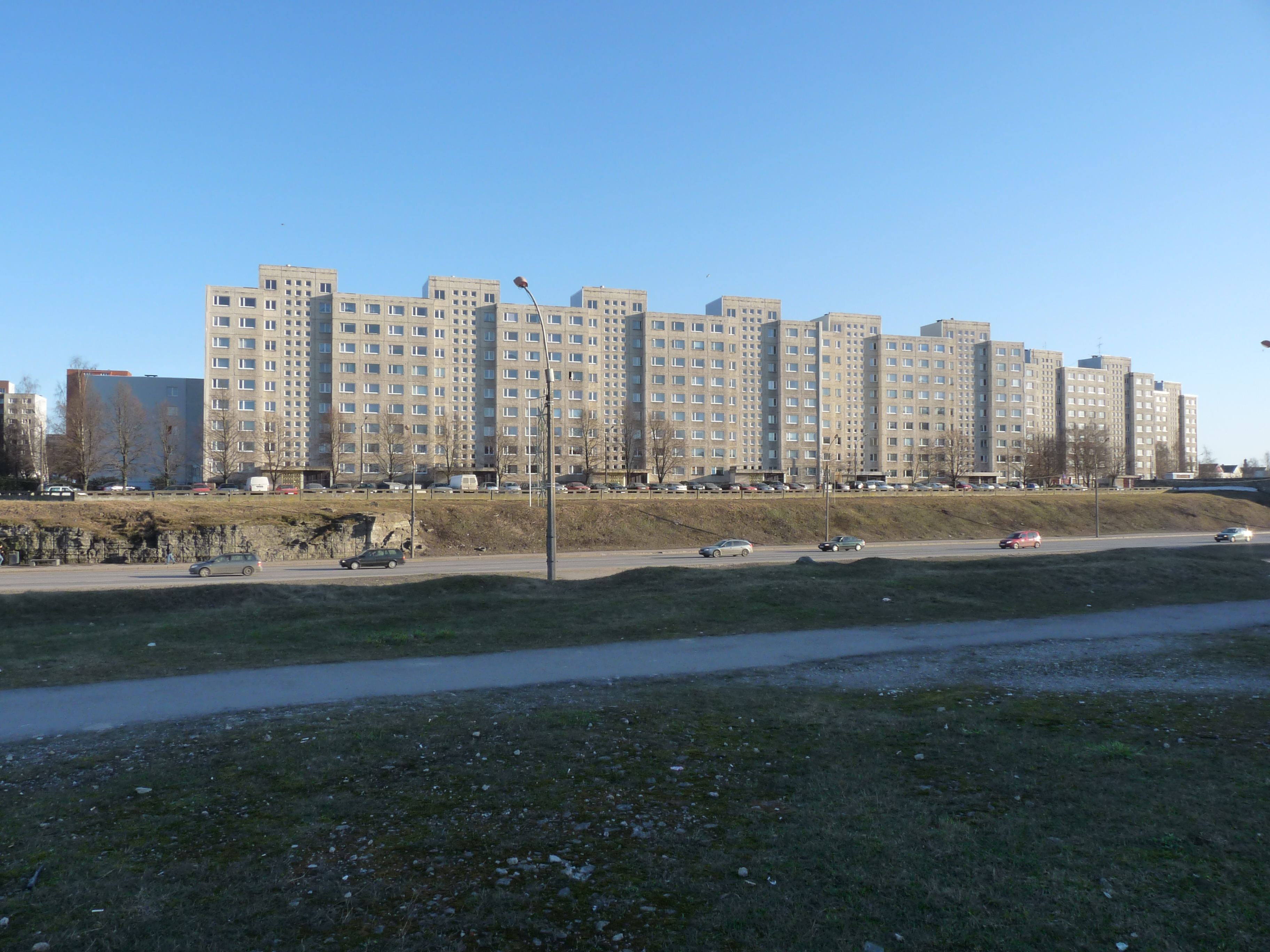
Grand ensemble typique de la période soviétique (Tallinn, Lasnamäe)

Au sortir de la guerre, l'Estonie est ravagée : les villes sont en grande partie détruites (Tallinn à 50 %, Narva à 97 %), ainsi que les établissements industriels (45 %). L'industrie est nationalisée et Moscou donne la priorité aux investissements dans l'industrie lourde, en particulier les industries énergétiques : l'extraction des schistes bitumineux de Virumaa est développée. Deux centrales thermiques (en 1975) brûlent une partie de la production et alimentent en énergie la mégapole de Leningrad. Après la mort de Staline, les responsables de la planification soviétique décident de spécialiser la région dans la production de machines-outils et de produits agro-alimentaires. Les établissements industriels les plus importants sont implantés dans la région de Tallinn. La croissance de l'industrie lourde très forte (+36 % entre 1946 et 1950 puis +14 % entre 1951 et 1955,+11,4 % de 1956 à 1960, +4,4 % de 1976 à 1980), qui fait de l'Estonie le meilleur élève de toutes les républiques socialistes, nécessite le recours à une main d'œuvre importante qui afflue depuis les régions russes avoisinantes. Le prix écologique est particulièrement lourd : la Virumaa est ravagée par les carrières d'extraction à ciel ouvert, les centrales thermiques, compte tenu du combustible utilisé, sont particulièrement polluantes. La mer Baltique et les côtes sont fortement dégradées par les effluents industriels en l'absence de stations d'épuration.
L'agriculture n'est pas immédiatement collectivisée car l'organisation du nouveau pouvoir n'est pas encore suffisamment étoffée. Les premiers kolkhozes apparaissent en 1947 ; ils se généralisent immédiatement après la déportation de 1949 destinée à briser toute résistance et les dernières fermes disparaissent en 1952. L'Estonie compte, en 1953, 934 kolkhozes agricoles (152 en 1985), 84 kolkhozes de pêche (8 en 1985), 115 sovkhozes (152 en 1985), tandis que les lopins individuels représentent 8 % de la superficie cultivée (4 % en 1985). Comme dans le reste de l'URSS la nouvelle organisation se traduit d'abord par une baisse de 10 % de la production agricole entre 1950 et 1955. Malgré l'inefficacité du système, la production agricole de l'Estonie est, en 1980, de 75 % supérieure à celle de 1939. Les paysans estoniens travaillent particulièrement dur sur leurs lopins privés au point de devenir le premier producteur de concombre de l'URSS.
Dans les années 1950, les femmes sont nettement plus nombreuses que les hommes à travailler (54 % des emplois en 1954). Ce déséquilibre, qui se retrouve dans la composition de la population (65 % de femmes en 1959), découle à la fois de l'émigration, des déportations et des conflits passés. L'industrialisation entraîne une forte croissance des effectifs du secteur secondaire, qui dépassent en 1960 ceux du secteur primaire avant de se stabiliser à 35 % des emplois. En 1980, le secteur tertiaire représente 50 % des emplois, mais sa productivité, comme dans tous les pays socialistes, est particulièrement faible. Conséquence de cette nouvelle répartition, les villes estoniennes croissent rapidement et la population urbaine regroupe 71 % de la population en 1984 contre 31 % en 1945. La répartition entre les centres urbains est très déséquilibrée : Tallinn compte en 1980 460 000 habitants soit un tiers de la population de l'Estonie.

#### La société estonienne durant l'ère soviétique
Le niveau de vie, après avoir baissé immédiatement après guerre, augmente de nouveau et il est bientôt plus élevé en Estonie que dans toutes les autres républiques socialistes. Mais la qualité de vie en résultant est, comme dans le reste de l'URSS, très basse comparée aux standards occidentaux à la même époque : des pénuries surviennent régulièrement sur des aliments de base donnant lieu à un important marché noir, les produits manufacturés sont de mauvaise qualité et les produits importés inexistants, sauf pour une minorité de privilégiés. À compter des années 1960, la croissance se ralentit, puis la stagnation s'installe dans les années 1980. Lorsque les premiers contacts sont renoués avec la Finlande dans les années 1980, les Estoniens constatent qu'un fossé s'est creusé entre le niveau de vie des deux pays. Sous le nouveau régime la liberté de mouvement est restreinte. De nombreuses zones militaires sur la côte abritent des bases militaires russes ou des villes fermées comme Sillamäe, interdites d'accès. Pour empêcher les fuites vers la Suède, la circulation dans les îles et sur la côte est limitée, seules quelques plages sont ouvertes à la baignade et seulement de jour. À l'intérieur du pays, la circulation des personnes est contrôlée par un système de passeport intérieur et l'accès au logement est lié à l'emploi rendant tout déménagement difficile.

#### L'immigration russophone et la lutte pour la survie de la culture estonienne
L'immigration massive des russophones dans le pays accompagne l'industrialisation rapide de l'après-guerre. La majorité des immigrants sont des ruraux venant des régions russes voisines, qui occupent des emplois peu qualifiés dans les usines : entre 1945 et 1953, les effectifs des Estoniens de souche, du fait des déportations et des exils massifs, passent de 855 000 à 780 000 tandis que 215 000 russophones s'installent dans le pays. Cette immigration continue par la suite à un rythme plus lent : 65 000 nouveaux arrivants entre 1953 et 1959, 300 000 entre 1960 et 1989. La proportion des Estoniens passe de 88,2 % en 1934, à 74,6 % en 1959, 68,2 % en 1970 et 61,5 % en 1989. Entre 1953 et 1989, la population totale passe de 1,14 million d'habitants à 1,565 million, mais cette croissance démographique est pratiquement entièrement due à l'immigration, car le taux de natalité des Estoniens est durant toute cette période un des plus bas d'Europe et ne permet pas le renouvellement des générations (15 pour mille en 1970). La minorité russophone est d'autant plus visible qu'elle est concentrée dans les villes du Nord et de l'Est alors qu'elle est absente des campagnes : elle est majoritaire à Tallinn (53 % en 1989) et forme de véritables enclaves russes dans les régions les plus industrielles : 95 % à Narva, 75 % à Kohtla-Järve.
Il n'y a initialement pas de volonté délibérée des dirigeants soviétiques de faire disparaître la culture estonienne. L'estonien continue à être la langue d'enseignement dans les écoles estoniennes ainsi qu'à l'université, contrairement, dans ce dernier cas, à ce qui se passe en Ukraine. Mais en 1978, l'arrivée de Karl Vaino à la tête du Parti communiste d'Estonie est suivie par un changement de politique : l'enseignement du russe se fait désormais dès la première année du primaire. À partir de 1976, les thèses des doctorats doivent être rédigées en russe dans les matières scientifiques. En 1980, 83 % des programmes télévisés sont en russe. Dans l'administration, les formulaires en estonien disparaissent. Les discours lors des grandes cérémonies sont en russe. Mais les Estoniens résistent : en 1979 la proportion d'Estoniens qui déclarent parler le russe est la plus basse de tous les peuples de l'URSS (24 %). Les Russes installés en Estonie affichent le même désintérêt pour la langue locale avec 13 % de locuteurs en estonien.

#### La révolution chantante (1985-1991)

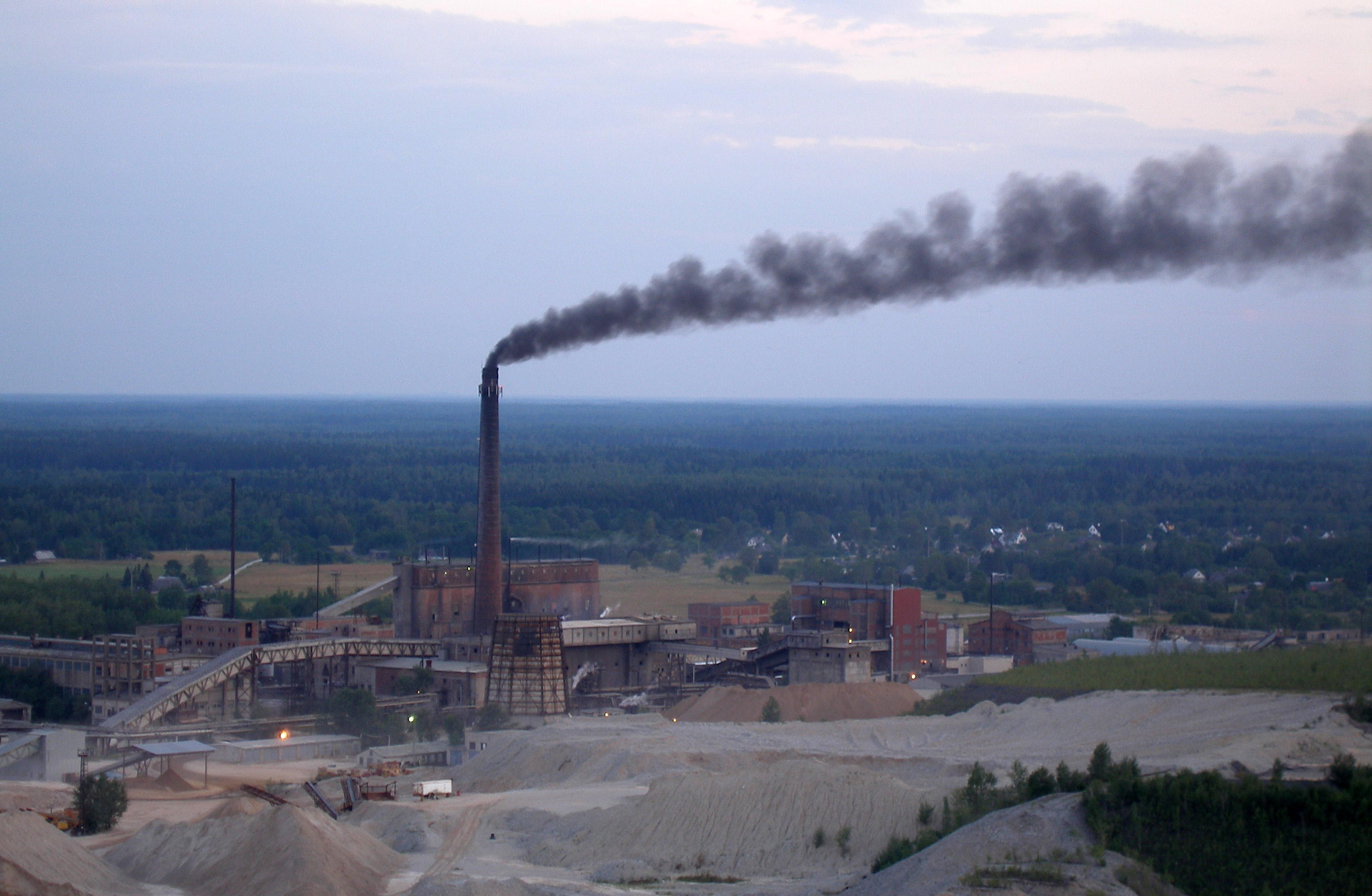
Le mouvement contre l'implantation d'une mine de phosphates fait pour la première fois plier le pouvoir communiste (ici une usine d'extraction de pétrole à partir du schiste)

Mikhaïl Gorbatchev prend la tête de l'URSS en 1985. En rupture avec ses prédécesseurs il mise sur un programme de transparence (glasnost) pour reconstruire (perestroïka) le système économique soviétique peu efficace et qui ne parvient plus à assurer la croissance. Dans ce contexte apparemment moins répressif et alors que le monde est sous le choc de la catastrophe nucléaire de Tchernobyl (avril 1986), un mouvement écologique prend naissance en Estonie contre l'ouverture d'une nouvelle mine de phosphates et pour la première fois depuis le début de l'occupation soviétique les autorités reculent devant la pression populaire. À la même époque un Groupe estonien pour la publication des clauses secrètes du pacte germano-soviétique, dont les dirigeants soviétiques continuent de nier l'existence, organise le 23 août 1987 une manifestation à proximité du siège du gouvernement qui rassemble plusieurs milliers de personnes et qui n'est pas réprimée. Les commémorations sur des thèmes interdits – guerre d'indépendance, déportations de 1949 – se multiplient dans les mois qui suivent. Le drapeau tricolore estonien, banni depuis l'invasion soviétique, est brandi régulièrement dans les cortèges. Les Estoniens prennent l'habitude de se réunir pour chanter ouvertement des chansons nationalistes donnant son nom à la révolution pacifique en cours : la révolution chantante. Les dirigeants du Parti communiste estonien réagissent avec modération et tentent d'accompagner le mouvement. Edgar Savisaar, membre du parti et directeur du Comité du Plan, crée le Front populaire destiné à soutenir la perestroïka et à élargir l'espace de liberté qui vient de se créer pour l'Estonie. En juin 1988, sous la pression de Moscou qui souhaite obtenir l'adhésion des populations à son programme de réforme, le secrétaire du PCE, le russophile Vaino, est écarté au profit de l'estophile Vaino Väljas. Mais cela n'arrête pas la radicalisation du mouvement. Le Parti de l'indépendance nationale apparaît en août 1988 et réclame l'indépendance nationale. La revendication est reprise par un orateur au cours d'un festival de chant qui rassemble 300 000 Estoniens. Contre-feu encouragé par les services secrets russes, le Front Internationaliste ou Interfront est créé en juin : il rassemble des russophones et estoniens hostiles à la montée du « nationalisme bourgeois » et à la « contre-révolution rampante ».
Le 23 août 1988 le contenu des clauses du Pacte germano-soviétique est dévoilé par le Soviet suprême de l'URSS. Conséquence de cette annonce, le Soviet suprême de l'Estonie déclare le résultat du scrutin de juillet 1940 illégal et la « libération » par l'Armée Rouge qui l'a précédé est redéfinie comme une annexion.
En octobre 1988, Gorbatchev propose une refonte des textes constitutionnels de l'Union soviétique qui est rejetée par les États baltes car, bien que libérale dans l'esprit, elle aboutirait à priver les républiques du droit de se retirer de l'Union. Le Soviet suprême d'Estonie adopte progressivement des positions de plus en plus nationalistes, qui aboutissent en novembre à un vote rétablissant la souveraineté juridique de l'Estonie. En janvier 1989, une loi votée réaffirme que l'estonien est la seule langue nationale et que les fonctionnaires et les employés en contact avec le public doivent en avoir la maîtrise. En mars 1989, pour la première fois des élections vraiment libres sont organisées pour choisir les représentants de l'Estonie au Congrès des représentants du peuple de l'URSS, qui est le nouvel organisme représentatif central mis sur en place par Gorbatchev. La consultation, qui recueille 87 % de participation, envoie 27 représentants du Front national sur 36 délégués, consacrant la défaite des conservateurs communistes russophiles. Le 23 août, date anniversaire du pacte germano-soviétique, sur une idée lancée par Savisaar, un à deux millions de personnes se donnent la main formant une chaîne humaine quasi continue d'environ 600 kilomètres de Tallinn, capitale de l'Estonie, à Vilnius , capitale de la Lituanie, en passant par Riga, capitale de la Lettonie, nommée la voie balte, pour demander l'indépendance des pays baltes. L'événement, qui par son caractère spectaculaire a un grand retentissement dans les médias internationaux, interpelle les dirigeants des pays occidentaux, jusque-là réticents à soutenir le mouvement d'indépendance qui pourrait enrayer la politique d'ouverture pratiquée par Moscou. Son succès raffermit par ailleurs la résolution des Baltes. Moscou tente, en vain, de raisonner les gouvernements des États baltes en marche vers l'indépendance en soutenant que celle-ci n'est pas viable compte tenu de la taille des États et de l'imbrication de leur économie dans l'ensemble soviétique.

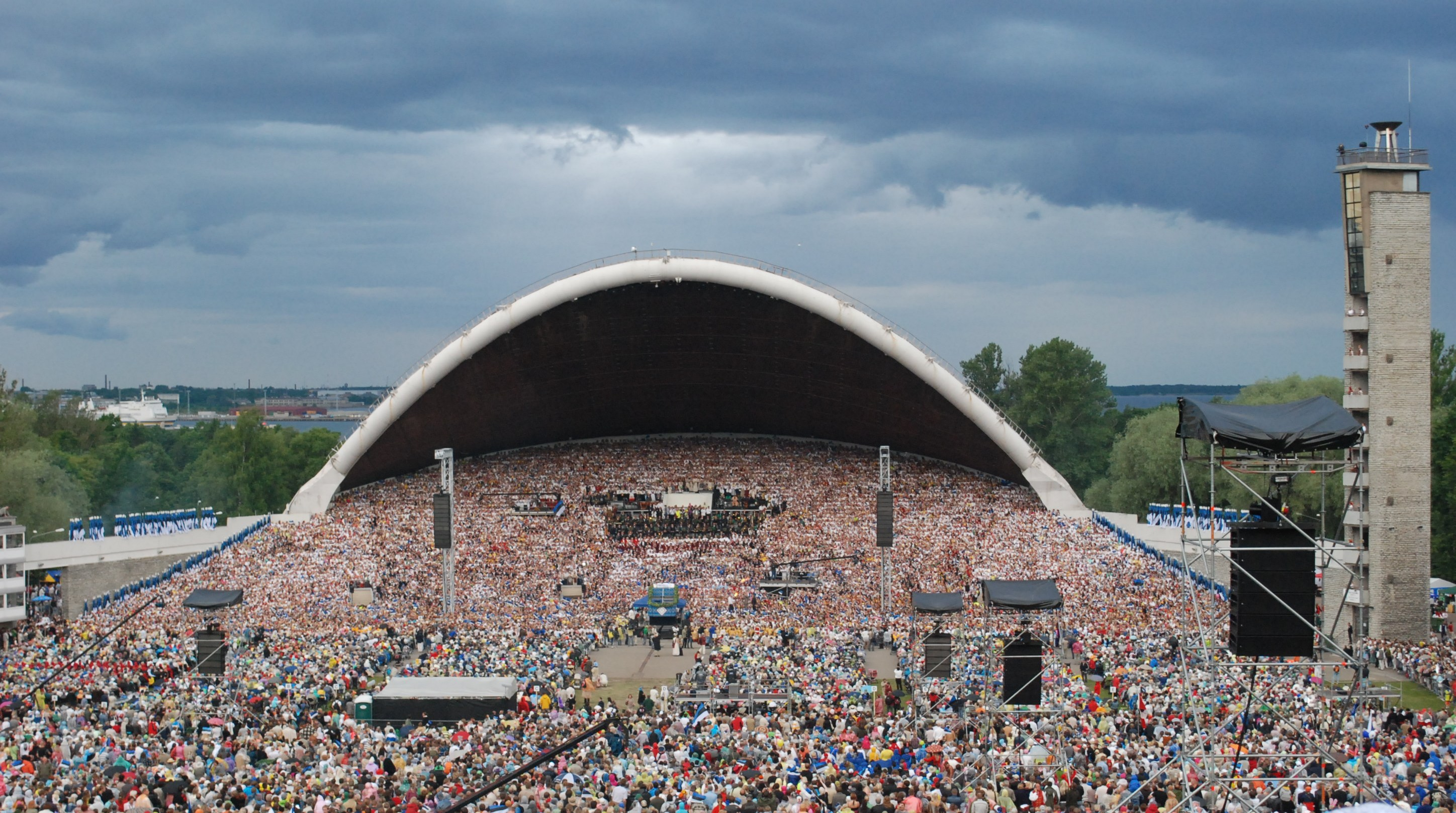
Les festivals de chant ont joué un grand rôle dans le réveil du sentiment national (ici à Tallinn en 2009)

L'Estonie est alors en pleine ébullition. Des centaines de rues et de places sont rebaptisées comme, à Tallinn, la place de la Victoire (de l'Armée Rouge) qui devient la place de la Liberté. Les programmes scolaires sont expurgés des ajouts ou déformations soviétiques, les témoignages écrits des survivants de la déportation dans les camps soviétiques sont publiés. Les journaux changent de ligne et parfois de titre comme Edasi (« En avant ») qui reprend le nom du principal journal d'avant-guerre Postimees. À côté du Front national de Savisaar, de nouveaux partis apparaissent. Deux voies vers l'indépendance se dessinent : les partisans d'une démarche négociée sans rupture avec le régime précédent sont généralement issus de l'aile réformatrice du parti communiste comme Savisaar ; les membres notamment du parti de l'indépendance nationale, une partie des milieux dissidents, les Estoniens émigrés rejettent complètement le régime et veulent le retour à la situation d'avant 1940. En particulier, ils considèrent que les russophones installés sur le territoire depuis 1944, complices d'une tentative de génocide culturel, n'ont pas le droit de prendre part au débat politique. Ce courant initialement minoritaire, à qui l'on reproche d'envenimer les relations entre les deux communautés, est très actif auprès des gouvernements occidentaux et soviétique. Dans ce courant, des comités des citoyens décident d'organiser en mars 1989 des élections sur la base d'un corps électoral expurgé de sa composante considérée comme étrangère : les russophones émigrés depuis 1944 sont exclus tandis que les émigrés sont invités à participer au vote. Le scrutin, qui a lieu le 24 février, date anniversaire de l'accord de Tartu, est une réussite : 600 000 votants élisent un Congrès sans pouvoir réel mais qui réaffirme le cadre illégal du régime mis en place par l'Union soviétique. Une semaine plus tard, les élections de l'assemblée officielle, le Soviet Suprême d'Estonie, rassemblent 1 130 000 votants et consacrent l'effondrement du PCE qui ne recueille que 3,6 % des suffrages. Le Front populaire arrive en tête avec 24 % des voix.

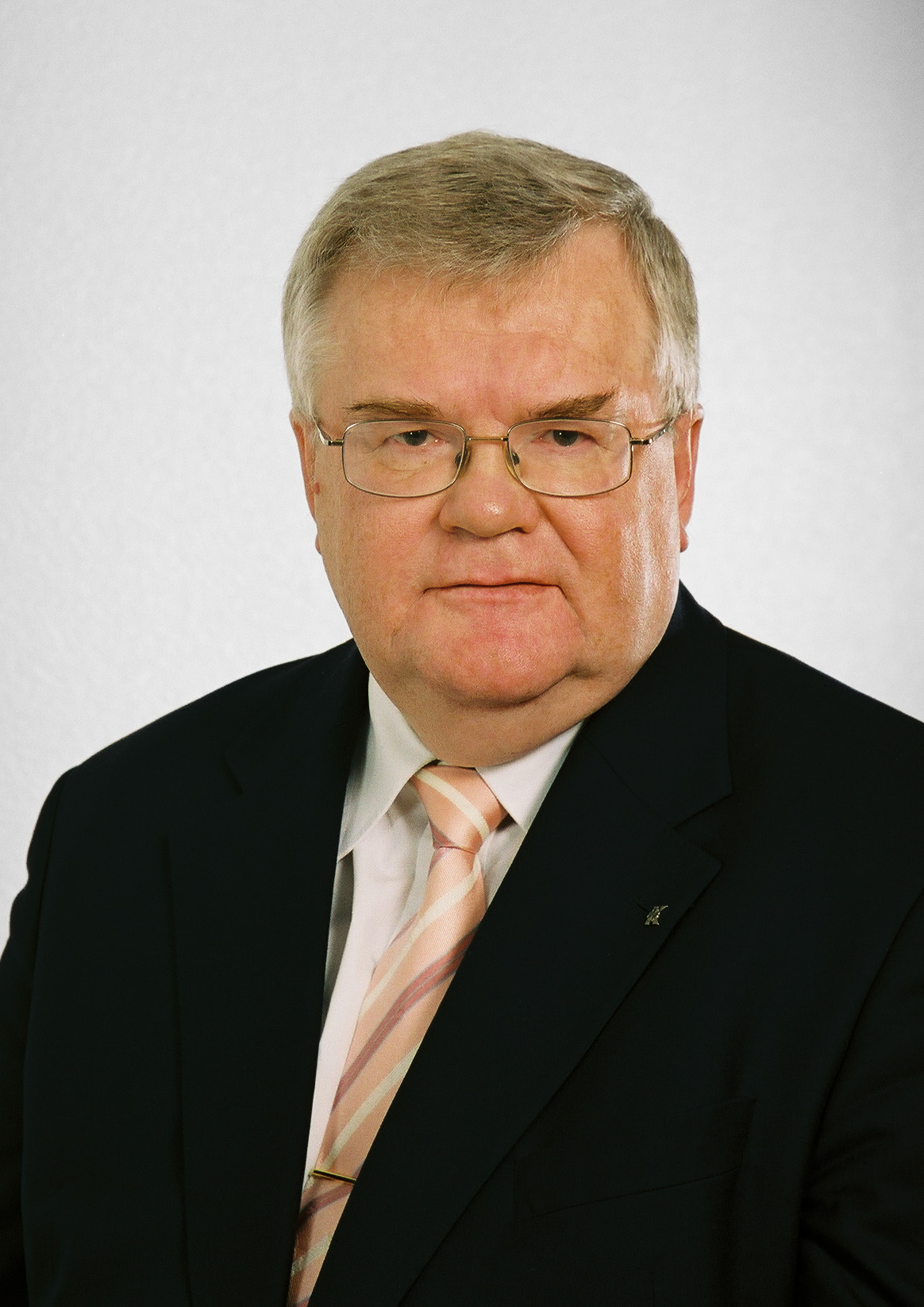
Edgar Savisaar, communiste réformateur, est un des hommes politiques clés de la marche vers l'indépendance

La position des partis modérés se radicalise pour plusieurs raisons : l'URSS est en train de s'effondrer et la politique de Gorbatchev est manifestement en train d'échouer, les négociations avec Moscou sur le nouveau statut de l'Estonie ont du mal à aboutir, l'indépendance semble une solution de plus en plus viable. Sous la pression de l'opinion publique, la position des modérés se rapproche de celle issue du Congrès. Fin mars 1989, le Soviet suprême annonce que l'Estonie va entamer une phase transitoire destinée à préparer l'indépendance. Cette démarche progressive permet, contrairement aux autres pays baltes qui déclarent de manière abrupte et unilatérale leur indépendance, de ne pas prendre de front le « grand frère » soviétique et d'éviter les mesures de rétorsion. Savisaar, qui a rendu sa carte du parti communiste, devient Premier ministre de l'Estonie début avril. Il tente avec les autres dirigeants baltes de négocier avec Gorbatchev l'indépendance, mais celui-ci refuse de peur de provoquer un éclatement complet de l'Union soviétique. La situation est tendue : des manifestants liés à l'Interfront pro-soviétique tentent en vain de prendre d'assaut le siège du gouvernement, multiplient les grèves et les mouvements dans la rue. Les 120 000 militaires soviétiques stationnés sur le territoire estonien sont ressentis comme une menace. L'effondrement économique provoqué par la sortie de l'économie dirigée accentue la tension au cours du premier trimestre 1989. Dans les trois États baltes, un référendum est organisé début mars pour décider de l'indépendance. Les partisans l'emportent avec 78 % des voix. Un tiers des russophones y sont favorables. Le coup d'État avorté du 19 août 1991 mené à Moscou par les durs du régime soviétique contre Gorbatchev permet à l'Estonie de franchir le dernier pas. Le Congrès estonien et le Soviet Suprême réunis en séance le 20 déclarent le restauration de l'indépendance de l'Estonie, c'est-à-dire que l'occupation soviétique est traitée comme une parenthèse illégale, ce qui constituera par la suite une des sources de contentieux avec les dirigeants russes. L'indépendance est reconnue dès le 21 août par le dirigeant russe Boris Eltsine. Le 25 août, la Russie reprend son indépendance et l'Union soviétique est dissoute.

## Le retour de l'indépendance (à compter de 1991)

### La nouvelle constitution de 1991

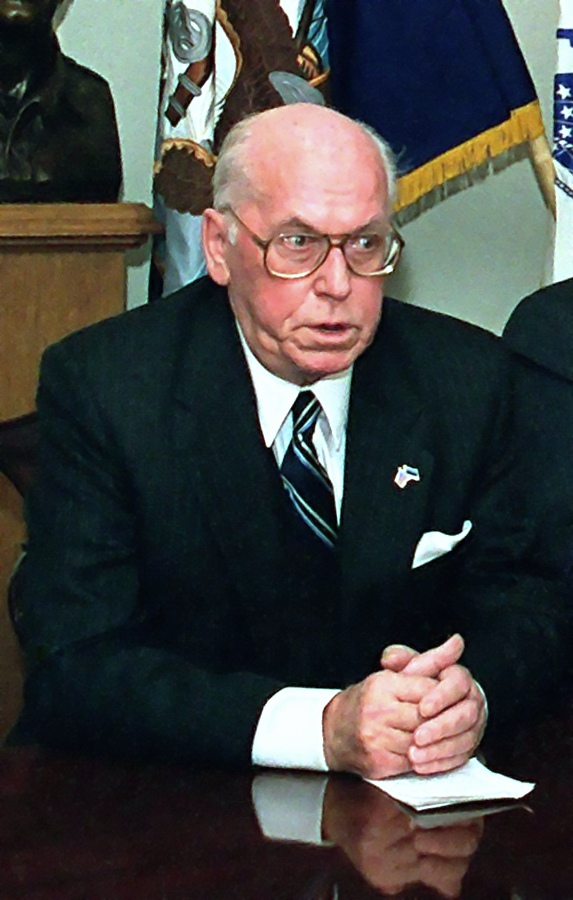
Lennart Meri premier président estonien depuis le retour de l'indépendance

L'assemblée constituante formée par la réunion du Soviet suprême et du Congrès estonien choisit de ne pas rétablir la constitution de 1920 qui avait abouti à l'époque à une paralysie de l'action gouvernementale et ne reconduit pas non plus la constitution autoritaire mise en place par Päts en 1937 et qui était encore en vigueur au moment de l'invasion soviétique. La nouvelle constitution estonienne opte pour un régime parlementaire doté d'une seule chambre comportant 101 députés élus pour quatre ans au suffrage universel direct et proportionnel. Le président de la République, qui détient des pouvoirs de représentation et de proposition, est élu pour cinq ans par les députés et son mandat est reconductible une seule fois. Le pouvoir exécutif est dirigé par le Premier ministre nommé par le président et est responsable devant l'assemblée. Une Cour suprême contrôle le caractère constitutionnel des lois et un chancelier, nommé par l'assemblée pour sept ans, sert de médiateur entre l'État et les particuliers. L'Estonie adopte une structure centralisée avec seulement deux niveaux de subdivision : le district (maakond) et le municip rural (vald) ou urbain (linnad). L'Église et l'État sont séparés et le droit des minorités est garanti par la loi.

### La vie politique
La première élection législative a lieu en septembre 1992 et porte au poste de président Lennart Meri, fils d'un diplomate de l'entre deux guerres, ancien déporté, cinéaste, ethnologue et romancier qui a dirigé en 1990-1991 les services diplomatiques du pays. Très populaire dans son pays comme à l'étranger, il effectue deux mandats. Arnold Rüütel lui succède en 2001. Celui-ci s'est illustré au moment du rétablissement de l'indépendance mais il est rattrapé par son passé d'ancien membre de la nomenklatura au moment de sa réélection en 2006. Il est battu par Toomas Hendrik Ilves, fils d'émigré estonien, ancien diplomate et député européen. Depuis le rétablissement de l'indépendance, les partis forment des coalitions fragiles entraînant une succession relativement rapide de gouvernements (11 entre 1991 et 2007). Les programmes des partis sont très proches et aucun, par réaction envers la période soviétique, n'affiche une étiquette véritablement de gauche. Il y a consensus sur l'adhésion à l'OTAN, l'orientation libérale en matière économique et sociale ainsi que la méfiance vis-à-vis de la Russie. Le Parti centriste d'Edgar Savisaar, par ailleurs maire de Tallinn, est régulièrement en tête des élections, mais son leader, à la réputation sulfureuse et idéologiquement marquée par son affrontement avec le Congrès estonien au début de l'indépendance, n'a jamais pu avoir la responsabilité d'un gouvernement.

### Une économie libérale florissante
Les gouvernements estoniens ont donné une orientation particulièrement libérale à l'économie, en faisant les choix les plus radicaux de tous les anciens pays socialistes. Le système fiscal défini en 1993, est d'une grande simplicité : il comporte une taxe sur le foncier de 2 %, une TVA de 18 % et un impôt sur les revenus des particuliers et des entreprises à taux unique (21 % en 2008, 18 % en cible) avec une assiette très large. Les droits de douane, initialement nuls, ont été alignés sur la législation de l'Union européenne. Les investissements des sociétés sont exonérés d'impôt et il n'y a pas d'impôt sur les successions en ligne directe. La politique budgétaire est d'une stricte orthodoxie notamment via un refus des déficits. La couronne a remplacé le rouble. Depuis 2004 son cours est lié à l'euro. L'Estonie a longtemps souffert d'une inflation assez forte (8,2 % en 1998) qui l'a empêché d'adhérer au système européen de la monnaie unique. Celle-ci ayant faibli, l'Estonie a adopté l'euro le 1er janvier 2011.
La dénationalisation de l'activité industrielle a été menée très rapidement dans les années 1990 sous la houlette d'une Agence de privatisation qui a liquidé l'ensemble du patrimoine industriel d'État. Beaucoup d'entreprises ont été fermées tandis que plus de 10 000 nouvelles apparaissent au cours de la même période. L'État a toutefois conservé la propriété de certaines revues culturelles, des principaux théâtres et salles de concert. Dans les campagnes, les terres ont été restituées à leurs anciens exploitants ou à leurs descendants. Ce choix, en partie idéologique, est plutôt un échec, car la taille des fermes, généralement trop faible, ainsi que le sous-investissement hérité de la période soviétique, limite la viabilité des exploitations dans le contexte d'une économie ouverte. Le secteur primaire ne représente plus que 4,5 % des emplois (2004). En ville les terrains et les locaux commerciaux ont été rendus à leurs propriétaires de 1939 mais ce processus s'est heurté à l'éloignement des émigrés et de la disparition d'une partie des déportés.
Le secteur secondaire a subi une reconversion totale. L'industrie lourde héritée de l'époque soviétique a pratiquement disparu au profit d'industries légères comme la construction de téléphones portables pour le compte de la firme du voisin finlandais Nokia. Le secteur du bois et le BTP sont les deux secteurs qui assurent la plus forte croissance industrielle. Le pays continue à s'appuyer sur ses importantes réserves de schistes bitumineux pour générer la quasi-totalité de son électricité malgré l'impact écologique négatif. L'emploi dans le secteur secondaire, qui était passé de 35 % en 1985 à 18 % en 1998, s'est redressé à 29 % en 2003. Le domaine des services emploie en 2010 les deux tiers des estoniens. Tallinn tente de jouer un rôle central sur le plan bancaire au niveau de la région. L'explosion de la consommation a été accompagnée d'une refonte complète du système de distribution qui s'est hissé au niveau de celui des pays les plus avancés. Les infrastructures ont été complètement rénovées : l'Estonie a un des taux d'équipement en téléphone portable les plus élevés du monde.

La croissance du PNB durant les dix dernières années

Cette réorientation complète du mode de fonctionnement de l'économie a réussi à l'Estonie. Le taux de croissance, négatif jusqu'en 1996, s'est maintenu par la suite à une valeur particulièrement élevée, atteignant 11,6 % en 1997 sauf durant la Crise financière russe de 1998. Le taux de chômage, important au début de la reconversion de l'économie, est tombé à 6,3 % en 2006. La dernière crise financière de 2008 a toutefois durement touché l'économie du pays avec un PNB en baisse de 14,1 % en 2009 et un taux de chômage remonté à 10 %. Les principaux partenaires économiques de l'Estonie sont à la fin de la décennie dans l'ordre décroissant la Finlande, la Suède puis la Russie et l'Allemagne. Le changement a été bien accepté par la majorité de la population grâce à l'augmentation du niveau de vie qui l'a accompagné et qui a concerné toutes les couches de la population. Contrairement à ce qui s'est passé dans beaucoup d'anciens pays socialistes, l'enrichissement de certaines personnes est généralement le fruit de leur travail et l'Estonie est restée, malgré l'apparition de certaines inégalités, un pays sans classe, où les élites sont bien plus accessibles que dans maints pays occidentaux. Certaines catégories de la population n'ont pas autant profité du nouvel ordre économique : les russophones généralement moins qualifiés et touchés plus fortement par le chômage, les retraités dont les revenus sont particulièrement faibles et qui pâtissent d'un système embryonnaire de retraite et de prise en charge des frais de santé, et enfin les agriculteurs,.

### La question de la minorité russophone
Au moment du retour à l'indépendance, les Russes représentent 40 % de la population, une proportion énorme qui se réduit quelque peu les premières années, du fait du retour de certains exilés et du départ d'environ 100 000 russophones : en 1992 il y a sur le territoire estonien 448 000 Russes auxquels il faut ajouter 40 000 Ukrainiens et 42 000 Biélorusses, soit en tout 33,1 % de la population. Après un débat houleux, l'assemblée législative estonienne met au point fin 1992 une loi sur la nationalité, qui accorde celle-ci uniquement aux personnes (ou leurs descendants) présents sur le sol estonien avant juin 1940, ce qui exclut la plus grande partie des russophones. Plusieurs lois sont passées à la même époque pour remplacer le russe par l'estonien dans l'espace public et dans les documents officiels à l'échelon national et local. Malgré les freins imposés par la loi sur la citoyenneté, en 1995, environ 85 000 personnes ont acquis la citoyenneté estonienne. La même année, l'assemblée législative vote une loi qui rend encore plus difficile l'obtention de la nationalité estonienne : les candidats doivent résider depuis huit ans, avoir une bonne connaissance de la langue et passer un examen civique en estonien. L'Estonie est régulièrement stigmatisée par des dirigeants moscovites, à la recherche de moyens de pression, pour « ses atteintes aux droits de l'homme ». Elle a assoupli sa législation en partie à la demande du Conseil de l'Europe. En 2010 il reste toutefois 8 % d'apatrides dans la population estonienne : ce sont des russophones ayant perdu la nationalité soviétique au moment de la disparition de l'URSS et qui ne remplissent pas les conditions leur permettant d'accéder à la nationalité estonienne. Ces russophones sont généralement désireux de s'intégrer dans la société estonienne, malgré un mode de vie plutôt communautaire. Mais ils sont moins bien armés que les Estoniens de souche pour s'adapter à la transformation rapide du pays ; l'ancienne génération arrivée officiellement pour « remettre sur pied un pays ruiné et assister une population ayant eu un comportement « douteux » durant la grande guerre patriotique », ne comprend pas qu'on remette en cause son statut,.
| Estoniens                            | 969 976   | 87,6      | 992 520   | 88,1      | 892 653   | 74,6      | 925 157   | 68,2      | 947 812   | 64,7      | 963 281   | 61,5      | 935 884   | 68,2      | 921 484   | 68,7      |
| Russophones *                        | 91 109    | 8,2       | 92 748    | 8,2       | 266 926   | 22,3      | 381 438   | 28,1      | 468 283   | 32        | 550 816   | 35,2      | 401 379   | 29,3      | 385 561   | 28,8      |
| dont Russes                          | 91 109    | 8,2       | 92 656    | 8,2       | 240 227   | 20,1      | 334 620   | 24,7      | 408 778   | 27,9      | 474 834   | 30,3      | 354 660   | 25,8      | 342 966   | 25,6      |
| Juifs                                | 4 566     | 0,4       | 4 434     | 0,4       | 5 433     | 0,5       | 5 282     | 0,4       | 4 954     | 0,3       | 4 613     | 0,3       | 2 178     | 0,2       | 1 830     | 0,1       |
| Allemands                            | 18 319    | 1,7       | 16 346    | 1,5       | 670       | 0,1       | 7 850     | 0,6       | 3 944     | 0,3       | 3 466     | 0,2       | 1 878     | 0,1       | 1 905     | 0,1       |
| Suédois                              | 7 850     | 0,7       | 7 641     | 0,7       | —         | —         | 435       | 0.0       | 254       | 0.0       | 297       | 0.0       | 300       | 0.0       | —         | —         |
| Autres                               | 15 239    | 1,4       | 12 816    | 1,1       | 31 109    | 2,6       | 35 917    | 2,7       | 39 229    | 2,7       | 43 189    | 2,8       | 30 752    | 2,2       | 28 635    | 2,1       |
| Total                                | 1 107 059 | 1 107 059 | 1 126 413 | 1 126 413 | 1 196 791 | 1 196 791 | 1 356 079 | 1 356 079 | 1 464 476 | 1 464 476 | 1 565 662 | 1 565 662 | 1 372 071 | 1 372 071 | 1 340 415 | 1 340 415 |
| * Russes, Biélorusses et Ukrainiens. |           |           |           |           |           |           |           |           |           |           |           |           |           |           |           |           |

### L'intégration de l'Estonie dans l'Europe et l'Otan
Les relations avec la Russie, naturellement tendues dès la reprise de l'indépendance, se sont encore rafraîchies après l'arrivée de Vladimir Poutine au pouvoir en Russie. Celui-ci et son successeur font pression sur les pays baltes en exploitant le malaise des russophones. Les dirigeants russes accusent l'Estonie d'opprimer la minorité russophone et d'encourager la résurgence du fascisme. Ils n'ont pas hésité à menacer le pays de blocus en 2002. L'ambassade d'Estonie à Moscou a été attaquée en 2007 par des membres des jeunesses présidentielles (Nachi) tandis que des cyberattaques sont régulièrement lancées depuis le territoire russe contre les sites estoniens. Bien que l'Estonie ait renoncé aux territoires perdus lors de la rectification de frontière qui a suivi l'invasion soviétique en 1939, la Russie refuse de ratifier le traité sur son tracé. Consciente de ce que pourrait lui coûter un isolement militaire et diplomatique face à un voisin puissant et hostile, l'Estonie a intégré l'OTAN en 2004, renforçant le courroux des dirigeants russes. L'intégration de l'Estonie à l'Union européenne répond en partie à la gestion de la menace russe ainsi qu'au souhait de s'ancrer à l'Europe occidentale. Effective depuis 2004, elle a suscité moins d'enthousiasme dans la population (67 % de oui au référendum) qui craignait pour son indépendance retrouvée depuis peu, bien que tous les partis politiques estoniens aient soutenu le processus d'adhésion.

### Galerie de dirigeants politiques depuis 2000
Présidence de la république d'Estonie

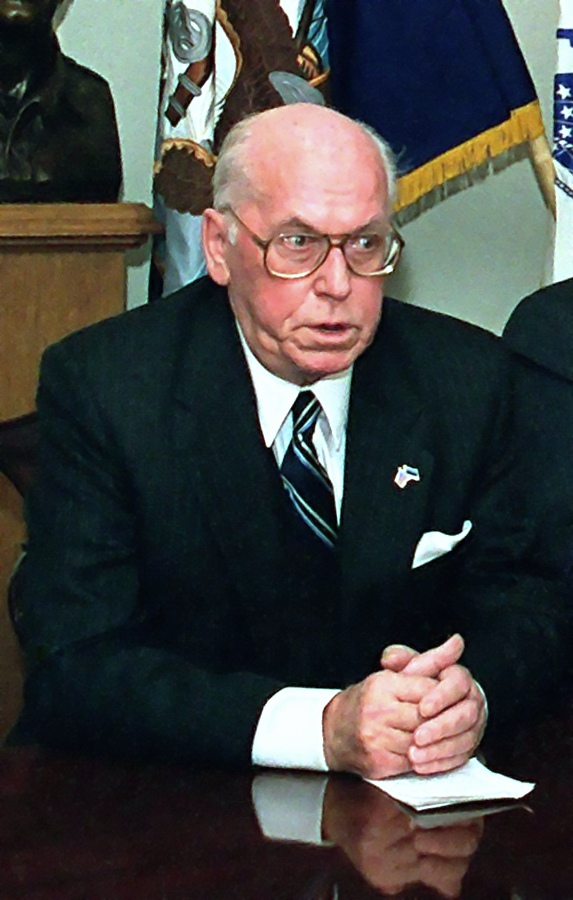
Lennart Meri 1992-2001
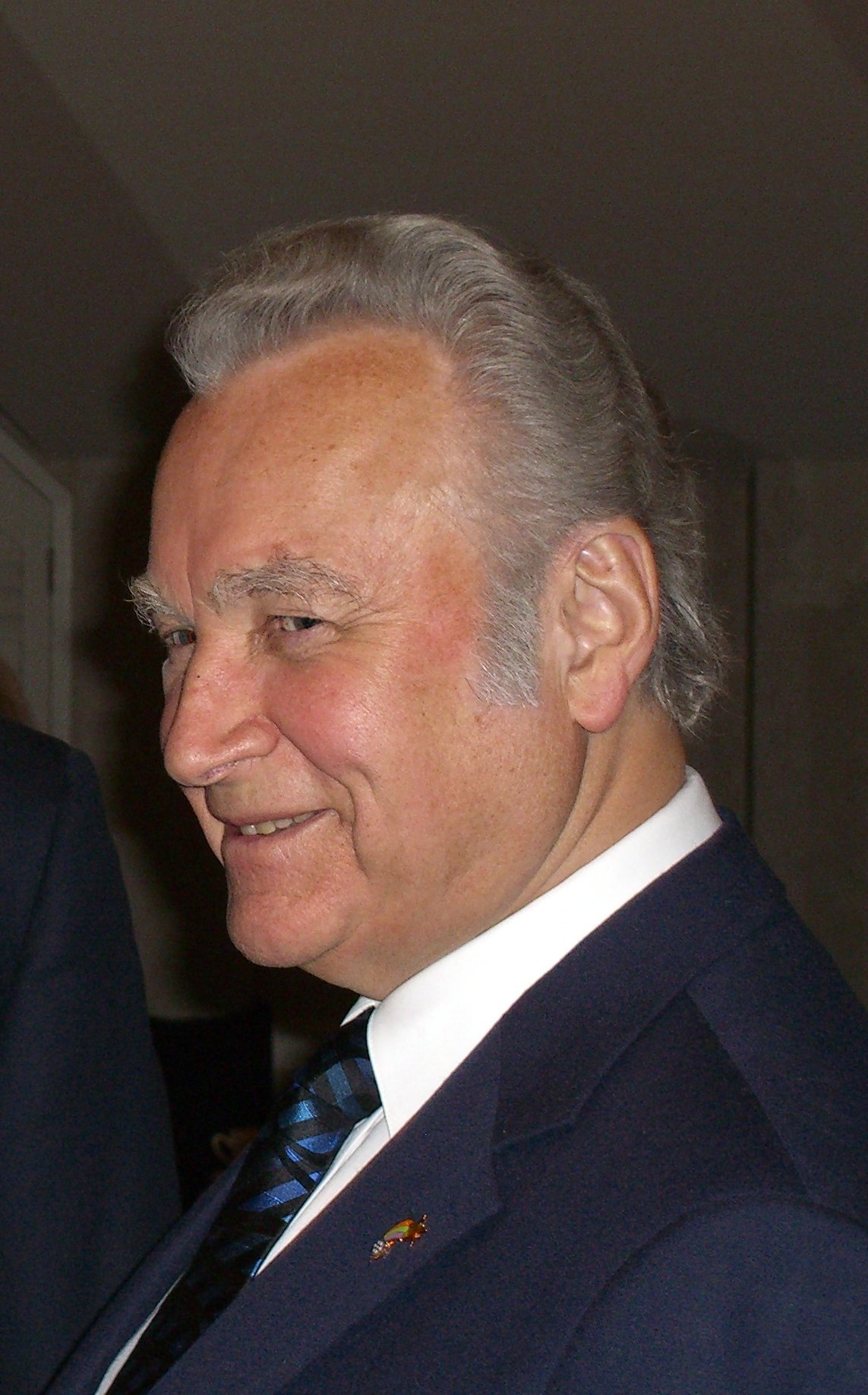
Arnold Rüütel (1983-1990) 2001-2006
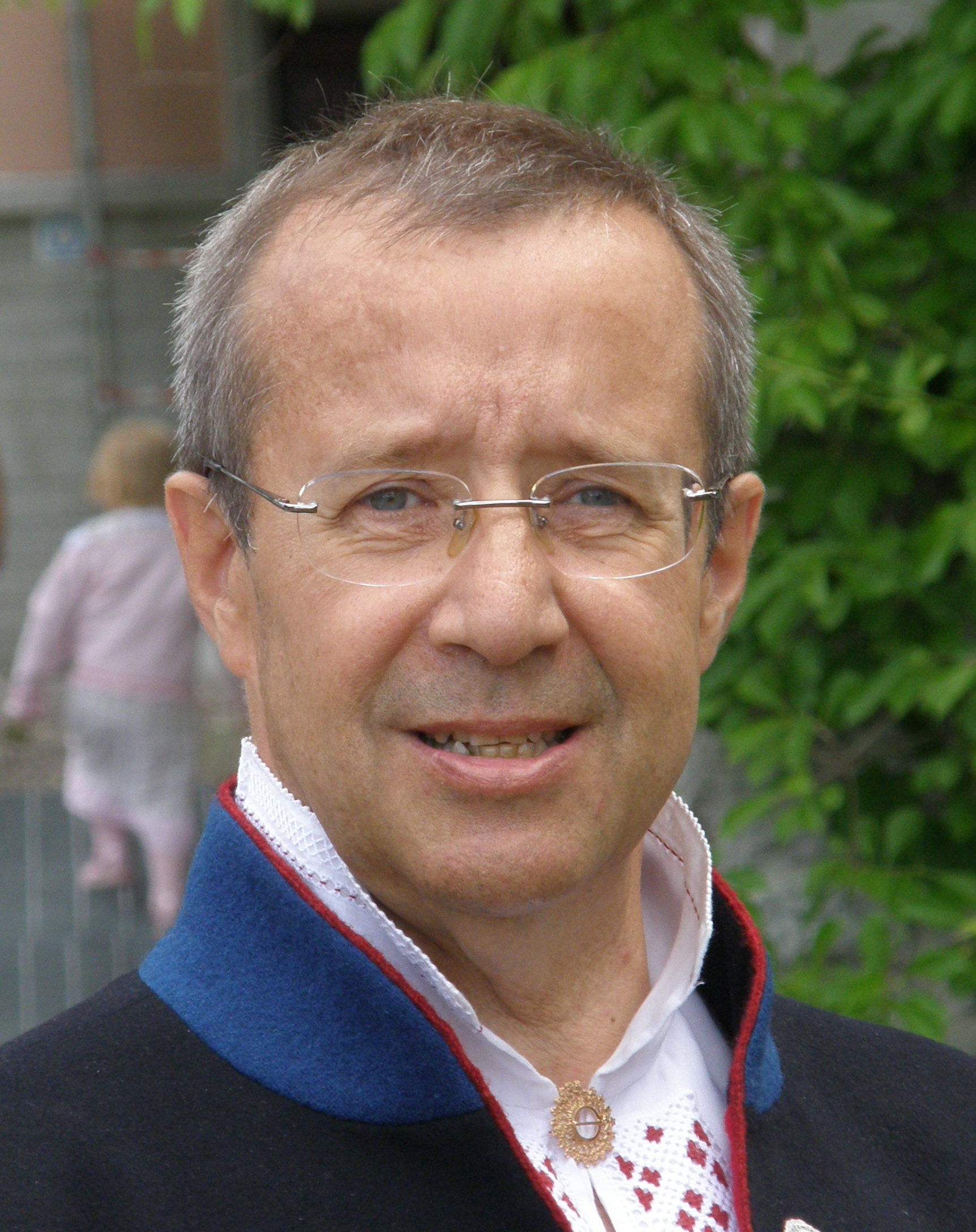
Toomas Hendrik Ilves 2006-2016
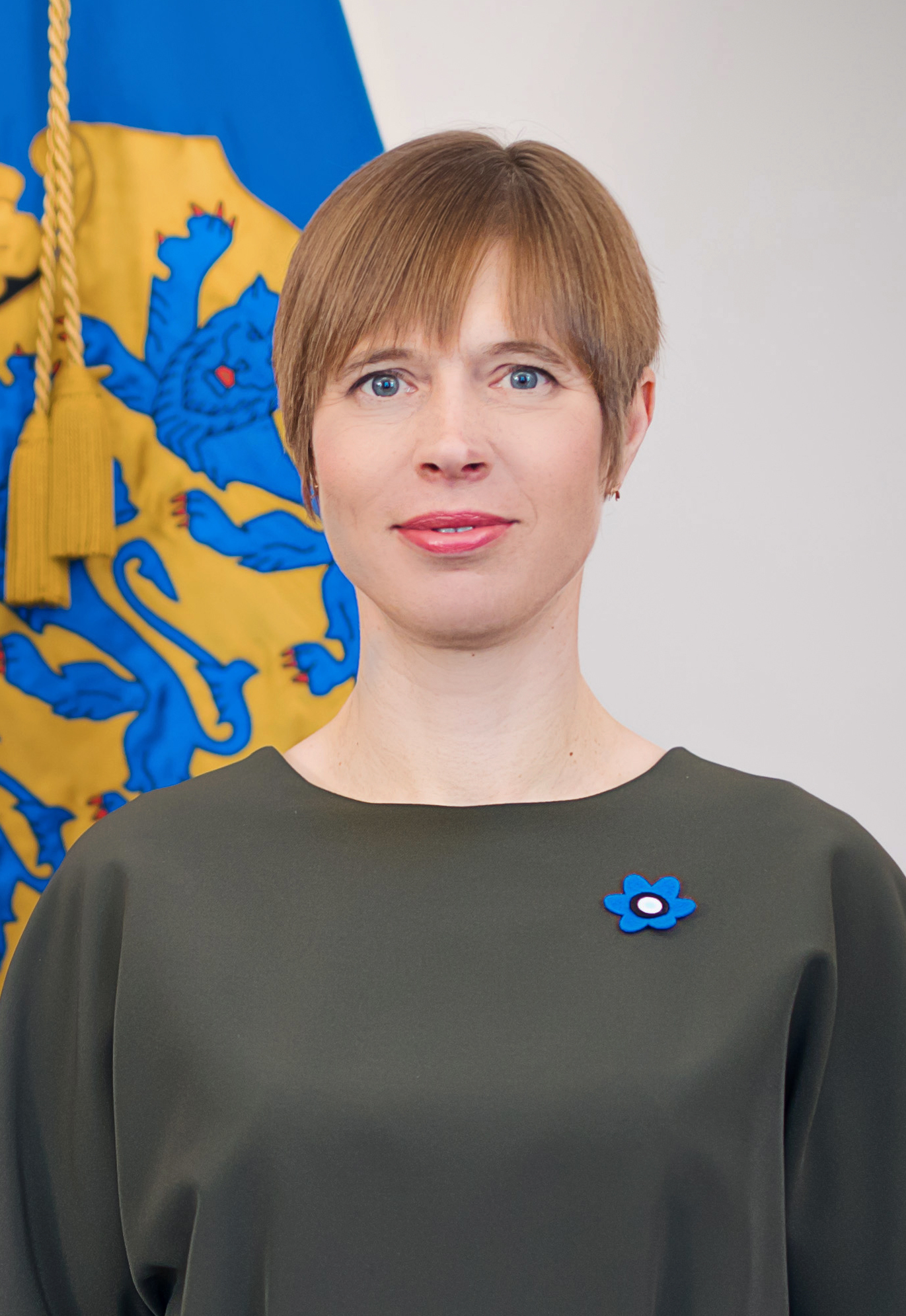
Kersti Kaljulaid 2016-2021
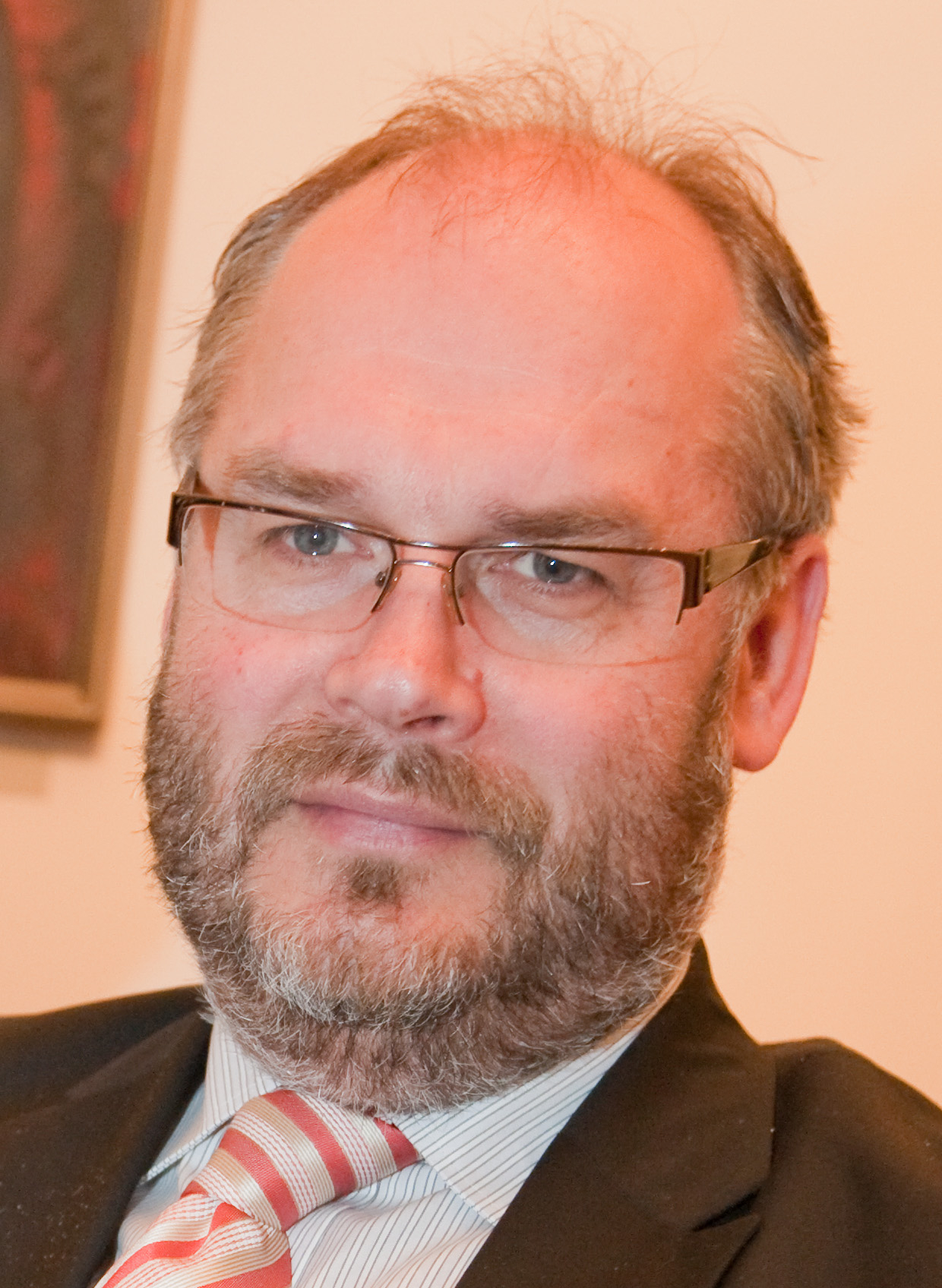
Alar Karis 2021-présent

Liste des chefs du gouvernement estonien

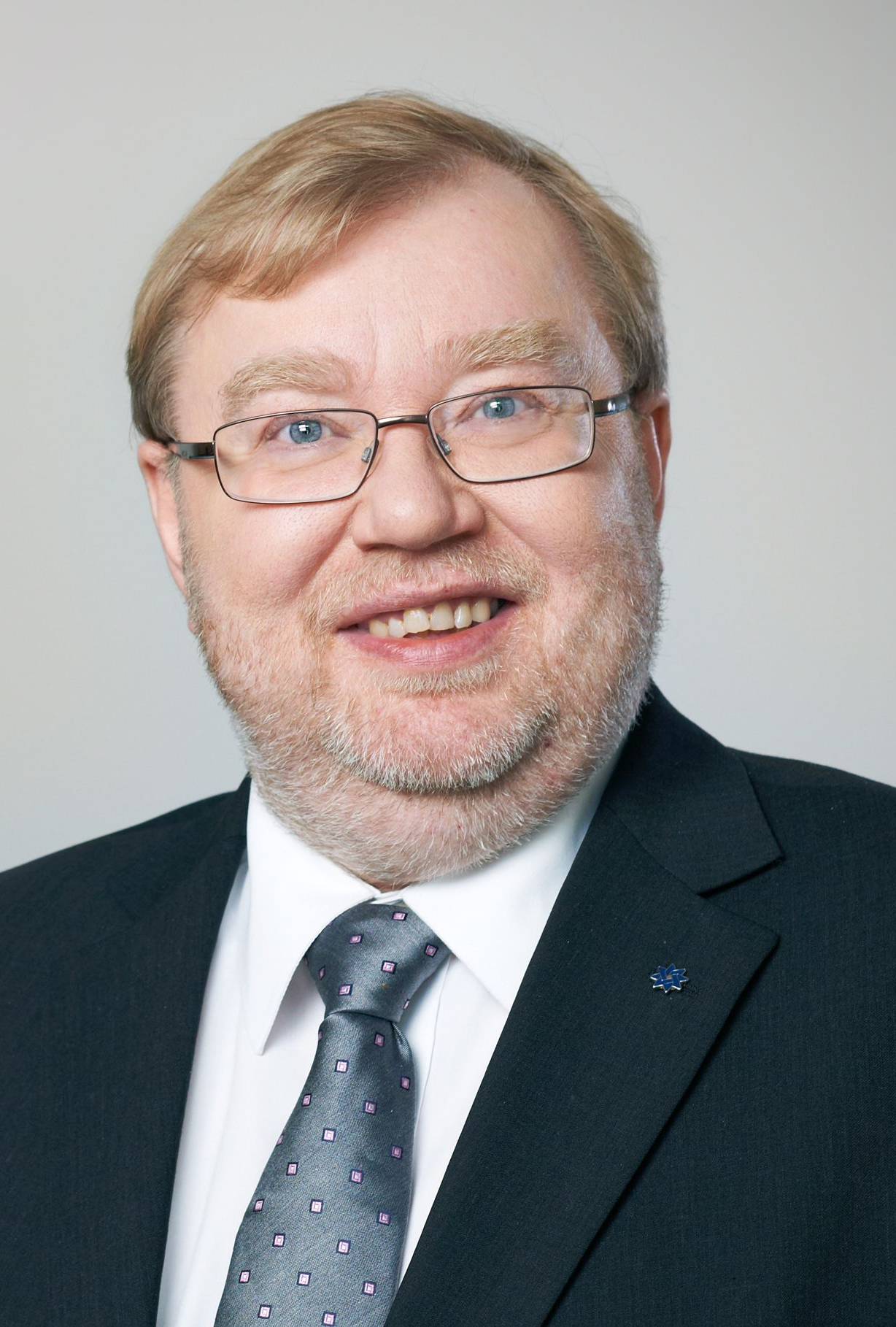
Mart Laar 1999-2002
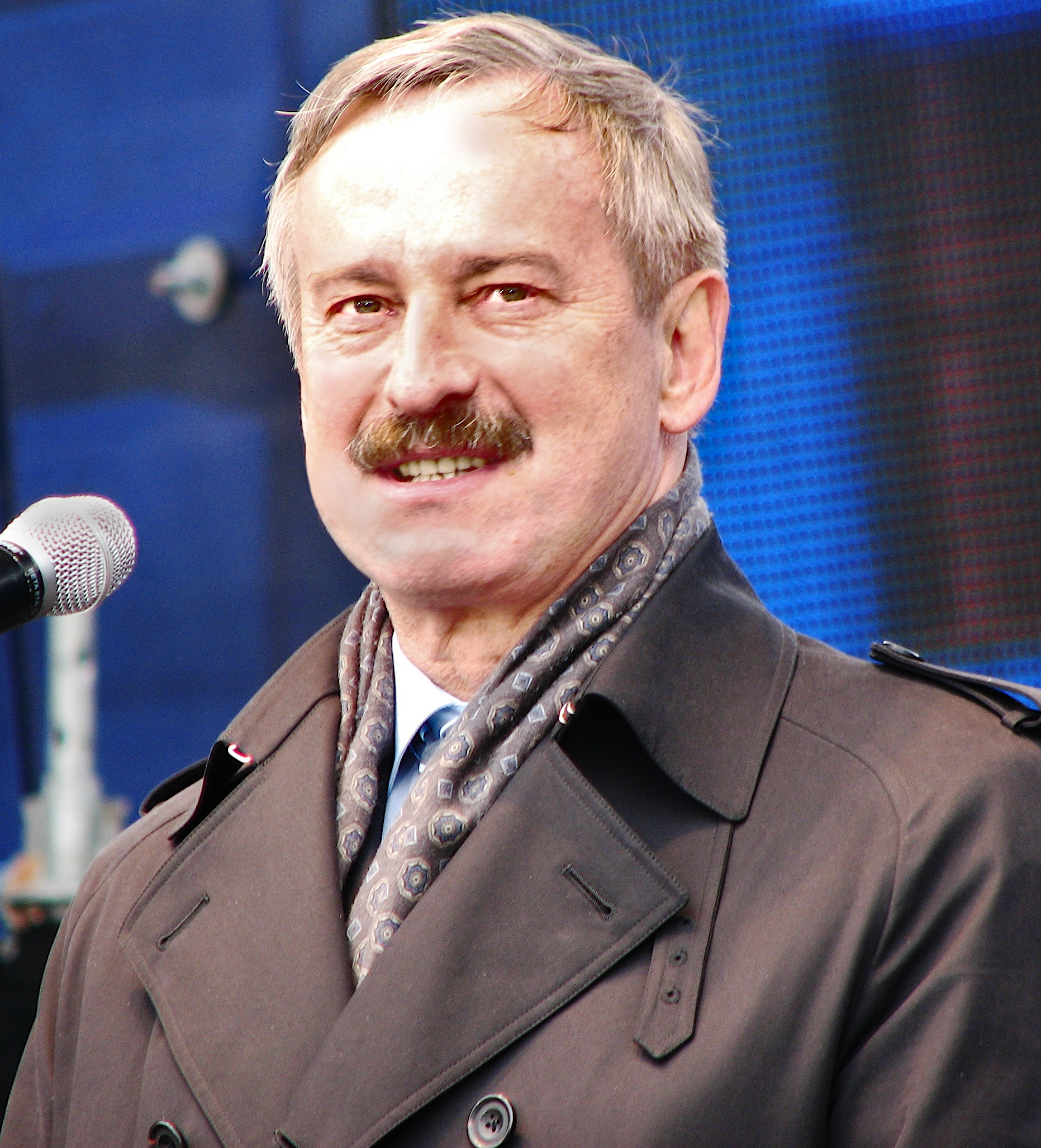
Siim Kallas 2002-2003
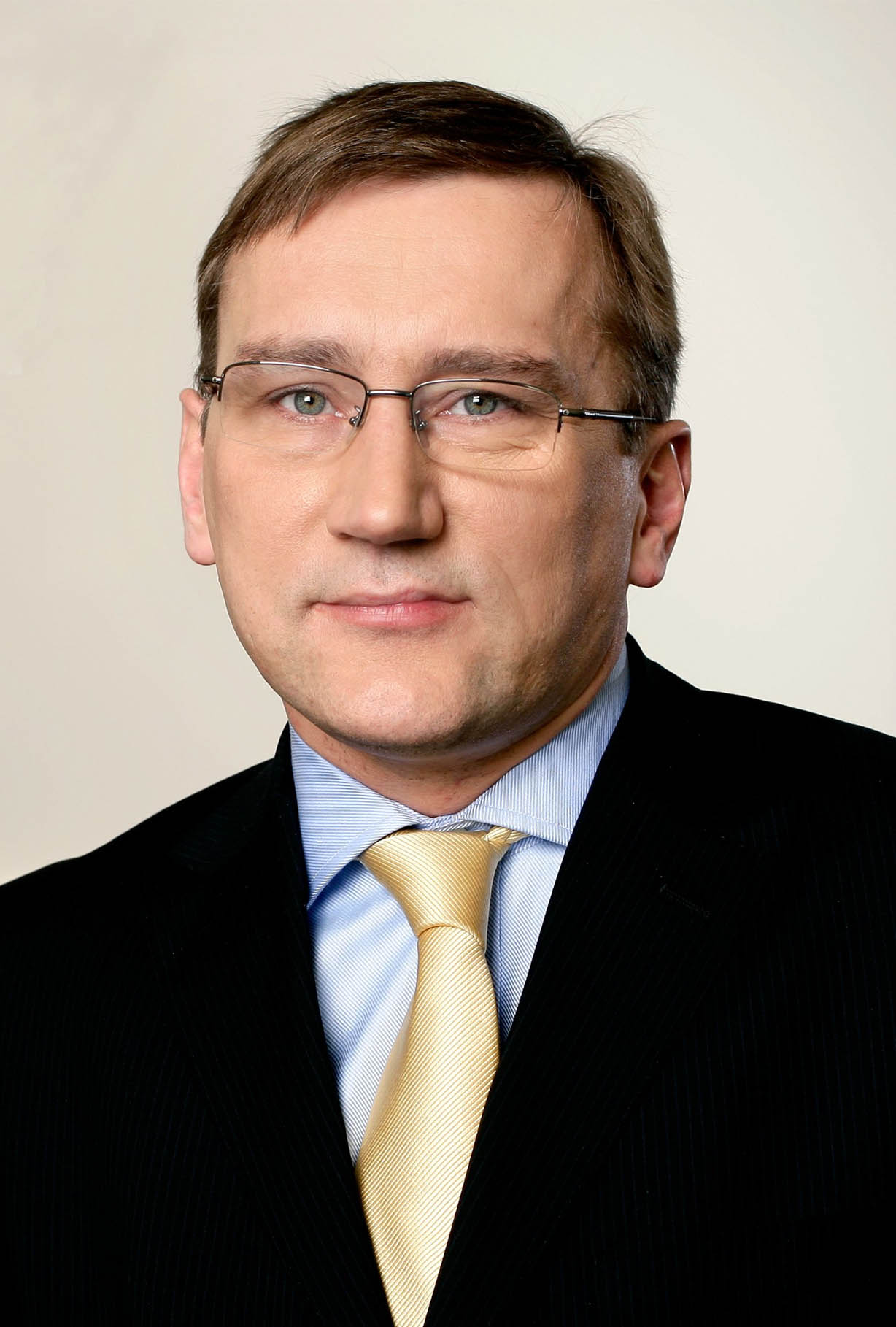
Juhan Parts 2003-2005
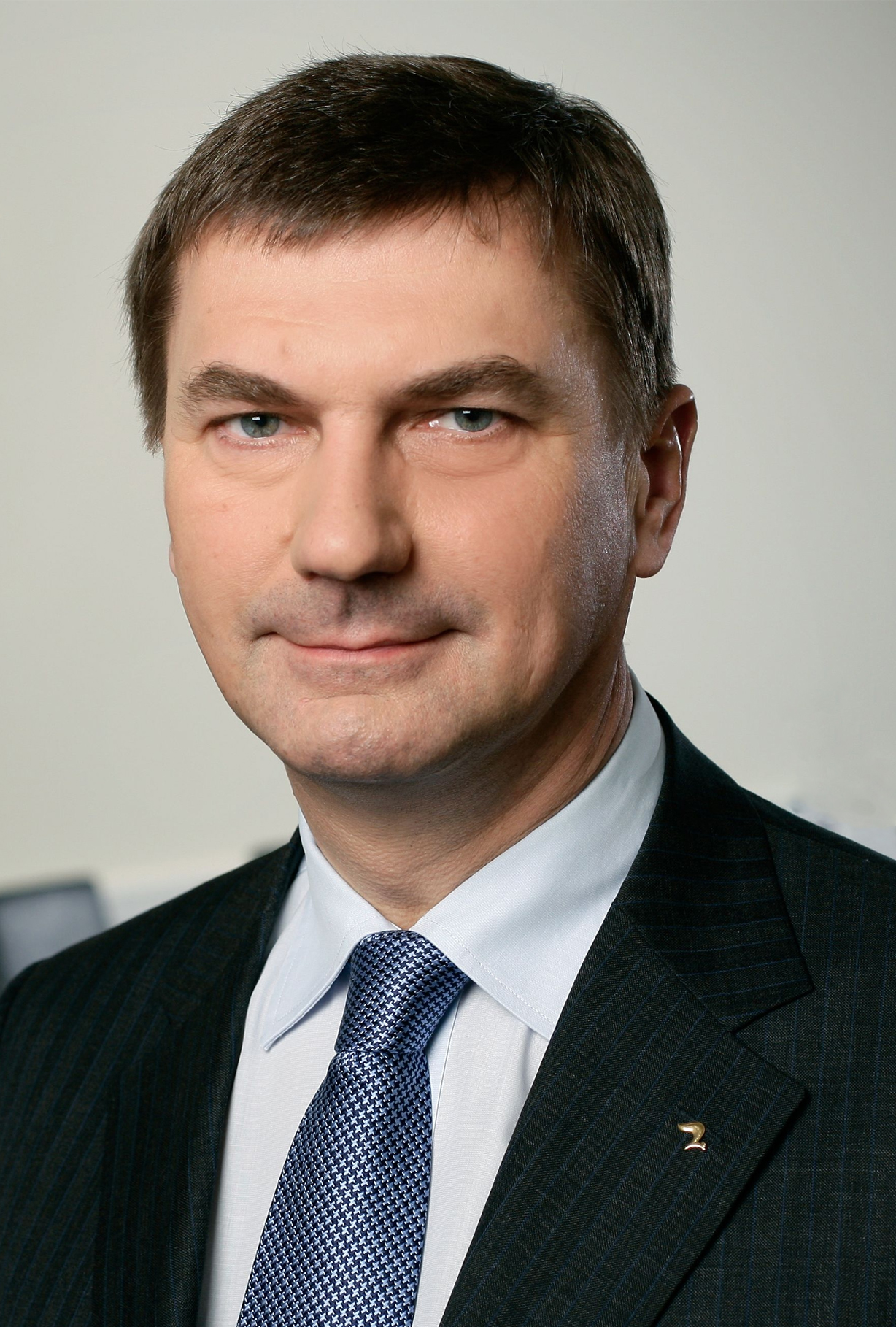
Andrus Ansip 2005-2014
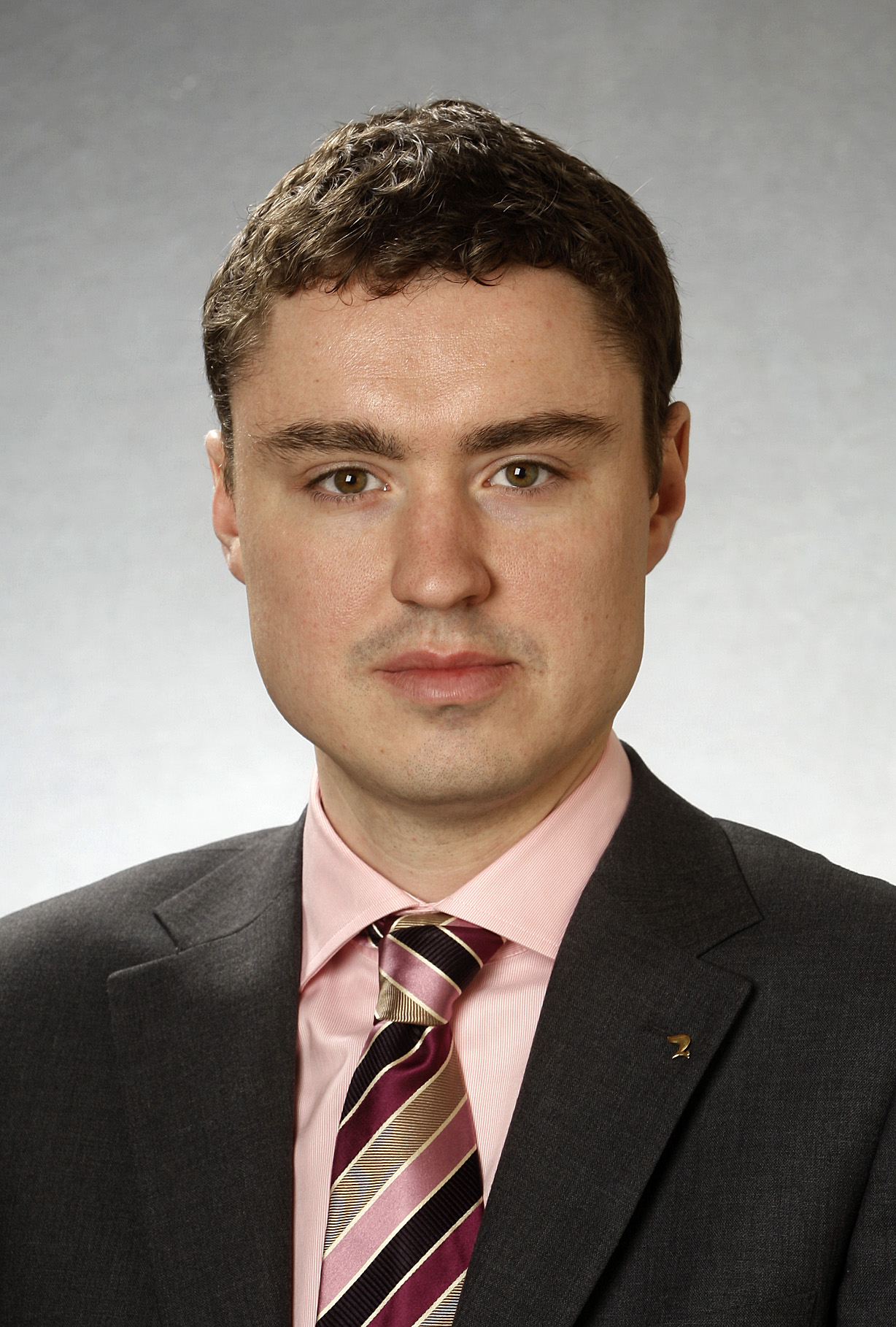
Taavi Rõivas 2014-2016
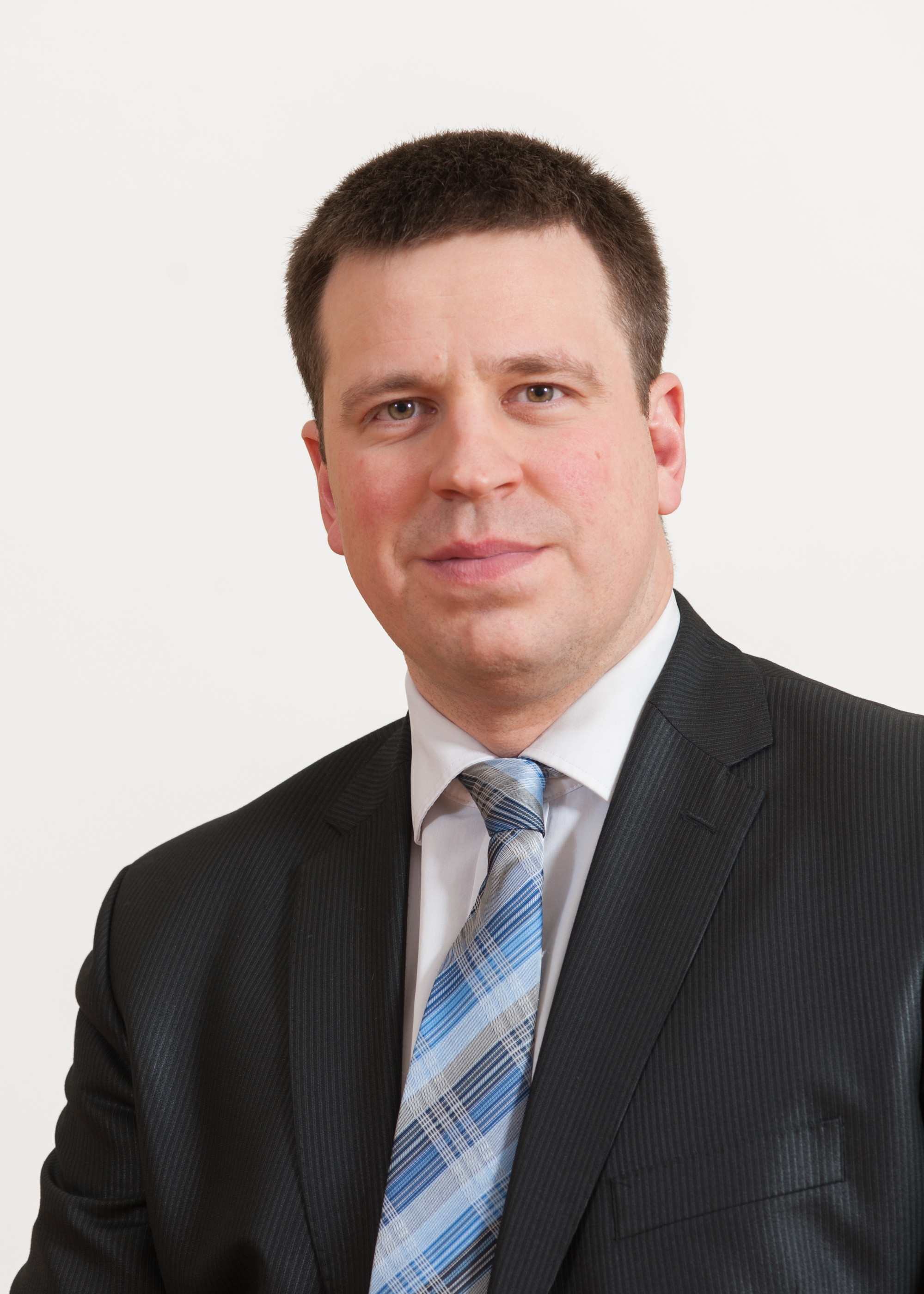
Jüri Ratas 2016-2021
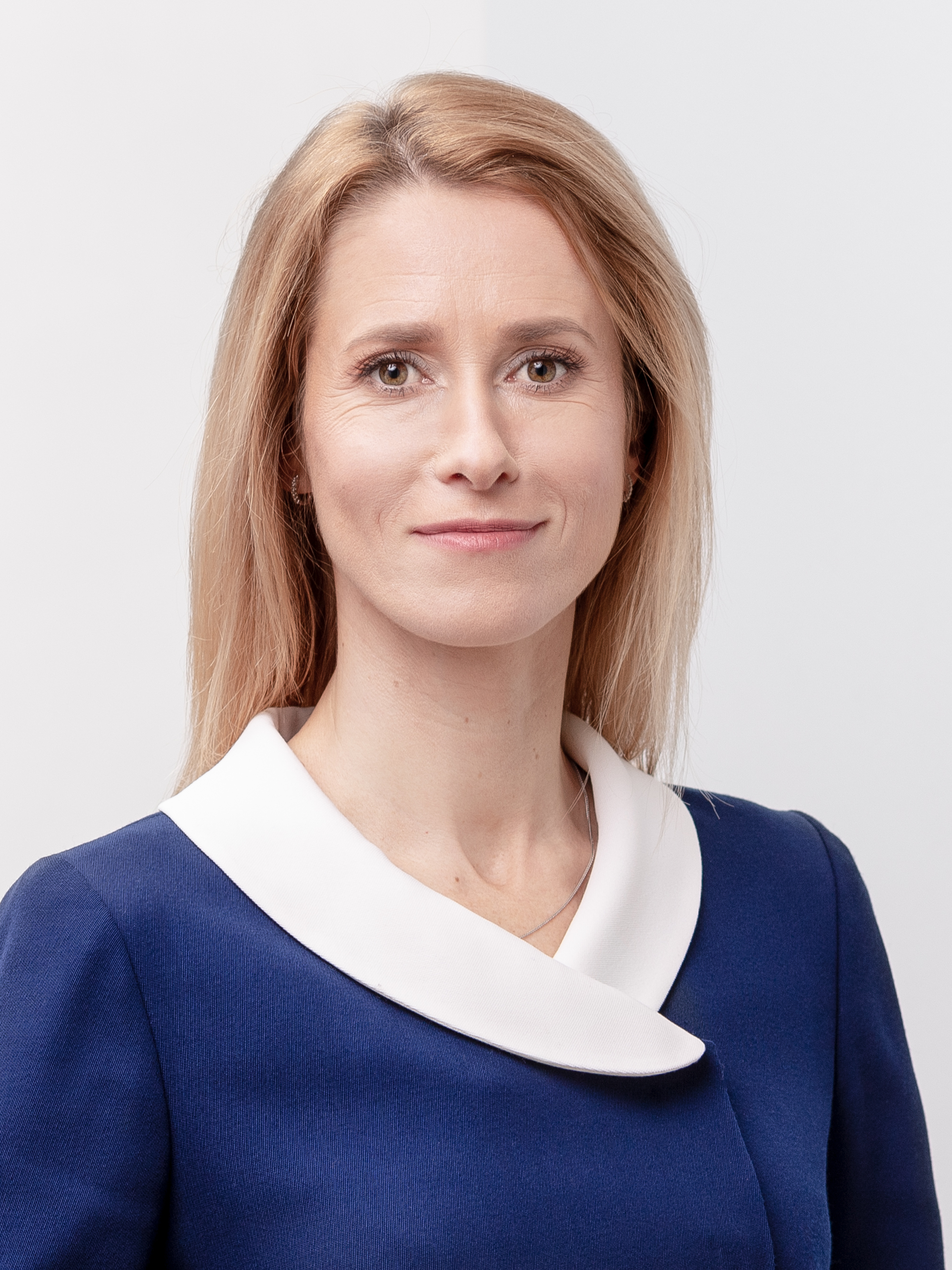
Kaja Kallas 2021-présent